# Іспанська партія
Іспанська партія або Дебют Руя Лопеса — шаховий дебют, що починається ходами: 

1. e2-e4 e7-e5 

2. Кg1-f3 Кb8-c6 

3. Сf1-b5.

Належить до відкритих початків.
Дебют Руя Лопеса названо на честь іспанського священика XVI століття Руя Лопеса де Сеґури. Він є одним з найпопулярніших дебютів і найуживанішим серед відкритих дебютів, з настільки великою кількістю варантів, що у Енциклопедії шахових дебютів усі коди від C60 до C99 присвоєні йому.

## Історія
Вперше, як про окремий дебют, про нього згадує Луїс Рамірес де Лусена (1497). Перші серйозні аналізи зробив Руй Лопес де Сеґура (1561), через що довгий час (до сер. XIX ст.) цей дебют мав назву «Дебют Руя Лопеса». У ранніх трактуваннях іспанська партія переслідувала елементарну тактичну мету — погрозу пішаку «e5». Надалі ідейний зміст дебюту став значно глибшим.
У XVII—XVIII століттях іспанська партія не була популярним дебютом, значно поступаючись гамбітам та іншим відкритим дебютам.
У 19-му ст. іспанська партія завдяки принципово новому стратегічному підходу до дебютів стала одним з найуживаніших дебютів. Вагомий внесок у розвиток теорії іспанської партії зробили такі майстри минулого як К. Яніш, М. Чігорін, В. Стейніц, Ем. Ласкер, Г. Пільсбері, К. Шлехтер, Х. Капабланка, З. Тарраш, А. Рубінштейн, А. Альохін, Ф. Маршалл. Пізніше, вже в наш час — М. Ейве, П. Керес, В. Смислов, І. Болєславський, С. Фурман, Р. Фішер, А. Карпов, І. Зайцев, В. Ананд та інші.

У 20-му ст. Вагомий внесок у розвиток теорії іспанської партії зробили такі майстри: Васюков Євген Андрійович та інші.

## Трактування
Основне трактування іспанської партії — білі намагаються заволодіти центром шахівниці та, зазвичай готують наступ на королівському фланзі; чорні, у різні способи (в першу чергу захищаючи пішака «е5») намагаються не дати білим захопити центр, проявляють активність на ферзевому фланзі та у зручний момент завдають контрудару в центрі. Особливою рисою багатьох систем іспанської партії, порівняно з іншими відкритими дебютами, є складна багатоходова гра у центрі та на флангах, що дозволяє відносити іспанську партію до відкритих дебютів лише за умовними ознаками.
Розробка багатьох систем та варіантів іспанської партії продовжується й досі.

## Основи
На найбільш базовому рівні, на третьому ході білі атакують коня, яких захищає пішака на e5 від атаки конем на f3. Погроза білих забрати пішака на e5 після 4.Сxc6 dxc6 5.Кxe5 є лише ілюзією — чорні можуть відповісти 5…Фd4, роблячи вилку коня та пішака на e4, що поверне чорним матеріал та надасть хорошу позицію. Проте хід білих 3. Сb5 все ж є хорошим ходом: він розвиває фігуру, готує рокіровку і налаштовує потенційну зв'язку чорного короля. Однак, через те, що третій хід білих не несе безпосередньої загрози, чорні можуть відповісти одним із цілої низки ходів.
Традиційно метою білих в іспанській партії є руйнування пішакової структури чорних. Білі зазвичай міняють слона на коня на c6 у різних формах Розмінного варіанту (ECO C68-C69), проте вони це роблять не завжди.
Теорію іспанської партії вивчено найдокладніше із усіх відкритих партій, а деякі рядки є проаналізованими до 30-х ходів. Майже кожен хід має кілька обґрунтованих альтернатив, і більшість з них є добре вивченими. Зручною є класифікація іспанської партії залежно від того чи відповідають чорні ходом 3…a6, який називається Захистом Морфі на честь Пола Морфі, хоч і не він придумав цю лінію. Варіанти, у яких чорні не відповідають 3…a6 зазвичай є набагато старішими та простішими, проте Захист Морфі грають частіше.

## Захист Морфі 3…a6
Найпопулярнішим третім ходом чорних є захист Морфі, 3…a6, який «задає питання» білому слону. 
|   | a | b | c | d | e | f | g | h |   |
| 8 | a8 чорна тура · c8 чорний слон · d8 чорний ферзь · e8 чорний король · f8 чорний слон · g8 чорний кінь · h8 чорна тура · b7 чорний пішак · c7 чорний пішак · d7 чорний пішак · f7 чорний пішак · g7 чорний пішак · h7 чорний пішак · a6 чорний пішак · c6 чорний кінь · b5 білий слон · e5 чорний пішак · e4 білий пішак · f3 білий кінь · a2 білий пішак · b2 білий пішак · c2 білий пішак · d2 білий пішак · f2 білий пішак · g2 білий пішак · h2 білий пішак · a1 біла тура · b1 білий кінь · c1 білий слон · d1 білий ферзь · e1 білий король · h1 біла тура | a8 чорна тура · c8 чорний слон · d8 чорний ферзь · e8 чорний король · f8 чорний слон · g8 чорний кінь · h8 чорна тура · b7 чорний пішак · c7 чорний пішак · d7 чорний пішак · f7 чорний пішак · g7 чорний пішак · h7 чорний пішак · a6 чорний пішак · c6 чорний кінь · b5 білий слон · e5 чорний пішак · e4 білий пішак · f3 білий кінь · a2 білий пішак · b2 білий пішак · c2 білий пішак · d2 білий пішак · f2 білий пішак · g2 білий пішак · h2 білий пішак · a1 біла тура · b1 білий кінь · c1 білий слон · d1 білий ферзь · e1 білий король · h1 біла тура | a8 чорна тура · c8 чорний слон · d8 чорний ферзь · e8 чорний король · f8 чорний слон · g8 чорний кінь · h8 чорна тура · b7 чорний пішак · c7 чорний пішак · d7 чорний пішак · f7 чорний пішак · g7 чорний пішак · h7 чорний пішак · a6 чорний пішак · c6 чорний кінь · b5 білий слон · e5 чорний пішак · e4 білий пішак · f3 білий кінь · a2 білий пішак · b2 білий пішак · c2 білий пішак · d2 білий пішак · f2 білий пішак · g2 білий пішак · h2 білий пішак · a1 біла тура · b1 білий кінь · c1 білий слон · d1 білий ферзь · e1 білий король · h1 біла тура | a8 чорна тура · c8 чорний слон · d8 чорний ферзь · e8 чорний король · f8 чорний слон · g8 чорний кінь · h8 чорна тура · b7 чорний пішак · c7 чорний пішак · d7 чорний пішак · f7 чорний пішак · g7 чорний пішак · h7 чорний пішак · a6 чорний пішак · c6 чорний кінь · b5 білий слон · e5 чорний пішак · e4 білий пішак · f3 білий кінь · a2 білий пішак · b2 білий пішак · c2 білий пішак · d2 білий пішак · f2 білий пішак · g2 білий пішак · h2 білий пішак · a1 біла тура · b1 білий кінь · c1 білий слон · d1 білий ферзь · e1 білий король · h1 біла тура | a8 чорна тура · c8 чорний слон · d8 чорний ферзь · e8 чорний король · f8 чорний слон · g8 чорний кінь · h8 чорна тура · b7 чорний пішак · c7 чорний пішак · d7 чорний пішак · f7 чорний пішак · g7 чорний пішак · h7 чорний пішак · a6 чорний пішак · c6 чорний кінь · b5 білий слон · e5 чорний пішак · e4 білий пішак · f3 білий кінь · a2 білий пішак · b2 білий пішак · c2 білий пішак · d2 білий пішак · f2 білий пішак · g2 білий пішак · h2 білий пішак · a1 біла тура · b1 білий кінь · c1 білий слон · d1 білий ферзь · e1 білий король · h1 біла тура | a8 чорна тура · c8 чорний слон · d8 чорний ферзь · e8 чорний король · f8 чорний слон · g8 чорний кінь · h8 чорна тура · b7 чорний пішак · c7 чорний пішак · d7 чорний пішак · f7 чорний пішак · g7 чорний пішак · h7 чорний пішак · a6 чорний пішак · c6 чорний кінь · b5 білий слон · e5 чорний пішак · e4 білий пішак · f3 білий кінь · a2 білий пішак · b2 білий пішак · c2 білий пішак · d2 білий пішак · f2 білий пішак · g2 білий пішак · h2 білий пішак · a1 біла тура · b1 білий кінь · c1 білий слон · d1 білий ферзь · e1 білий король · h1 біла тура | a8 чорна тура · c8 чорний слон · d8 чорний ферзь · e8 чорний король · f8 чорний слон · g8 чорний кінь · h8 чорна тура · b7 чорний пішак · c7 чорний пішак · d7 чорний пішак · f7 чорний пішак · g7 чорний пішак · h7 чорний пішак · a6 чорний пішак · c6 чорний кінь · b5 білий слон · e5 чорний пішак · e4 білий пішак · f3 білий кінь · a2 білий пішак · b2 білий пішак · c2 білий пішак · d2 білий пішак · f2 білий пішак · g2 білий пішак · h2 білий пішак · a1 біла тура · b1 білий кінь · c1 білий слон · d1 білий ферзь · e1 білий король · h1 біла тура | a8 чорна тура · c8 чорний слон · d8 чорний ферзь · e8 чорний король · f8 чорний слон · g8 чорний кінь · h8 чорна тура · b7 чорний пішак · c7 чорний пішак · d7 чорний пішак · f7 чорний пішак · g7 чорний пішак · h7 чорний пішак · a6 чорний пішак · c6 чорний кінь · b5 білий слон · e5 чорний пішак · e4 білий пішак · f3 білий кінь · a2 білий пішак · b2 білий пішак · c2 білий пішак · d2 білий пішак · f2 білий пішак · g2 білий пішак · h2 білий пішак · a1 біла тура · b1 білий кінь · c1 білий слон · d1 білий ферзь · e1 білий король · h1 біла тура | 8 |
| 7 | a8 чорна тура · c8 чорний слон · d8 чорний ферзь · e8 чорний король · f8 чорний слон · g8 чорний кінь · h8 чорна тура · b7 чорний пішак · c7 чорний пішак · d7 чорний пішак · f7 чорний пішак · g7 чорний пішак · h7 чорний пішак · a6 чорний пішак · c6 чорний кінь · b5 білий слон · e5 чорний пішак · e4 білий пішак · f3 білий кінь · a2 білий пішак · b2 білий пішак · c2 білий пішак · d2 білий пішак · f2 білий пішак · g2 білий пішак · h2 білий пішак · a1 біла тура · b1 білий кінь · c1 білий слон · d1 білий ферзь · e1 білий король · h1 біла тура | a8 чорна тура · c8 чорний слон · d8 чорний ферзь · e8 чорний король · f8 чорний слон · g8 чорний кінь · h8 чорна тура · b7 чорний пішак · c7 чорний пішак · d7 чорний пішак · f7 чорний пішак · g7 чорний пішак · h7 чорний пішак · a6 чорний пішак · c6 чорний кінь · b5 білий слон · e5 чорний пішак · e4 білий пішак · f3 білий кінь · a2 білий пішак · b2 білий пішак · c2 білий пішак · d2 білий пішак · f2 білий пішак · g2 білий пішак · h2 білий пішак · a1 біла тура · b1 білий кінь · c1 білий слон · d1 білий ферзь · e1 білий король · h1 біла тура | a8 чорна тура · c8 чорний слон · d8 чорний ферзь · e8 чорний король · f8 чорний слон · g8 чорний кінь · h8 чорна тура · b7 чорний пішак · c7 чорний пішак · d7 чорний пішак · f7 чорний пішак · g7 чорний пішак · h7 чорний пішак · a6 чорний пішак · c6 чорний кінь · b5 білий слон · e5 чорний пішак · e4 білий пішак · f3 білий кінь · a2 білий пішак · b2 білий пішак · c2 білий пішак · d2 білий пішак · f2 білий пішак · g2 білий пішак · h2 білий пішак · a1 біла тура · b1 білий кінь · c1 білий слон · d1 білий ферзь · e1 білий король · h1 біла тура | a8 чорна тура · c8 чорний слон · d8 чорний ферзь · e8 чорний король · f8 чорний слон · g8 чорний кінь · h8 чорна тура · b7 чорний пішак · c7 чорний пішак · d7 чорний пішак · f7 чорний пішак · g7 чорний пішак · h7 чорний пішак · a6 чорний пішак · c6 чорний кінь · b5 білий слон · e5 чорний пішак · e4 білий пішак · f3 білий кінь · a2 білий пішак · b2 білий пішак · c2 білий пішак · d2 білий пішак · f2 білий пішак · g2 білий пішак · h2 білий пішак · a1 біла тура · b1 білий кінь · c1 білий слон · d1 білий ферзь · e1 білий король · h1 біла тура | a8 чорна тура · c8 чорний слон · d8 чорний ферзь · e8 чорний король · f8 чорний слон · g8 чорний кінь · h8 чорна тура · b7 чорний пішак · c7 чорний пішак · d7 чорний пішак · f7 чорний пішак · g7 чорний пішак · h7 чорний пішак · a6 чорний пішак · c6 чорний кінь · b5 білий слон · e5 чорний пішак · e4 білий пішак · f3 білий кінь · a2 білий пішак · b2 білий пішак · c2 білий пішак · d2 білий пішак · f2 білий пішак · g2 білий пішак · h2 білий пішак · a1 біла тура · b1 білий кінь · c1 білий слон · d1 білий ферзь · e1 білий король · h1 біла тура | a8 чорна тура · c8 чорний слон · d8 чорний ферзь · e8 чорний король · f8 чорний слон · g8 чорний кінь · h8 чорна тура · b7 чорний пішак · c7 чорний пішак · d7 чорний пішак · f7 чорний пішак · g7 чорний пішак · h7 чорний пішак · a6 чорний пішак · c6 чорний кінь · b5 білий слон · e5 чорний пішак · e4 білий пішак · f3 білий кінь · a2 білий пішак · b2 білий пішак · c2 білий пішак · d2 білий пішак · f2 білий пішак · g2 білий пішак · h2 білий пішак · a1 біла тура · b1 білий кінь · c1 білий слон · d1 білий ферзь · e1 білий король · h1 біла тура | a8 чорна тура · c8 чорний слон · d8 чорний ферзь · e8 чорний король · f8 чорний слон · g8 чорний кінь · h8 чорна тура · b7 чорний пішак · c7 чорний пішак · d7 чорний пішак · f7 чорний пішак · g7 чорний пішак · h7 чорний пішак · a6 чорний пішак · c6 чорний кінь · b5 білий слон · e5 чорний пішак · e4 білий пішак · f3 білий кінь · a2 білий пішак · b2 білий пішак · c2 білий пішак · d2 білий пішак · f2 білий пішак · g2 білий пішак · h2 білий пішак · a1 біла тура · b1 білий кінь · c1 білий слон · d1 білий ферзь · e1 білий король · h1 біла тура | a8 чорна тура · c8 чорний слон · d8 чорний ферзь · e8 чорний король · f8 чорний слон · g8 чорний кінь · h8 чорна тура · b7 чорний пішак · c7 чорний пішак · d7 чорний пішак · f7 чорний пішак · g7 чорний пішак · h7 чорний пішак · a6 чорний пішак · c6 чорний кінь · b5 білий слон · e5 чорний пішак · e4 білий пішак · f3 білий кінь · a2 білий пішак · b2 білий пішак · c2 білий пішак · d2 білий пішак · f2 білий пішак · g2 білий пішак · h2 білий пішак · a1 біла тура · b1 білий кінь · c1 білий слон · d1 білий ферзь · e1 білий король · h1 біла тура | 7 |
| 6 | a8 чорна тура · c8 чорний слон · d8 чорний ферзь · e8 чорний король · f8 чорний слон · g8 чорний кінь · h8 чорна тура · b7 чорний пішак · c7 чорний пішак · d7 чорний пішак · f7 чорний пішак · g7 чорний пішак · h7 чорний пішак · a6 чорний пішак · c6 чорний кінь · b5 білий слон · e5 чорний пішак · e4 білий пішак · f3 білий кінь · a2 білий пішак · b2 білий пішак · c2 білий пішак · d2 білий пішак · f2 білий пішак · g2 білий пішак · h2 білий пішак · a1 біла тура · b1 білий кінь · c1 білий слон · d1 білий ферзь · e1 білий король · h1 біла тура | a8 чорна тура · c8 чорний слон · d8 чорний ферзь · e8 чорний король · f8 чорний слон · g8 чорний кінь · h8 чорна тура · b7 чорний пішак · c7 чорний пішак · d7 чорний пішак · f7 чорний пішак · g7 чорний пішак · h7 чорний пішак · a6 чорний пішак · c6 чорний кінь · b5 білий слон · e5 чорний пішак · e4 білий пішак · f3 білий кінь · a2 білий пішак · b2 білий пішак · c2 білий пішак · d2 білий пішак · f2 білий пішак · g2 білий пішак · h2 білий пішак · a1 біла тура · b1 білий кінь · c1 білий слон · d1 білий ферзь · e1 білий король · h1 біла тура | a8 чорна тура · c8 чорний слон · d8 чорний ферзь · e8 чорний король · f8 чорний слон · g8 чорний кінь · h8 чорна тура · b7 чорний пішак · c7 чорний пішак · d7 чорний пішак · f7 чорний пішак · g7 чорний пішак · h7 чорний пішак · a6 чорний пішак · c6 чорний кінь · b5 білий слон · e5 чорний пішак · e4 білий пішак · f3 білий кінь · a2 білий пішак · b2 білий пішак · c2 білий пішак · d2 білий пішак · f2 білий пішак · g2 білий пішак · h2 білий пішак · a1 біла тура · b1 білий кінь · c1 білий слон · d1 білий ферзь · e1 білий король · h1 біла тура | a8 чорна тура · c8 чорний слон · d8 чорний ферзь · e8 чорний король · f8 чорний слон · g8 чорний кінь · h8 чорна тура · b7 чорний пішак · c7 чорний пішак · d7 чорний пішак · f7 чорний пішак · g7 чорний пішак · h7 чорний пішак · a6 чорний пішак · c6 чорний кінь · b5 білий слон · e5 чорний пішак · e4 білий пішак · f3 білий кінь · a2 білий пішак · b2 білий пішак · c2 білий пішак · d2 білий пішак · f2 білий пішак · g2 білий пішак · h2 білий пішак · a1 біла тура · b1 білий кінь · c1 білий слон · d1 білий ферзь · e1 білий король · h1 біла тура | a8 чорна тура · c8 чорний слон · d8 чорний ферзь · e8 чорний король · f8 чорний слон · g8 чорний кінь · h8 чорна тура · b7 чорний пішак · c7 чорний пішак · d7 чорний пішак · f7 чорний пішак · g7 чорний пішак · h7 чорний пішак · a6 чорний пішак · c6 чорний кінь · b5 білий слон · e5 чорний пішак · e4 білий пішак · f3 білий кінь · a2 білий пішак · b2 білий пішак · c2 білий пішак · d2 білий пішак · f2 білий пішак · g2 білий пішак · h2 білий пішак · a1 біла тура · b1 білий кінь · c1 білий слон · d1 білий ферзь · e1 білий король · h1 біла тура | a8 чорна тура · c8 чорний слон · d8 чорний ферзь · e8 чорний король · f8 чорний слон · g8 чорний кінь · h8 чорна тура · b7 чорний пішак · c7 чорний пішак · d7 чорний пішак · f7 чорний пішак · g7 чорний пішак · h7 чорний пішак · a6 чорний пішак · c6 чорний кінь · b5 білий слон · e5 чорний пішак · e4 білий пішак · f3 білий кінь · a2 білий пішак · b2 білий пішак · c2 білий пішак · d2 білий пішак · f2 білий пішак · g2 білий пішак · h2 білий пішак · a1 біла тура · b1 білий кінь · c1 білий слон · d1 білий ферзь · e1 білий король · h1 біла тура | a8 чорна тура · c8 чорний слон · d8 чорний ферзь · e8 чорний король · f8 чорний слон · g8 чорний кінь · h8 чорна тура · b7 чорний пішак · c7 чорний пішак · d7 чорний пішак · f7 чорний пішак · g7 чорний пішак · h7 чорний пішак · a6 чорний пішак · c6 чорний кінь · b5 білий слон · e5 чорний пішак · e4 білий пішак · f3 білий кінь · a2 білий пішак · b2 білий пішак · c2 білий пішак · d2 білий пішак · f2 білий пішак · g2 білий пішак · h2 білий пішак · a1 біла тура · b1 білий кінь · c1 білий слон · d1 білий ферзь · e1 білий король · h1 біла тура | a8 чорна тура · c8 чорний слон · d8 чорний ферзь · e8 чорний король · f8 чорний слон · g8 чорний кінь · h8 чорна тура · b7 чорний пішак · c7 чорний пішак · d7 чорний пішак · f7 чорний пішак · g7 чорний пішак · h7 чорний пішак · a6 чорний пішак · c6 чорний кінь · b5 білий слон · e5 чорний пішак · e4 білий пішак · f3 білий кінь · a2 білий пішак · b2 білий пішак · c2 білий пішак · d2 білий пішак · f2 білий пішак · g2 білий пішак · h2 білий пішак · a1 біла тура · b1 білий кінь · c1 білий слон · d1 білий ферзь · e1 білий король · h1 біла тура | 6 |
| 5 | a8 чорна тура · c8 чорний слон · d8 чорний ферзь · e8 чорний король · f8 чорний слон · g8 чорний кінь · h8 чорна тура · b7 чорний пішак · c7 чорний пішак · d7 чорний пішак · f7 чорний пішак · g7 чорний пішак · h7 чорний пішак · a6 чорний пішак · c6 чорний кінь · b5 білий слон · e5 чорний пішак · e4 білий пішак · f3 білий кінь · a2 білий пішак · b2 білий пішак · c2 білий пішак · d2 білий пішак · f2 білий пішак · g2 білий пішак · h2 білий пішак · a1 біла тура · b1 білий кінь · c1 білий слон · d1 білий ферзь · e1 білий король · h1 біла тура | a8 чорна тура · c8 чорний слон · d8 чорний ферзь · e8 чорний король · f8 чорний слон · g8 чорний кінь · h8 чорна тура · b7 чорний пішак · c7 чорний пішак · d7 чорний пішак · f7 чорний пішак · g7 чорний пішак · h7 чорний пішак · a6 чорний пішак · c6 чорний кінь · b5 білий слон · e5 чорний пішак · e4 білий пішак · f3 білий кінь · a2 білий пішак · b2 білий пішак · c2 білий пішак · d2 білий пішак · f2 білий пішак · g2 білий пішак · h2 білий пішак · a1 біла тура · b1 білий кінь · c1 білий слон · d1 білий ферзь · e1 білий король · h1 біла тура | a8 чорна тура · c8 чорний слон · d8 чорний ферзь · e8 чорний король · f8 чорний слон · g8 чорний кінь · h8 чорна тура · b7 чорний пішак · c7 чорний пішак · d7 чорний пішак · f7 чорний пішак · g7 чорний пішак · h7 чорний пішак · a6 чорний пішак · c6 чорний кінь · b5 білий слон · e5 чорний пішак · e4 білий пішак · f3 білий кінь · a2 білий пішак · b2 білий пішак · c2 білий пішак · d2 білий пішак · f2 білий пішак · g2 білий пішак · h2 білий пішак · a1 біла тура · b1 білий кінь · c1 білий слон · d1 білий ферзь · e1 білий король · h1 біла тура | a8 чорна тура · c8 чорний слон · d8 чорний ферзь · e8 чорний король · f8 чорний слон · g8 чорний кінь · h8 чорна тура · b7 чорний пішак · c7 чорний пішак · d7 чорний пішак · f7 чорний пішак · g7 чорний пішак · h7 чорний пішак · a6 чорний пішак · c6 чорний кінь · b5 білий слон · e5 чорний пішак · e4 білий пішак · f3 білий кінь · a2 білий пішак · b2 білий пішак · c2 білий пішак · d2 білий пішак · f2 білий пішак · g2 білий пішак · h2 білий пішак · a1 біла тура · b1 білий кінь · c1 білий слон · d1 білий ферзь · e1 білий король · h1 біла тура | a8 чорна тура · c8 чорний слон · d8 чорний ферзь · e8 чорний король · f8 чорний слон · g8 чорний кінь · h8 чорна тура · b7 чорний пішак · c7 чорний пішак · d7 чорний пішак · f7 чорний пішак · g7 чорний пішак · h7 чорний пішак · a6 чорний пішак · c6 чорний кінь · b5 білий слон · e5 чорний пішак · e4 білий пішак · f3 білий кінь · a2 білий пішак · b2 білий пішак · c2 білий пішак · d2 білий пішак · f2 білий пішак · g2 білий пішак · h2 білий пішак · a1 біла тура · b1 білий кінь · c1 білий слон · d1 білий ферзь · e1 білий король · h1 біла тура | a8 чорна тура · c8 чорний слон · d8 чорний ферзь · e8 чорний король · f8 чорний слон · g8 чорний кінь · h8 чорна тура · b7 чорний пішак · c7 чорний пішак · d7 чорний пішак · f7 чорний пішак · g7 чорний пішак · h7 чорний пішак · a6 чорний пішак · c6 чорний кінь · b5 білий слон · e5 чорний пішак · e4 білий пішак · f3 білий кінь · a2 білий пішак · b2 білий пішак · c2 білий пішак · d2 білий пішак · f2 білий пішак · g2 білий пішак · h2 білий пішак · a1 біла тура · b1 білий кінь · c1 білий слон · d1 білий ферзь · e1 білий король · h1 біла тура | a8 чорна тура · c8 чорний слон · d8 чорний ферзь · e8 чорний король · f8 чорний слон · g8 чорний кінь · h8 чорна тура · b7 чорний пішак · c7 чорний пішак · d7 чорний пішак · f7 чорний пішак · g7 чорний пішак · h7 чорний пішак · a6 чорний пішак · c6 чорний кінь · b5 білий слон · e5 чорний пішак · e4 білий пішак · f3 білий кінь · a2 білий пішак · b2 білий пішак · c2 білий пішак · d2 білий пішак · f2 білий пішак · g2 білий пішак · h2 білий пішак · a1 біла тура · b1 білий кінь · c1 білий слон · d1 білий ферзь · e1 білий король · h1 біла тура | a8 чорна тура · c8 чорний слон · d8 чорний ферзь · e8 чорний король · f8 чорний слон · g8 чорний кінь · h8 чорна тура · b7 чорний пішак · c7 чорний пішак · d7 чорний пішак · f7 чорний пішак · g7 чорний пішак · h7 чорний пішак · a6 чорний пішак · c6 чорний кінь · b5 білий слон · e5 чорний пішак · e4 білий пішак · f3 білий кінь · a2 білий пішак · b2 білий пішак · c2 білий пішак · d2 білий пішак · f2 білий пішак · g2 білий пішак · h2 білий пішак · a1 біла тура · b1 білий кінь · c1 білий слон · d1 білий ферзь · e1 білий король · h1 біла тура | 5 |
| 4 | a8 чорна тура · c8 чорний слон · d8 чорний ферзь · e8 чорний король · f8 чорний слон · g8 чорний кінь · h8 чорна тура · b7 чорний пішак · c7 чорний пішак · d7 чорний пішак · f7 чорний пішак · g7 чорний пішак · h7 чорний пішак · a6 чорний пішак · c6 чорний кінь · b5 білий слон · e5 чорний пішак · e4 білий пішак · f3 білий кінь · a2 білий пішак · b2 білий пішак · c2 білий пішак · d2 білий пішак · f2 білий пішак · g2 білий пішак · h2 білий пішак · a1 біла тура · b1 білий кінь · c1 білий слон · d1 білий ферзь · e1 білий король · h1 біла тура | a8 чорна тура · c8 чорний слон · d8 чорний ферзь · e8 чорний король · f8 чорний слон · g8 чорний кінь · h8 чорна тура · b7 чорний пішак · c7 чорний пішак · d7 чорний пішак · f7 чорний пішак · g7 чорний пішак · h7 чорний пішак · a6 чорний пішак · c6 чорний кінь · b5 білий слон · e5 чорний пішак · e4 білий пішак · f3 білий кінь · a2 білий пішак · b2 білий пішак · c2 білий пішак · d2 білий пішак · f2 білий пішак · g2 білий пішак · h2 білий пішак · a1 біла тура · b1 білий кінь · c1 білий слон · d1 білий ферзь · e1 білий король · h1 біла тура | a8 чорна тура · c8 чорний слон · d8 чорний ферзь · e8 чорний король · f8 чорний слон · g8 чорний кінь · h8 чорна тура · b7 чорний пішак · c7 чорний пішак · d7 чорний пішак · f7 чорний пішак · g7 чорний пішак · h7 чорний пішак · a6 чорний пішак · c6 чорний кінь · b5 білий слон · e5 чорний пішак · e4 білий пішак · f3 білий кінь · a2 білий пішак · b2 білий пішак · c2 білий пішак · d2 білий пішак · f2 білий пішак · g2 білий пішак · h2 білий пішак · a1 біла тура · b1 білий кінь · c1 білий слон · d1 білий ферзь · e1 білий король · h1 біла тура | a8 чорна тура · c8 чорний слон · d8 чорний ферзь · e8 чорний король · f8 чорний слон · g8 чорний кінь · h8 чорна тура · b7 чорний пішак · c7 чорний пішак · d7 чорний пішак · f7 чорний пішак · g7 чорний пішак · h7 чорний пішак · a6 чорний пішак · c6 чорний кінь · b5 білий слон · e5 чорний пішак · e4 білий пішак · f3 білий кінь · a2 білий пішак · b2 білий пішак · c2 білий пішак · d2 білий пішак · f2 білий пішак · g2 білий пішак · h2 білий пішак · a1 біла тура · b1 білий кінь · c1 білий слон · d1 білий ферзь · e1 білий король · h1 біла тура | a8 чорна тура · c8 чорний слон · d8 чорний ферзь · e8 чорний король · f8 чорний слон · g8 чорний кінь · h8 чорна тура · b7 чорний пішак · c7 чорний пішак · d7 чорний пішак · f7 чорний пішак · g7 чорний пішак · h7 чорний пішак · a6 чорний пішак · c6 чорний кінь · b5 білий слон · e5 чорний пішак · e4 білий пішак · f3 білий кінь · a2 білий пішак · b2 білий пішак · c2 білий пішак · d2 білий пішак · f2 білий пішак · g2 білий пішак · h2 білий пішак · a1 біла тура · b1 білий кінь · c1 білий слон · d1 білий ферзь · e1 білий король · h1 біла тура | a8 чорна тура · c8 чорний слон · d8 чорний ферзь · e8 чорний король · f8 чорний слон · g8 чорний кінь · h8 чорна тура · b7 чорний пішак · c7 чорний пішак · d7 чорний пішак · f7 чорний пішак · g7 чорний пішак · h7 чорний пішак · a6 чорний пішак · c6 чорний кінь · b5 білий слон · e5 чорний пішак · e4 білий пішак · f3 білий кінь · a2 білий пішак · b2 білий пішак · c2 білий пішак · d2 білий пішак · f2 білий пішак · g2 білий пішак · h2 білий пішак · a1 біла тура · b1 білий кінь · c1 білий слон · d1 білий ферзь · e1 білий король · h1 біла тура | a8 чорна тура · c8 чорний слон · d8 чорний ферзь · e8 чорний король · f8 чорний слон · g8 чорний кінь · h8 чорна тура · b7 чорний пішак · c7 чорний пішак · d7 чорний пішак · f7 чорний пішак · g7 чорний пішак · h7 чорний пішак · a6 чорний пішак · c6 чорний кінь · b5 білий слон · e5 чорний пішак · e4 білий пішак · f3 білий кінь · a2 білий пішак · b2 білий пішак · c2 білий пішак · d2 білий пішак · f2 білий пішак · g2 білий пішак · h2 білий пішак · a1 біла тура · b1 білий кінь · c1 білий слон · d1 білий ферзь · e1 білий король · h1 біла тура | a8 чорна тура · c8 чорний слон · d8 чорний ферзь · e8 чорний король · f8 чорний слон · g8 чорний кінь · h8 чорна тура · b7 чорний пішак · c7 чорний пішак · d7 чорний пішак · f7 чорний пішак · g7 чорний пішак · h7 чорний пішак · a6 чорний пішак · c6 чорний кінь · b5 білий слон · e5 чорний пішак · e4 білий пішак · f3 білий кінь · a2 білий пішак · b2 білий пішак · c2 білий пішак · d2 білий пішак · f2 білий пішак · g2 білий пішак · h2 білий пішак · a1 біла тура · b1 білий кінь · c1 білий слон · d1 білий ферзь · e1 білий король · h1 біла тура | 4 |
| 3 | a8 чорна тура · c8 чорний слон · d8 чорний ферзь · e8 чорний король · f8 чорний слон · g8 чорний кінь · h8 чорна тура · b7 чорний пішак · c7 чорний пішак · d7 чорний пішак · f7 чорний пішак · g7 чорний пішак · h7 чорний пішак · a6 чорний пішак · c6 чорний кінь · b5 білий слон · e5 чорний пішак · e4 білий пішак · f3 білий кінь · a2 білий пішак · b2 білий пішак · c2 білий пішак · d2 білий пішак · f2 білий пішак · g2 білий пішак · h2 білий пішак · a1 біла тура · b1 білий кінь · c1 білий слон · d1 білий ферзь · e1 білий король · h1 біла тура | a8 чорна тура · c8 чорний слон · d8 чорний ферзь · e8 чорний король · f8 чорний слон · g8 чорний кінь · h8 чорна тура · b7 чорний пішак · c7 чорний пішак · d7 чорний пішак · f7 чорний пішак · g7 чорний пішак · h7 чорний пішак · a6 чорний пішак · c6 чорний кінь · b5 білий слон · e5 чорний пішак · e4 білий пішак · f3 білий кінь · a2 білий пішак · b2 білий пішак · c2 білий пішак · d2 білий пішак · f2 білий пішак · g2 білий пішак · h2 білий пішак · a1 біла тура · b1 білий кінь · c1 білий слон · d1 білий ферзь · e1 білий король · h1 біла тура | a8 чорна тура · c8 чорний слон · d8 чорний ферзь · e8 чорний король · f8 чорний слон · g8 чорний кінь · h8 чорна тура · b7 чорний пішак · c7 чорний пішак · d7 чорний пішак · f7 чорний пішак · g7 чорний пішак · h7 чорний пішак · a6 чорний пішак · c6 чорний кінь · b5 білий слон · e5 чорний пішак · e4 білий пішак · f3 білий кінь · a2 білий пішак · b2 білий пішак · c2 білий пішак · d2 білий пішак · f2 білий пішак · g2 білий пішак · h2 білий пішак · a1 біла тура · b1 білий кінь · c1 білий слон · d1 білий ферзь · e1 білий король · h1 біла тура | a8 чорна тура · c8 чорний слон · d8 чорний ферзь · e8 чорний король · f8 чорний слон · g8 чорний кінь · h8 чорна тура · b7 чорний пішак · c7 чорний пішак · d7 чорний пішак · f7 чорний пішак · g7 чорний пішак · h7 чорний пішак · a6 чорний пішак · c6 чорний кінь · b5 білий слон · e5 чорний пішак · e4 білий пішак · f3 білий кінь · a2 білий пішак · b2 білий пішак · c2 білий пішак · d2 білий пішак · f2 білий пішак · g2 білий пішак · h2 білий пішак · a1 біла тура · b1 білий кінь · c1 білий слон · d1 білий ферзь · e1 білий король · h1 біла тура | a8 чорна тура · c8 чорний слон · d8 чорний ферзь · e8 чорний король · f8 чорний слон · g8 чорний кінь · h8 чорна тура · b7 чорний пішак · c7 чорний пішак · d7 чорний пішак · f7 чорний пішак · g7 чорний пішак · h7 чорний пішак · a6 чорний пішак · c6 чорний кінь · b5 білий слон · e5 чорний пішак · e4 білий пішак · f3 білий кінь · a2 білий пішак · b2 білий пішак · c2 білий пішак · d2 білий пішак · f2 білий пішак · g2 білий пішак · h2 білий пішак · a1 біла тура · b1 білий кінь · c1 білий слон · d1 білий ферзь · e1 білий король · h1 біла тура | a8 чорна тура · c8 чорний слон · d8 чорний ферзь · e8 чорний король · f8 чорний слон · g8 чорний кінь · h8 чорна тура · b7 чорний пішак · c7 чорний пішак · d7 чорний пішак · f7 чорний пішак · g7 чорний пішак · h7 чорний пішак · a6 чорний пішак · c6 чорний кінь · b5 білий слон · e5 чорний пішак · e4 білий пішак · f3 білий кінь · a2 білий пішак · b2 білий пішак · c2 білий пішак · d2 білий пішак · f2 білий пішак · g2 білий пішак · h2 білий пішак · a1 біла тура · b1 білий кінь · c1 білий слон · d1 білий ферзь · e1 білий король · h1 біла тура | a8 чорна тура · c8 чорний слон · d8 чорний ферзь · e8 чорний король · f8 чорний слон · g8 чорний кінь · h8 чорна тура · b7 чорний пішак · c7 чорний пішак · d7 чорний пішак · f7 чорний пішак · g7 чорний пішак · h7 чорний пішак · a6 чорний пішак · c6 чорний кінь · b5 білий слон · e5 чорний пішак · e4 білий пішак · f3 білий кінь · a2 білий пішак · b2 білий пішак · c2 білий пішак · d2 білий пішак · f2 білий пішак · g2 білий пішак · h2 білий пішак · a1 біла тура · b1 білий кінь · c1 білий слон · d1 білий ферзь · e1 білий король · h1 біла тура | a8 чорна тура · c8 чорний слон · d8 чорний ферзь · e8 чорний король · f8 чорний слон · g8 чорний кінь · h8 чорна тура · b7 чорний пішак · c7 чорний пішак · d7 чорний пішак · f7 чорний пішак · g7 чорний пішак · h7 чорний пішак · a6 чорний пішак · c6 чорний кінь · b5 білий слон · e5 чорний пішак · e4 білий пішак · f3 білий кінь · a2 білий пішак · b2 білий пішак · c2 білий пішак · d2 білий пішак · f2 білий пішак · g2 білий пішак · h2 білий пішак · a1 біла тура · b1 білий кінь · c1 білий слон · d1 білий ферзь · e1 білий король · h1 біла тура | 3 |
| 2 | a8 чорна тура · c8 чорний слон · d8 чорний ферзь · e8 чорний король · f8 чорний слон · g8 чорний кінь · h8 чорна тура · b7 чорний пішак · c7 чорний пішак · d7 чорний пішак · f7 чорний пішак · g7 чорний пішак · h7 чорний пішак · a6 чорний пішак · c6 чорний кінь · b5 білий слон · e5 чорний пішак · e4 білий пішак · f3 білий кінь · a2 білий пішак · b2 білий пішак · c2 білий пішак · d2 білий пішак · f2 білий пішак · g2 білий пішак · h2 білий пішак · a1 біла тура · b1 білий кінь · c1 білий слон · d1 білий ферзь · e1 білий король · h1 біла тура | a8 чорна тура · c8 чорний слон · d8 чорний ферзь · e8 чорний король · f8 чорний слон · g8 чорний кінь · h8 чорна тура · b7 чорний пішак · c7 чорний пішак · d7 чорний пішак · f7 чорний пішак · g7 чорний пішак · h7 чорний пішак · a6 чорний пішак · c6 чорний кінь · b5 білий слон · e5 чорний пішак · e4 білий пішак · f3 білий кінь · a2 білий пішак · b2 білий пішак · c2 білий пішак · d2 білий пішак · f2 білий пішак · g2 білий пішак · h2 білий пішак · a1 біла тура · b1 білий кінь · c1 білий слон · d1 білий ферзь · e1 білий король · h1 біла тура | a8 чорна тура · c8 чорний слон · d8 чорний ферзь · e8 чорний король · f8 чорний слон · g8 чорний кінь · h8 чорна тура · b7 чорний пішак · c7 чорний пішак · d7 чорний пішак · f7 чорний пішак · g7 чорний пішак · h7 чорний пішак · a6 чорний пішак · c6 чорний кінь · b5 білий слон · e5 чорний пішак · e4 білий пішак · f3 білий кінь · a2 білий пішак · b2 білий пішак · c2 білий пішак · d2 білий пішак · f2 білий пішак · g2 білий пішак · h2 білий пішак · a1 біла тура · b1 білий кінь · c1 білий слон · d1 білий ферзь · e1 білий король · h1 біла тура | a8 чорна тура · c8 чорний слон · d8 чорний ферзь · e8 чорний король · f8 чорний слон · g8 чорний кінь · h8 чорна тура · b7 чорний пішак · c7 чорний пішак · d7 чорний пішак · f7 чорний пішак · g7 чорний пішак · h7 чорний пішак · a6 чорний пішак · c6 чорний кінь · b5 білий слон · e5 чорний пішак · e4 білий пішак · f3 білий кінь · a2 білий пішак · b2 білий пішак · c2 білий пішак · d2 білий пішак · f2 білий пішак · g2 білий пішак · h2 білий пішак · a1 біла тура · b1 білий кінь · c1 білий слон · d1 білий ферзь · e1 білий король · h1 біла тура | a8 чорна тура · c8 чорний слон · d8 чорний ферзь · e8 чорний король · f8 чорний слон · g8 чорний кінь · h8 чорна тура · b7 чорний пішак · c7 чорний пішак · d7 чорний пішак · f7 чорний пішак · g7 чорний пішак · h7 чорний пішак · a6 чорний пішак · c6 чорний кінь · b5 білий слон · e5 чорний пішак · e4 білий пішак · f3 білий кінь · a2 білий пішак · b2 білий пішак · c2 білий пішак · d2 білий пішак · f2 білий пішак · g2 білий пішак · h2 білий пішак · a1 біла тура · b1 білий кінь · c1 білий слон · d1 білий ферзь · e1 білий король · h1 біла тура | a8 чорна тура · c8 чорний слон · d8 чорний ферзь · e8 чорний король · f8 чорний слон · g8 чорний кінь · h8 чорна тура · b7 чорний пішак · c7 чорний пішак · d7 чорний пішак · f7 чорний пішак · g7 чорний пішак · h7 чорний пішак · a6 чорний пішак · c6 чорний кінь · b5 білий слон · e5 чорний пішак · e4 білий пішак · f3 білий кінь · a2 білий пішак · b2 білий пішак · c2 білий пішак · d2 білий пішак · f2 білий пішак · g2 білий пішак · h2 білий пішак · a1 біла тура · b1 білий кінь · c1 білий слон · d1 білий ферзь · e1 білий король · h1 біла тура | a8 чорна тура · c8 чорний слон · d8 чорний ферзь · e8 чорний король · f8 чорний слон · g8 чорний кінь · h8 чорна тура · b7 чорний пішак · c7 чорний пішак · d7 чорний пішак · f7 чорний пішак · g7 чорний пішак · h7 чорний пішак · a6 чорний пішак · c6 чорний кінь · b5 білий слон · e5 чорний пішак · e4 білий пішак · f3 білий кінь · a2 білий пішак · b2 білий пішак · c2 білий пішак · d2 білий пішак · f2 білий пішак · g2 білий пішак · h2 білий пішак · a1 біла тура · b1 білий кінь · c1 білий слон · d1 білий ферзь · e1 білий король · h1 біла тура | a8 чорна тура · c8 чорний слон · d8 чорний ферзь · e8 чорний король · f8 чорний слон · g8 чорний кінь · h8 чорна тура · b7 чорний пішак · c7 чорний пішак · d7 чорний пішак · f7 чорний пішак · g7 чорний пішак · h7 чорний пішак · a6 чорний пішак · c6 чорний кінь · b5 білий слон · e5 чорний пішак · e4 білий пішак · f3 білий кінь · a2 білий пішак · b2 білий пішак · c2 білий пішак · d2 білий пішак · f2 білий пішак · g2 білий пішак · h2 білий пішак · a1 біла тура · b1 білий кінь · c1 білий слон · d1 білий ферзь · e1 білий король · h1 біла тура | 2 |
| 1 | a8 чорна тура · c8 чорний слон · d8 чорний ферзь · e8 чорний король · f8 чорний слон · g8 чорний кінь · h8 чорна тура · b7 чорний пішак · c7 чорний пішак · d7 чорний пішак · f7 чорний пішак · g7 чорний пішак · h7 чорний пішак · a6 чорний пішак · c6 чорний кінь · b5 білий слон · e5 чорний пішак · e4 білий пішак · f3 білий кінь · a2 білий пішак · b2 білий пішак · c2 білий пішак · d2 білий пішак · f2 білий пішак · g2 білий пішак · h2 білий пішак · a1 біла тура · b1 білий кінь · c1 білий слон · d1 білий ферзь · e1 білий король · h1 біла тура | a8 чорна тура · c8 чорний слон · d8 чорний ферзь · e8 чорний король · f8 чорний слон · g8 чорний кінь · h8 чорна тура · b7 чорний пішак · c7 чорний пішак · d7 чорний пішак · f7 чорний пішак · g7 чорний пішак · h7 чорний пішак · a6 чорний пішак · c6 чорний кінь · b5 білий слон · e5 чорний пішак · e4 білий пішак · f3 білий кінь · a2 білий пішак · b2 білий пішак · c2 білий пішак · d2 білий пішак · f2 білий пішак · g2 білий пішак · h2 білий пішак · a1 біла тура · b1 білий кінь · c1 білий слон · d1 білий ферзь · e1 білий король · h1 біла тура | a8 чорна тура · c8 чорний слон · d8 чорний ферзь · e8 чорний король · f8 чорний слон · g8 чорний кінь · h8 чорна тура · b7 чорний пішак · c7 чорний пішак · d7 чорний пішак · f7 чорний пішак · g7 чорний пішак · h7 чорний пішак · a6 чорний пішак · c6 чорний кінь · b5 білий слон · e5 чорний пішак · e4 білий пішак · f3 білий кінь · a2 білий пішак · b2 білий пішак · c2 білий пішак · d2 білий пішак · f2 білий пішак · g2 білий пішак · h2 білий пішак · a1 біла тура · b1 білий кінь · c1 білий слон · d1 білий ферзь · e1 білий король · h1 біла тура | a8 чорна тура · c8 чорний слон · d8 чорний ферзь · e8 чорний король · f8 чорний слон · g8 чорний кінь · h8 чорна тура · b7 чорний пішак · c7 чорний пішак · d7 чорний пішак · f7 чорний пішак · g7 чорний пішак · h7 чорний пішак · a6 чорний пішак · c6 чорний кінь · b5 білий слон · e5 чорний пішак · e4 білий пішак · f3 білий кінь · a2 білий пішак · b2 білий пішак · c2 білий пішак · d2 білий пішак · f2 білий пішак · g2 білий пішак · h2 білий пішак · a1 біла тура · b1 білий кінь · c1 білий слон · d1 білий ферзь · e1 білий король · h1 біла тура | a8 чорна тура · c8 чорний слон · d8 чорний ферзь · e8 чорний король · f8 чорний слон · g8 чорний кінь · h8 чорна тура · b7 чорний пішак · c7 чорний пішак · d7 чорний пішак · f7 чорний пішак · g7 чорний пішак · h7 чорний пішак · a6 чорний пішак · c6 чорний кінь · b5 білий слон · e5 чорний пішак · e4 білий пішак · f3 білий кінь · a2 білий пішак · b2 білий пішак · c2 білий пішак · d2 білий пішак · f2 білий пішак · g2 білий пішак · h2 білий пішак · a1 біла тура · b1 білий кінь · c1 білий слон · d1 білий ферзь · e1 білий король · h1 біла тура | a8 чорна тура · c8 чорний слон · d8 чорний ферзь · e8 чорний король · f8 чорний слон · g8 чорний кінь · h8 чорна тура · b7 чорний пішак · c7 чорний пішак · d7 чорний пішак · f7 чорний пішак · g7 чорний пішак · h7 чорний пішак · a6 чорний пішак · c6 чорний кінь · b5 білий слон · e5 чорний пішак · e4 білий пішак · f3 білий кінь · a2 білий пішак · b2 білий пішак · c2 білий пішак · d2 білий пішак · f2 білий пішак · g2 білий пішак · h2 білий пішак · a1 біла тура · b1 білий кінь · c1 білий слон · d1 білий ферзь · e1 білий король · h1 біла тура | a8 чорна тура · c8 чорний слон · d8 чорний ферзь · e8 чорний король · f8 чорний слон · g8 чорний кінь · h8 чорна тура · b7 чорний пішак · c7 чорний пішак · d7 чорний пішак · f7 чорний пішак · g7 чорний пішак · h7 чорний пішак · a6 чорний пішак · c6 чорний кінь · b5 білий слон · e5 чорний пішак · e4 білий пішак · f3 білий кінь · a2 білий пішак · b2 білий пішак · c2 білий пішак · d2 білий пішак · f2 білий пішак · g2 білий пішак · h2 білий пішак · a1 біла тура · b1 білий кінь · c1 білий слон · d1 білий ферзь · e1 білий король · h1 біла тура | a8 чорна тура · c8 чорний слон · d8 чорний ферзь · e8 чорний король · f8 чорний слон · g8 чорний кінь · h8 чорна тура · b7 чорний пішак · c7 чорний пішак · d7 чорний пішак · f7 чорний пішак · g7 чорний пішак · h7 чорний пішак · a6 чорний пішак · c6 чорний кінь · b5 білий слон · e5 чорний пішак · e4 білий пішак · f3 білий кінь · a2 білий пішак · b2 білий пішак · c2 білий пішак · d2 білий пішак · f2 білий пішак · g2 білий пішак · h2 білий пішак · a1 біла тура · b1 білий кінь · c1 білий слон · d1 білий ферзь · e1 білий король · h1 біла тура | 1 |
|   | a | b | c | d | e | f | g | h |   |

Основною причиною 3…a6 є те, що після звичного відходу 4.Са4 чорні отримують можливість розірвати можливу зв'язку свого ферзевого коня, граючи …b5. Білі мають постаратись не попасти у пастку, відому під назвою «Ноїв ковчег», при якій чорні заманюють королівського слона білих у пастку на полі b3 після …a6, …b5 і просування пішака c4 на ферзевому фланзі. Ерколе Дель Ріо у своїй монографії 1750 року «Sopra il giuoco degli Scacchi, Osservazioni pratiche dell'anonimo Modonese» (Про гру в шахи, практичні спостереження анонімного модонезійця) був першим автором, хто вказав 3…a6. Однак, хід став популярним після того, як ним заграв Пол Морфі, на честь кого і названо позицію після цього ходу. Перший чемпіон світу з шахів Вільгельм Стейніц не схвалював цього ходу; у 1889 році він написав: «У принципі, це невигідно, оскільки це змушує слона походити туди, куди він і хоче». Думка Стейніца не прижилася; натепер 3…a6 грають у понад 75 % ігор іспанської партії.

### Захист Морфі: альтернативи закритому захисту
Після 3…a6 найчастіше грають так званий закритий захист, який характеризується ходами 4.Сa4 Кf6 5.0-0 Сe7, що описується далі. Альтернативами закритому захисту є:
- 4.Сxc6 (Розмінний варіант)
- 4.Сa4
  - 4…b5 5.Сb3 Кa5 (Норвезький варіант)
  - 4…b5 5.Сb3 Сc5 (Захист Граца)
  - 4…b5 5.Сb3 Сb7 (Варіант Каро)
  - 4…Сc5 (Відстрочений класичний захист)
  - 4…d6 (Відстрочений захист Стейніца)
  - 4…f5 (Відстрочений захист Шлімана)
  - 4…Кge7 (Відстрочений захист Коціо)
  - 4…Сe7 5.0-0 Кf6 (Закритий захист)
  - 4…Кf6 5.0-0 b5 6.Сb3 Сb7 (Архангельський захист)
  - 4…Кf6 5.0-0 b5 6.Сb3 Сc5 (Новий архангельський захист)
  - 4…Кf6 5.0-0 Сc5 (Захист Мюллера)
  - 4…Кf6 5.0-0 d6 (Російський захист)
  - 4…Кf6 5.0-0 Кxe4 (Відкритий захист)
  - 4…Кf6 5.0-0 Сe7 (Закритий захист)
  - 4…Кf6 5.d4 (Варіант Макензі)
  - 4…Кf6 5.Фe2 (Атака Вормальда)
  - 4…Кf6 5.d3 (Варіант Андерсена)

### Закритий захист 4.Сa4 Кf6 5.0-0 Сe7: альтернативи основним рядкам
У основних рядках білі зазвичай відводять свого слона на 4.Сa4 і далі переважно продовжується 4…Кf6 5.0-0 Ce7. Тепер чорні погрожують виграшем пішака після 6…b5, а далі 7…Кxe4, тож білі мають відповісти на це. Зазвичай білі захищають свого e-пішака ходом 6.Тe1, який одночасно погрожує чорним втратою пішака після 7.Сxc6 і 8.Тxc6. Найчастіше чорні нейтралізують загрозу відведенням білого слона після 6…b5 7.Сb3, проте можна захистити пішака походивши 6…d.6
Після 4…Кf6 5.0-0 Сe7 найчастіше можна побачити продовження 6.Тe1 b5 7.Сb3 d6 8.c3 0-0, яке описане далі. У цій секції описуватимуться такі альтернативи основним рядкам:
- 6.Сxc6 (Відстрочений обмінний варіант)
- 6.d4 (Центральна атака)
- 6.Фe2 (Атака Воралла)
- 6.Тe1 d6 (Варіант Авербаха)
- 6.Тe1 b5 7.Сb3
  - 7…Сb7 (Варіант Трайковіча)
  - 7…0-0 8.c3 d5 (Атака Маршалла)

### Основні рядки: 4.Сa4 Кf6 5.0-0 Сe7 6.Тe1 b5 7.Сb3 d6 8.c3 0-0
Основні рядки закритої іспанської партії продовжуються 6.Тe1 b5 7.Сb3 d6 8.c3 0-0. Тепер білі можуть зіграти 9.d3 або 9.d4, але найчастішим ходом є 9.h3, який готує d4 і одночасно запобігає дивній зв'язці …Сg4. Його можна вважати основним рядком дебюту у цілому і він зустрічався у тисячах ігор найвищого рівня. Білі прагнуть зіграти d4 і продовжити Кbd2-f1-g3, що надасть хорошу допомогу e4, а слони на відкритих діагоналях і обидва коні загрожуватимуть королівському флангу. Чорні намагатимуться запобігти маневру коня розвитком на ферзевому фланзі, активним діям у центрі і тиском на e4.
Після 6.Тe1 b5 7.Сb3 d6 8.c3 0-0 ми маємо:
- 9.d3 (Варіант Пільника)
- 9.d4 (Варіант Ятеса)
  - 9.d4 Сg4 (Варіант Боголюбова)
  - 9.d4 Bg4 10.a4 (Коротка атака)
- 9.a3 (Варіант Суетина)
- 9.Bc2 (Варіант Лютикова)
- 9.h3
  - 9…Na5 (Варіант Чигорина)
  - 9…Nb8 (Варіант Бреєра)
  - 9…Bb7 (Варіант Зайцева)
  - 9…Nd7 (Варіант Карпова)
  - 9…Be6 (Варіант Холмова)
  - 9…a5 (Варіант Кереса)
  - 9…h6 (Варіант Смислова)
  - 9…Qd7 (Варіант Смислова)

## Класичний захист 3… Сc5
|   | a | b | c | d | e | f | g | h |   |
| 8 | a8 чорна тура · c8 чорний слон · d8 чорний ферзь · e8 чорний король · g8 чорний кінь · h8 чорна тура · a7 чорний пішак · b7 чорний пішак · c7 чорний пішак · d7 чорний пішак · f7 чорний пішак · g7 чорний пішак · h7 чорний пішак · c6 чорний кінь · b5 білий слон · c5 чорний слон · e5 чорний пішак · e4 білий пішак · f3 білий кінь · a2 білий пішак · b2 білий пішак · c2 білий пішак · d2 білий пішак · f2 білий пішак · g2 білий пішак · h2 білий пішак · a1 біла тура · b1 білий кінь · c1 білий слон · d1 білий ферзь · e1 білий король · h1 біла тура | a8 чорна тура · c8 чорний слон · d8 чорний ферзь · e8 чорний король · g8 чорний кінь · h8 чорна тура · a7 чорний пішак · b7 чорний пішак · c7 чорний пішак · d7 чорний пішак · f7 чорний пішак · g7 чорний пішак · h7 чорний пішак · c6 чорний кінь · b5 білий слон · c5 чорний слон · e5 чорний пішак · e4 білий пішак · f3 білий кінь · a2 білий пішак · b2 білий пішак · c2 білий пішак · d2 білий пішак · f2 білий пішак · g2 білий пішак · h2 білий пішак · a1 біла тура · b1 білий кінь · c1 білий слон · d1 білий ферзь · e1 білий король · h1 біла тура | a8 чорна тура · c8 чорний слон · d8 чорний ферзь · e8 чорний король · g8 чорний кінь · h8 чорна тура · a7 чорний пішак · b7 чорний пішак · c7 чорний пішак · d7 чорний пішак · f7 чорний пішак · g7 чорний пішак · h7 чорний пішак · c6 чорний кінь · b5 білий слон · c5 чорний слон · e5 чорний пішак · e4 білий пішак · f3 білий кінь · a2 білий пішак · b2 білий пішак · c2 білий пішак · d2 білий пішак · f2 білий пішак · g2 білий пішак · h2 білий пішак · a1 біла тура · b1 білий кінь · c1 білий слон · d1 білий ферзь · e1 білий король · h1 біла тура | a8 чорна тура · c8 чорний слон · d8 чорний ферзь · e8 чорний король · g8 чорний кінь · h8 чорна тура · a7 чорний пішак · b7 чорний пішак · c7 чорний пішак · d7 чорний пішак · f7 чорний пішак · g7 чорний пішак · h7 чорний пішак · c6 чорний кінь · b5 білий слон · c5 чорний слон · e5 чорний пішак · e4 білий пішак · f3 білий кінь · a2 білий пішак · b2 білий пішак · c2 білий пішак · d2 білий пішак · f2 білий пішак · g2 білий пішак · h2 білий пішак · a1 біла тура · b1 білий кінь · c1 білий слон · d1 білий ферзь · e1 білий король · h1 біла тура | a8 чорна тура · c8 чорний слон · d8 чорний ферзь · e8 чорний король · g8 чорний кінь · h8 чорна тура · a7 чорний пішак · b7 чорний пішак · c7 чорний пішак · d7 чорний пішак · f7 чорний пішак · g7 чорний пішак · h7 чорний пішак · c6 чорний кінь · b5 білий слон · c5 чорний слон · e5 чорний пішак · e4 білий пішак · f3 білий кінь · a2 білий пішак · b2 білий пішак · c2 білий пішак · d2 білий пішак · f2 білий пішак · g2 білий пішак · h2 білий пішак · a1 біла тура · b1 білий кінь · c1 білий слон · d1 білий ферзь · e1 білий король · h1 біла тура | a8 чорна тура · c8 чорний слон · d8 чорний ферзь · e8 чорний король · g8 чорний кінь · h8 чорна тура · a7 чорний пішак · b7 чорний пішак · c7 чорний пішак · d7 чорний пішак · f7 чорний пішак · g7 чорний пішак · h7 чорний пішак · c6 чорний кінь · b5 білий слон · c5 чорний слон · e5 чорний пішак · e4 білий пішак · f3 білий кінь · a2 білий пішак · b2 білий пішак · c2 білий пішак · d2 білий пішак · f2 білий пішак · g2 білий пішак · h2 білий пішак · a1 біла тура · b1 білий кінь · c1 білий слон · d1 білий ферзь · e1 білий король · h1 біла тура | a8 чорна тура · c8 чорний слон · d8 чорний ферзь · e8 чорний король · g8 чорний кінь · h8 чорна тура · a7 чорний пішак · b7 чорний пішак · c7 чорний пішак · d7 чорний пішак · f7 чорний пішак · g7 чорний пішак · h7 чорний пішак · c6 чорний кінь · b5 білий слон · c5 чорний слон · e5 чорний пішак · e4 білий пішак · f3 білий кінь · a2 білий пішак · b2 білий пішак · c2 білий пішак · d2 білий пішак · f2 білий пішак · g2 білий пішак · h2 білий пішак · a1 біла тура · b1 білий кінь · c1 білий слон · d1 білий ферзь · e1 білий король · h1 біла тура | a8 чорна тура · c8 чорний слон · d8 чорний ферзь · e8 чорний король · g8 чорний кінь · h8 чорна тура · a7 чорний пішак · b7 чорний пішак · c7 чорний пішак · d7 чорний пішак · f7 чорний пішак · g7 чорний пішак · h7 чорний пішак · c6 чорний кінь · b5 білий слон · c5 чорний слон · e5 чорний пішак · e4 білий пішак · f3 білий кінь · a2 білий пішак · b2 білий пішак · c2 білий пішак · d2 білий пішак · f2 білий пішак · g2 білий пішак · h2 білий пішак · a1 біла тура · b1 білий кінь · c1 білий слон · d1 білий ферзь · e1 білий король · h1 біла тура | 8 |
| 7 | a8 чорна тура · c8 чорний слон · d8 чорний ферзь · e8 чорний король · g8 чорний кінь · h8 чорна тура · a7 чорний пішак · b7 чорний пішак · c7 чорний пішак · d7 чорний пішак · f7 чорний пішак · g7 чорний пішак · h7 чорний пішак · c6 чорний кінь · b5 білий слон · c5 чорний слон · e5 чорний пішак · e4 білий пішак · f3 білий кінь · a2 білий пішак · b2 білий пішак · c2 білий пішак · d2 білий пішак · f2 білий пішак · g2 білий пішак · h2 білий пішак · a1 біла тура · b1 білий кінь · c1 білий слон · d1 білий ферзь · e1 білий король · h1 біла тура | a8 чорна тура · c8 чорний слон · d8 чорний ферзь · e8 чорний король · g8 чорний кінь · h8 чорна тура · a7 чорний пішак · b7 чорний пішак · c7 чорний пішак · d7 чорний пішак · f7 чорний пішак · g7 чорний пішак · h7 чорний пішак · c6 чорний кінь · b5 білий слон · c5 чорний слон · e5 чорний пішак · e4 білий пішак · f3 білий кінь · a2 білий пішак · b2 білий пішак · c2 білий пішак · d2 білий пішак · f2 білий пішак · g2 білий пішак · h2 білий пішак · a1 біла тура · b1 білий кінь · c1 білий слон · d1 білий ферзь · e1 білий король · h1 біла тура | a8 чорна тура · c8 чорний слон · d8 чорний ферзь · e8 чорний король · g8 чорний кінь · h8 чорна тура · a7 чорний пішак · b7 чорний пішак · c7 чорний пішак · d7 чорний пішак · f7 чорний пішак · g7 чорний пішак · h7 чорний пішак · c6 чорний кінь · b5 білий слон · c5 чорний слон · e5 чорний пішак · e4 білий пішак · f3 білий кінь · a2 білий пішак · b2 білий пішак · c2 білий пішак · d2 білий пішак · f2 білий пішак · g2 білий пішак · h2 білий пішак · a1 біла тура · b1 білий кінь · c1 білий слон · d1 білий ферзь · e1 білий король · h1 біла тура | a8 чорна тура · c8 чорний слон · d8 чорний ферзь · e8 чорний король · g8 чорний кінь · h8 чорна тура · a7 чорний пішак · b7 чорний пішак · c7 чорний пішак · d7 чорний пішак · f7 чорний пішак · g7 чорний пішак · h7 чорний пішак · c6 чорний кінь · b5 білий слон · c5 чорний слон · e5 чорний пішак · e4 білий пішак · f3 білий кінь · a2 білий пішак · b2 білий пішак · c2 білий пішак · d2 білий пішак · f2 білий пішак · g2 білий пішак · h2 білий пішак · a1 біла тура · b1 білий кінь · c1 білий слон · d1 білий ферзь · e1 білий король · h1 біла тура | a8 чорна тура · c8 чорний слон · d8 чорний ферзь · e8 чорний король · g8 чорний кінь · h8 чорна тура · a7 чорний пішак · b7 чорний пішак · c7 чорний пішак · d7 чорний пішак · f7 чорний пішак · g7 чорний пішак · h7 чорний пішак · c6 чорний кінь · b5 білий слон · c5 чорний слон · e5 чорний пішак · e4 білий пішак · f3 білий кінь · a2 білий пішак · b2 білий пішак · c2 білий пішак · d2 білий пішак · f2 білий пішак · g2 білий пішак · h2 білий пішак · a1 біла тура · b1 білий кінь · c1 білий слон · d1 білий ферзь · e1 білий король · h1 біла тура | a8 чорна тура · c8 чорний слон · d8 чорний ферзь · e8 чорний король · g8 чорний кінь · h8 чорна тура · a7 чорний пішак · b7 чорний пішак · c7 чорний пішак · d7 чорний пішак · f7 чорний пішак · g7 чорний пішак · h7 чорний пішак · c6 чорний кінь · b5 білий слон · c5 чорний слон · e5 чорний пішак · e4 білий пішак · f3 білий кінь · a2 білий пішак · b2 білий пішак · c2 білий пішак · d2 білий пішак · f2 білий пішак · g2 білий пішак · h2 білий пішак · a1 біла тура · b1 білий кінь · c1 білий слон · d1 білий ферзь · e1 білий король · h1 біла тура | a8 чорна тура · c8 чорний слон · d8 чорний ферзь · e8 чорний король · g8 чорний кінь · h8 чорна тура · a7 чорний пішак · b7 чорний пішак · c7 чорний пішак · d7 чорний пішак · f7 чорний пішак · g7 чорний пішак · h7 чорний пішак · c6 чорний кінь · b5 білий слон · c5 чорний слон · e5 чорний пішак · e4 білий пішак · f3 білий кінь · a2 білий пішак · b2 білий пішак · c2 білий пішак · d2 білий пішак · f2 білий пішак · g2 білий пішак · h2 білий пішак · a1 біла тура · b1 білий кінь · c1 білий слон · d1 білий ферзь · e1 білий король · h1 біла тура | a8 чорна тура · c8 чорний слон · d8 чорний ферзь · e8 чорний король · g8 чорний кінь · h8 чорна тура · a7 чорний пішак · b7 чорний пішак · c7 чорний пішак · d7 чорний пішак · f7 чорний пішак · g7 чорний пішак · h7 чорний пішак · c6 чорний кінь · b5 білий слон · c5 чорний слон · e5 чорний пішак · e4 білий пішак · f3 білий кінь · a2 білий пішак · b2 білий пішак · c2 білий пішак · d2 білий пішак · f2 білий пішак · g2 білий пішак · h2 білий пішак · a1 біла тура · b1 білий кінь · c1 білий слон · d1 білий ферзь · e1 білий король · h1 біла тура | 7 |
| 6 | a8 чорна тура · c8 чорний слон · d8 чорний ферзь · e8 чорний король · g8 чорний кінь · h8 чорна тура · a7 чорний пішак · b7 чорний пішак · c7 чорний пішак · d7 чорний пішак · f7 чорний пішак · g7 чорний пішак · h7 чорний пішак · c6 чорний кінь · b5 білий слон · c5 чорний слон · e5 чорний пішак · e4 білий пішак · f3 білий кінь · a2 білий пішак · b2 білий пішак · c2 білий пішак · d2 білий пішак · f2 білий пішак · g2 білий пішак · h2 білий пішак · a1 біла тура · b1 білий кінь · c1 білий слон · d1 білий ферзь · e1 білий король · h1 біла тура | a8 чорна тура · c8 чорний слон · d8 чорний ферзь · e8 чорний король · g8 чорний кінь · h8 чорна тура · a7 чорний пішак · b7 чорний пішак · c7 чорний пішак · d7 чорний пішак · f7 чорний пішак · g7 чорний пішак · h7 чорний пішак · c6 чорний кінь · b5 білий слон · c5 чорний слон · e5 чорний пішак · e4 білий пішак · f3 білий кінь · a2 білий пішак · b2 білий пішак · c2 білий пішак · d2 білий пішак · f2 білий пішак · g2 білий пішак · h2 білий пішак · a1 біла тура · b1 білий кінь · c1 білий слон · d1 білий ферзь · e1 білий король · h1 біла тура | a8 чорна тура · c8 чорний слон · d8 чорний ферзь · e8 чорний король · g8 чорний кінь · h8 чорна тура · a7 чорний пішак · b7 чорний пішак · c7 чорний пішак · d7 чорний пішак · f7 чорний пішак · g7 чорний пішак · h7 чорний пішак · c6 чорний кінь · b5 білий слон · c5 чорний слон · e5 чорний пішак · e4 білий пішак · f3 білий кінь · a2 білий пішак · b2 білий пішак · c2 білий пішак · d2 білий пішак · f2 білий пішак · g2 білий пішак · h2 білий пішак · a1 біла тура · b1 білий кінь · c1 білий слон · d1 білий ферзь · e1 білий король · h1 біла тура | a8 чорна тура · c8 чорний слон · d8 чорний ферзь · e8 чорний король · g8 чорний кінь · h8 чорна тура · a7 чорний пішак · b7 чорний пішак · c7 чорний пішак · d7 чорний пішак · f7 чорний пішак · g7 чорний пішак · h7 чорний пішак · c6 чорний кінь · b5 білий слон · c5 чорний слон · e5 чорний пішак · e4 білий пішак · f3 білий кінь · a2 білий пішак · b2 білий пішак · c2 білий пішак · d2 білий пішак · f2 білий пішак · g2 білий пішак · h2 білий пішак · a1 біла тура · b1 білий кінь · c1 білий слон · d1 білий ферзь · e1 білий король · h1 біла тура | a8 чорна тура · c8 чорний слон · d8 чорний ферзь · e8 чорний король · g8 чорний кінь · h8 чорна тура · a7 чорний пішак · b7 чорний пішак · c7 чорний пішак · d7 чорний пішак · f7 чорний пішак · g7 чорний пішак · h7 чорний пішак · c6 чорний кінь · b5 білий слон · c5 чорний слон · e5 чорний пішак · e4 білий пішак · f3 білий кінь · a2 білий пішак · b2 білий пішак · c2 білий пішак · d2 білий пішак · f2 білий пішак · g2 білий пішак · h2 білий пішак · a1 біла тура · b1 білий кінь · c1 білий слон · d1 білий ферзь · e1 білий король · h1 біла тура | a8 чорна тура · c8 чорний слон · d8 чорний ферзь · e8 чорний король · g8 чорний кінь · h8 чорна тура · a7 чорний пішак · b7 чорний пішак · c7 чорний пішак · d7 чорний пішак · f7 чорний пішак · g7 чорний пішак · h7 чорний пішак · c6 чорний кінь · b5 білий слон · c5 чорний слон · e5 чорний пішак · e4 білий пішак · f3 білий кінь · a2 білий пішак · b2 білий пішак · c2 білий пішак · d2 білий пішак · f2 білий пішак · g2 білий пішак · h2 білий пішак · a1 біла тура · b1 білий кінь · c1 білий слон · d1 білий ферзь · e1 білий король · h1 біла тура | a8 чорна тура · c8 чорний слон · d8 чорний ферзь · e8 чорний король · g8 чорний кінь · h8 чорна тура · a7 чорний пішак · b7 чорний пішак · c7 чорний пішак · d7 чорний пішак · f7 чорний пішак · g7 чорний пішак · h7 чорний пішак · c6 чорний кінь · b5 білий слон · c5 чорний слон · e5 чорний пішак · e4 білий пішак · f3 білий кінь · a2 білий пішак · b2 білий пішак · c2 білий пішак · d2 білий пішак · f2 білий пішак · g2 білий пішак · h2 білий пішак · a1 біла тура · b1 білий кінь · c1 білий слон · d1 білий ферзь · e1 білий король · h1 біла тура | a8 чорна тура · c8 чорний слон · d8 чорний ферзь · e8 чорний король · g8 чорний кінь · h8 чорна тура · a7 чорний пішак · b7 чорний пішак · c7 чорний пішак · d7 чорний пішак · f7 чорний пішак · g7 чорний пішак · h7 чорний пішак · c6 чорний кінь · b5 білий слон · c5 чорний слон · e5 чорний пішак · e4 білий пішак · f3 білий кінь · a2 білий пішак · b2 білий пішак · c2 білий пішак · d2 білий пішак · f2 білий пішак · g2 білий пішак · h2 білий пішак · a1 біла тура · b1 білий кінь · c1 білий слон · d1 білий ферзь · e1 білий король · h1 біла тура | 6 |
| 5 | a8 чорна тура · c8 чорний слон · d8 чорний ферзь · e8 чорний король · g8 чорний кінь · h8 чорна тура · a7 чорний пішак · b7 чорний пішак · c7 чорний пішак · d7 чорний пішак · f7 чорний пішак · g7 чорний пішак · h7 чорний пішак · c6 чорний кінь · b5 білий слон · c5 чорний слон · e5 чорний пішак · e4 білий пішак · f3 білий кінь · a2 білий пішак · b2 білий пішак · c2 білий пішак · d2 білий пішак · f2 білий пішак · g2 білий пішак · h2 білий пішак · a1 біла тура · b1 білий кінь · c1 білий слон · d1 білий ферзь · e1 білий король · h1 біла тура | a8 чорна тура · c8 чорний слон · d8 чорний ферзь · e8 чорний король · g8 чорний кінь · h8 чорна тура · a7 чорний пішак · b7 чорний пішак · c7 чорний пішак · d7 чорний пішак · f7 чорний пішак · g7 чорний пішак · h7 чорний пішак · c6 чорний кінь · b5 білий слон · c5 чорний слон · e5 чорний пішак · e4 білий пішак · f3 білий кінь · a2 білий пішак · b2 білий пішак · c2 білий пішак · d2 білий пішак · f2 білий пішак · g2 білий пішак · h2 білий пішак · a1 біла тура · b1 білий кінь · c1 білий слон · d1 білий ферзь · e1 білий король · h1 біла тура | a8 чорна тура · c8 чорний слон · d8 чорний ферзь · e8 чорний король · g8 чорний кінь · h8 чорна тура · a7 чорний пішак · b7 чорний пішак · c7 чорний пішак · d7 чорний пішак · f7 чорний пішак · g7 чорний пішак · h7 чорний пішак · c6 чорний кінь · b5 білий слон · c5 чорний слон · e5 чорний пішак · e4 білий пішак · f3 білий кінь · a2 білий пішак · b2 білий пішак · c2 білий пішак · d2 білий пішак · f2 білий пішак · g2 білий пішак · h2 білий пішак · a1 біла тура · b1 білий кінь · c1 білий слон · d1 білий ферзь · e1 білий король · h1 біла тура | a8 чорна тура · c8 чорний слон · d8 чорний ферзь · e8 чорний король · g8 чорний кінь · h8 чорна тура · a7 чорний пішак · b7 чорний пішак · c7 чорний пішак · d7 чорний пішак · f7 чорний пішак · g7 чорний пішак · h7 чорний пішак · c6 чорний кінь · b5 білий слон · c5 чорний слон · e5 чорний пішак · e4 білий пішак · f3 білий кінь · a2 білий пішак · b2 білий пішак · c2 білий пішак · d2 білий пішак · f2 білий пішак · g2 білий пішак · h2 білий пішак · a1 біла тура · b1 білий кінь · c1 білий слон · d1 білий ферзь · e1 білий король · h1 біла тура | a8 чорна тура · c8 чорний слон · d8 чорний ферзь · e8 чорний король · g8 чорний кінь · h8 чорна тура · a7 чорний пішак · b7 чорний пішак · c7 чорний пішак · d7 чорний пішак · f7 чорний пішак · g7 чорний пішак · h7 чорний пішак · c6 чорний кінь · b5 білий слон · c5 чорний слон · e5 чорний пішак · e4 білий пішак · f3 білий кінь · a2 білий пішак · b2 білий пішак · c2 білий пішак · d2 білий пішак · f2 білий пішак · g2 білий пішак · h2 білий пішак · a1 біла тура · b1 білий кінь · c1 білий слон · d1 білий ферзь · e1 білий король · h1 біла тура | a8 чорна тура · c8 чорний слон · d8 чорний ферзь · e8 чорний король · g8 чорний кінь · h8 чорна тура · a7 чорний пішак · b7 чорний пішак · c7 чорний пішак · d7 чорний пішак · f7 чорний пішак · g7 чорний пішак · h7 чорний пішак · c6 чорний кінь · b5 білий слон · c5 чорний слон · e5 чорний пішак · e4 білий пішак · f3 білий кінь · a2 білий пішак · b2 білий пішак · c2 білий пішак · d2 білий пішак · f2 білий пішак · g2 білий пішак · h2 білий пішак · a1 біла тура · b1 білий кінь · c1 білий слон · d1 білий ферзь · e1 білий король · h1 біла тура | a8 чорна тура · c8 чорний слон · d8 чорний ферзь · e8 чорний король · g8 чорний кінь · h8 чорна тура · a7 чорний пішак · b7 чорний пішак · c7 чорний пішак · d7 чорний пішак · f7 чорний пішак · g7 чорний пішак · h7 чорний пішак · c6 чорний кінь · b5 білий слон · c5 чорний слон · e5 чорний пішак · e4 білий пішак · f3 білий кінь · a2 білий пішак · b2 білий пішак · c2 білий пішак · d2 білий пішак · f2 білий пішак · g2 білий пішак · h2 білий пішак · a1 біла тура · b1 білий кінь · c1 білий слон · d1 білий ферзь · e1 білий король · h1 біла тура | a8 чорна тура · c8 чорний слон · d8 чорний ферзь · e8 чорний король · g8 чорний кінь · h8 чорна тура · a7 чорний пішак · b7 чорний пішак · c7 чорний пішак · d7 чорний пішак · f7 чорний пішак · g7 чорний пішак · h7 чорний пішак · c6 чорний кінь · b5 білий слон · c5 чорний слон · e5 чорний пішак · e4 білий пішак · f3 білий кінь · a2 білий пішак · b2 білий пішак · c2 білий пішак · d2 білий пішак · f2 білий пішак · g2 білий пішак · h2 білий пішак · a1 біла тура · b1 білий кінь · c1 білий слон · d1 білий ферзь · e1 білий король · h1 біла тура | 5 |
| 4 | a8 чорна тура · c8 чорний слон · d8 чорний ферзь · e8 чорний король · g8 чорний кінь · h8 чорна тура · a7 чорний пішак · b7 чорний пішак · c7 чорний пішак · d7 чорний пішак · f7 чорний пішак · g7 чорний пішак · h7 чорний пішак · c6 чорний кінь · b5 білий слон · c5 чорний слон · e5 чорний пішак · e4 білий пішак · f3 білий кінь · a2 білий пішак · b2 білий пішак · c2 білий пішак · d2 білий пішак · f2 білий пішак · g2 білий пішак · h2 білий пішак · a1 біла тура · b1 білий кінь · c1 білий слон · d1 білий ферзь · e1 білий король · h1 біла тура | a8 чорна тура · c8 чорний слон · d8 чорний ферзь · e8 чорний король · g8 чорний кінь · h8 чорна тура · a7 чорний пішак · b7 чорний пішак · c7 чорний пішак · d7 чорний пішак · f7 чорний пішак · g7 чорний пішак · h7 чорний пішак · c6 чорний кінь · b5 білий слон · c5 чорний слон · e5 чорний пішак · e4 білий пішак · f3 білий кінь · a2 білий пішак · b2 білий пішак · c2 білий пішак · d2 білий пішак · f2 білий пішак · g2 білий пішак · h2 білий пішак · a1 біла тура · b1 білий кінь · c1 білий слон · d1 білий ферзь · e1 білий король · h1 біла тура | a8 чорна тура · c8 чорний слон · d8 чорний ферзь · e8 чорний король · g8 чорний кінь · h8 чорна тура · a7 чорний пішак · b7 чорний пішак · c7 чорний пішак · d7 чорний пішак · f7 чорний пішак · g7 чорний пішак · h7 чорний пішак · c6 чорний кінь · b5 білий слон · c5 чорний слон · e5 чорний пішак · e4 білий пішак · f3 білий кінь · a2 білий пішак · b2 білий пішак · c2 білий пішак · d2 білий пішак · f2 білий пішак · g2 білий пішак · h2 білий пішак · a1 біла тура · b1 білий кінь · c1 білий слон · d1 білий ферзь · e1 білий король · h1 біла тура | a8 чорна тура · c8 чорний слон · d8 чорний ферзь · e8 чорний король · g8 чорний кінь · h8 чорна тура · a7 чорний пішак · b7 чорний пішак · c7 чорний пішак · d7 чорний пішак · f7 чорний пішак · g7 чорний пішак · h7 чорний пішак · c6 чорний кінь · b5 білий слон · c5 чорний слон · e5 чорний пішак · e4 білий пішак · f3 білий кінь · a2 білий пішак · b2 білий пішак · c2 білий пішак · d2 білий пішак · f2 білий пішак · g2 білий пішак · h2 білий пішак · a1 біла тура · b1 білий кінь · c1 білий слон · d1 білий ферзь · e1 білий король · h1 біла тура | a8 чорна тура · c8 чорний слон · d8 чорний ферзь · e8 чорний король · g8 чорний кінь · h8 чорна тура · a7 чорний пішак · b7 чорний пішак · c7 чорний пішак · d7 чорний пішак · f7 чорний пішак · g7 чорний пішак · h7 чорний пішак · c6 чорний кінь · b5 білий слон · c5 чорний слон · e5 чорний пішак · e4 білий пішак · f3 білий кінь · a2 білий пішак · b2 білий пішак · c2 білий пішак · d2 білий пішак · f2 білий пішак · g2 білий пішак · h2 білий пішак · a1 біла тура · b1 білий кінь · c1 білий слон · d1 білий ферзь · e1 білий король · h1 біла тура | a8 чорна тура · c8 чорний слон · d8 чорний ферзь · e8 чорний король · g8 чорний кінь · h8 чорна тура · a7 чорний пішак · b7 чорний пішак · c7 чорний пішак · d7 чорний пішак · f7 чорний пішак · g7 чорний пішак · h7 чорний пішак · c6 чорний кінь · b5 білий слон · c5 чорний слон · e5 чорний пішак · e4 білий пішак · f3 білий кінь · a2 білий пішак · b2 білий пішак · c2 білий пішак · d2 білий пішак · f2 білий пішак · g2 білий пішак · h2 білий пішак · a1 біла тура · b1 білий кінь · c1 білий слон · d1 білий ферзь · e1 білий король · h1 біла тура | a8 чорна тура · c8 чорний слон · d8 чорний ферзь · e8 чорний король · g8 чорний кінь · h8 чорна тура · a7 чорний пішак · b7 чорний пішак · c7 чорний пішак · d7 чорний пішак · f7 чорний пішак · g7 чорний пішак · h7 чорний пішак · c6 чорний кінь · b5 білий слон · c5 чорний слон · e5 чорний пішак · e4 білий пішак · f3 білий кінь · a2 білий пішак · b2 білий пішак · c2 білий пішак · d2 білий пішак · f2 білий пішак · g2 білий пішак · h2 білий пішак · a1 біла тура · b1 білий кінь · c1 білий слон · d1 білий ферзь · e1 білий король · h1 біла тура | a8 чорна тура · c8 чорний слон · d8 чорний ферзь · e8 чорний король · g8 чорний кінь · h8 чорна тура · a7 чорний пішак · b7 чорний пішак · c7 чорний пішак · d7 чорний пішак · f7 чорний пішак · g7 чорний пішак · h7 чорний пішак · c6 чорний кінь · b5 білий слон · c5 чорний слон · e5 чорний пішак · e4 білий пішак · f3 білий кінь · a2 білий пішак · b2 білий пішак · c2 білий пішак · d2 білий пішак · f2 білий пішак · g2 білий пішак · h2 білий пішак · a1 біла тура · b1 білий кінь · c1 білий слон · d1 білий ферзь · e1 білий король · h1 біла тура | 4 |
| 3 | a8 чорна тура · c8 чорний слон · d8 чорний ферзь · e8 чорний король · g8 чорний кінь · h8 чорна тура · a7 чорний пішак · b7 чорний пішак · c7 чорний пішак · d7 чорний пішак · f7 чорний пішак · g7 чорний пішак · h7 чорний пішак · c6 чорний кінь · b5 білий слон · c5 чорний слон · e5 чорний пішак · e4 білий пішак · f3 білий кінь · a2 білий пішак · b2 білий пішак · c2 білий пішак · d2 білий пішак · f2 білий пішак · g2 білий пішак · h2 білий пішак · a1 біла тура · b1 білий кінь · c1 білий слон · d1 білий ферзь · e1 білий король · h1 біла тура | a8 чорна тура · c8 чорний слон · d8 чорний ферзь · e8 чорний король · g8 чорний кінь · h8 чорна тура · a7 чорний пішак · b7 чорний пішак · c7 чорний пішак · d7 чорний пішак · f7 чорний пішак · g7 чорний пішак · h7 чорний пішак · c6 чорний кінь · b5 білий слон · c5 чорний слон · e5 чорний пішак · e4 білий пішак · f3 білий кінь · a2 білий пішак · b2 білий пішак · c2 білий пішак · d2 білий пішак · f2 білий пішак · g2 білий пішак · h2 білий пішак · a1 біла тура · b1 білий кінь · c1 білий слон · d1 білий ферзь · e1 білий король · h1 біла тура | a8 чорна тура · c8 чорний слон · d8 чорний ферзь · e8 чорний король · g8 чорний кінь · h8 чорна тура · a7 чорний пішак · b7 чорний пішак · c7 чорний пішак · d7 чорний пішак · f7 чорний пішак · g7 чорний пішак · h7 чорний пішак · c6 чорний кінь · b5 білий слон · c5 чорний слон · e5 чорний пішак · e4 білий пішак · f3 білий кінь · a2 білий пішак · b2 білий пішак · c2 білий пішак · d2 білий пішак · f2 білий пішак · g2 білий пішак · h2 білий пішак · a1 біла тура · b1 білий кінь · c1 білий слон · d1 білий ферзь · e1 білий король · h1 біла тура | a8 чорна тура · c8 чорний слон · d8 чорний ферзь · e8 чорний король · g8 чорний кінь · h8 чорна тура · a7 чорний пішак · b7 чорний пішак · c7 чорний пішак · d7 чорний пішак · f7 чорний пішак · g7 чорний пішак · h7 чорний пішак · c6 чорний кінь · b5 білий слон · c5 чорний слон · e5 чорний пішак · e4 білий пішак · f3 білий кінь · a2 білий пішак · b2 білий пішак · c2 білий пішак · d2 білий пішак · f2 білий пішак · g2 білий пішак · h2 білий пішак · a1 біла тура · b1 білий кінь · c1 білий слон · d1 білий ферзь · e1 білий король · h1 біла тура | a8 чорна тура · c8 чорний слон · d8 чорний ферзь · e8 чорний король · g8 чорний кінь · h8 чорна тура · a7 чорний пішак · b7 чорний пішак · c7 чорний пішак · d7 чорний пішак · f7 чорний пішак · g7 чорний пішак · h7 чорний пішак · c6 чорний кінь · b5 білий слон · c5 чорний слон · e5 чорний пішак · e4 білий пішак · f3 білий кінь · a2 білий пішак · b2 білий пішак · c2 білий пішак · d2 білий пішак · f2 білий пішак · g2 білий пішак · h2 білий пішак · a1 біла тура · b1 білий кінь · c1 білий слон · d1 білий ферзь · e1 білий король · h1 біла тура | a8 чорна тура · c8 чорний слон · d8 чорний ферзь · e8 чорний король · g8 чорний кінь · h8 чорна тура · a7 чорний пішак · b7 чорний пішак · c7 чорний пішак · d7 чорний пішак · f7 чорний пішак · g7 чорний пішак · h7 чорний пішак · c6 чорний кінь · b5 білий слон · c5 чорний слон · e5 чорний пішак · e4 білий пішак · f3 білий кінь · a2 білий пішак · b2 білий пішак · c2 білий пішак · d2 білий пішак · f2 білий пішак · g2 білий пішак · h2 білий пішак · a1 біла тура · b1 білий кінь · c1 білий слон · d1 білий ферзь · e1 білий король · h1 біла тура | a8 чорна тура · c8 чорний слон · d8 чорний ферзь · e8 чорний король · g8 чорний кінь · h8 чорна тура · a7 чорний пішак · b7 чорний пішак · c7 чорний пішак · d7 чорний пішак · f7 чорний пішак · g7 чорний пішак · h7 чорний пішак · c6 чорний кінь · b5 білий слон · c5 чорний слон · e5 чорний пішак · e4 білий пішак · f3 білий кінь · a2 білий пішак · b2 білий пішак · c2 білий пішак · d2 білий пішак · f2 білий пішак · g2 білий пішак · h2 білий пішак · a1 біла тура · b1 білий кінь · c1 білий слон · d1 білий ферзь · e1 білий король · h1 біла тура | a8 чорна тура · c8 чорний слон · d8 чорний ферзь · e8 чорний король · g8 чорний кінь · h8 чорна тура · a7 чорний пішак · b7 чорний пішак · c7 чорний пішак · d7 чорний пішак · f7 чорний пішак · g7 чорний пішак · h7 чорний пішак · c6 чорний кінь · b5 білий слон · c5 чорний слон · e5 чорний пішак · e4 білий пішак · f3 білий кінь · a2 білий пішак · b2 білий пішак · c2 білий пішак · d2 білий пішак · f2 білий пішак · g2 білий пішак · h2 білий пішак · a1 біла тура · b1 білий кінь · c1 білий слон · d1 білий ферзь · e1 білий король · h1 біла тура | 3 |
| 2 | a8 чорна тура · c8 чорний слон · d8 чорний ферзь · e8 чорний король · g8 чорний кінь · h8 чорна тура · a7 чорний пішак · b7 чорний пішак · c7 чорний пішак · d7 чорний пішак · f7 чорний пішак · g7 чорний пішак · h7 чорний пішак · c6 чорний кінь · b5 білий слон · c5 чорний слон · e5 чорний пішак · e4 білий пішак · f3 білий кінь · a2 білий пішак · b2 білий пішак · c2 білий пішак · d2 білий пішак · f2 білий пішак · g2 білий пішак · h2 білий пішак · a1 біла тура · b1 білий кінь · c1 білий слон · d1 білий ферзь · e1 білий король · h1 біла тура | a8 чорна тура · c8 чорний слон · d8 чорний ферзь · e8 чорний король · g8 чорний кінь · h8 чорна тура · a7 чорний пішак · b7 чорний пішак · c7 чорний пішак · d7 чорний пішак · f7 чорний пішак · g7 чорний пішак · h7 чорний пішак · c6 чорний кінь · b5 білий слон · c5 чорний слон · e5 чорний пішак · e4 білий пішак · f3 білий кінь · a2 білий пішак · b2 білий пішак · c2 білий пішак · d2 білий пішак · f2 білий пішак · g2 білий пішак · h2 білий пішак · a1 біла тура · b1 білий кінь · c1 білий слон · d1 білий ферзь · e1 білий король · h1 біла тура | a8 чорна тура · c8 чорний слон · d8 чорний ферзь · e8 чорний король · g8 чорний кінь · h8 чорна тура · a7 чорний пішак · b7 чорний пішак · c7 чорний пішак · d7 чорний пішак · f7 чорний пішак · g7 чорний пішак · h7 чорний пішак · c6 чорний кінь · b5 білий слон · c5 чорний слон · e5 чорний пішак · e4 білий пішак · f3 білий кінь · a2 білий пішак · b2 білий пішак · c2 білий пішак · d2 білий пішак · f2 білий пішак · g2 білий пішак · h2 білий пішак · a1 біла тура · b1 білий кінь · c1 білий слон · d1 білий ферзь · e1 білий король · h1 біла тура | a8 чорна тура · c8 чорний слон · d8 чорний ферзь · e8 чорний король · g8 чорний кінь · h8 чорна тура · a7 чорний пішак · b7 чорний пішак · c7 чорний пішак · d7 чорний пішак · f7 чорний пішак · g7 чорний пішак · h7 чорний пішак · c6 чорний кінь · b5 білий слон · c5 чорний слон · e5 чорний пішак · e4 білий пішак · f3 білий кінь · a2 білий пішак · b2 білий пішак · c2 білий пішак · d2 білий пішак · f2 білий пішак · g2 білий пішак · h2 білий пішак · a1 біла тура · b1 білий кінь · c1 білий слон · d1 білий ферзь · e1 білий король · h1 біла тура | a8 чорна тура · c8 чорний слон · d8 чорний ферзь · e8 чорний король · g8 чорний кінь · h8 чорна тура · a7 чорний пішак · b7 чорний пішак · c7 чорний пішак · d7 чорний пішак · f7 чорний пішак · g7 чорний пішак · h7 чорний пішак · c6 чорний кінь · b5 білий слон · c5 чорний слон · e5 чорний пішак · e4 білий пішак · f3 білий кінь · a2 білий пішак · b2 білий пішак · c2 білий пішак · d2 білий пішак · f2 білий пішак · g2 білий пішак · h2 білий пішак · a1 біла тура · b1 білий кінь · c1 білий слон · d1 білий ферзь · e1 білий король · h1 біла тура | a8 чорна тура · c8 чорний слон · d8 чорний ферзь · e8 чорний король · g8 чорний кінь · h8 чорна тура · a7 чорний пішак · b7 чорний пішак · c7 чорний пішак · d7 чорний пішак · f7 чорний пішак · g7 чорний пішак · h7 чорний пішак · c6 чорний кінь · b5 білий слон · c5 чорний слон · e5 чорний пішак · e4 білий пішак · f3 білий кінь · a2 білий пішак · b2 білий пішак · c2 білий пішак · d2 білий пішак · f2 білий пішак · g2 білий пішак · h2 білий пішак · a1 біла тура · b1 білий кінь · c1 білий слон · d1 білий ферзь · e1 білий король · h1 біла тура | a8 чорна тура · c8 чорний слон · d8 чорний ферзь · e8 чорний король · g8 чорний кінь · h8 чорна тура · a7 чорний пішак · b7 чорний пішак · c7 чорний пішак · d7 чорний пішак · f7 чорний пішак · g7 чорний пішак · h7 чорний пішак · c6 чорний кінь · b5 білий слон · c5 чорний слон · e5 чорний пішак · e4 білий пішак · f3 білий кінь · a2 білий пішак · b2 білий пішак · c2 білий пішак · d2 білий пішак · f2 білий пішак · g2 білий пішак · h2 білий пішак · a1 біла тура · b1 білий кінь · c1 білий слон · d1 білий ферзь · e1 білий король · h1 біла тура | a8 чорна тура · c8 чорний слон · d8 чорний ферзь · e8 чорний король · g8 чорний кінь · h8 чорна тура · a7 чорний пішак · b7 чорний пішак · c7 чорний пішак · d7 чорний пішак · f7 чорний пішак · g7 чорний пішак · h7 чорний пішак · c6 чорний кінь · b5 білий слон · c5 чорний слон · e5 чорний пішак · e4 білий пішак · f3 білий кінь · a2 білий пішак · b2 білий пішак · c2 білий пішак · d2 білий пішак · f2 білий пішак · g2 білий пішак · h2 білий пішак · a1 біла тура · b1 білий кінь · c1 білий слон · d1 білий ферзь · e1 білий король · h1 біла тура | 2 |
| 1 | a8 чорна тура · c8 чорний слон · d8 чорний ферзь · e8 чорний король · g8 чорний кінь · h8 чорна тура · a7 чорний пішак · b7 чорний пішак · c7 чорний пішак · d7 чорний пішак · f7 чорний пішак · g7 чорний пішак · h7 чорний пішак · c6 чорний кінь · b5 білий слон · c5 чорний слон · e5 чорний пішак · e4 білий пішак · f3 білий кінь · a2 білий пішак · b2 білий пішак · c2 білий пішак · d2 білий пішак · f2 білий пішак · g2 білий пішак · h2 білий пішак · a1 біла тура · b1 білий кінь · c1 білий слон · d1 білий ферзь · e1 білий король · h1 біла тура | a8 чорна тура · c8 чорний слон · d8 чорний ферзь · e8 чорний король · g8 чорний кінь · h8 чорна тура · a7 чорний пішак · b7 чорний пішак · c7 чорний пішак · d7 чорний пішак · f7 чорний пішак · g7 чорний пішак · h7 чорний пішак · c6 чорний кінь · b5 білий слон · c5 чорний слон · e5 чорний пішак · e4 білий пішак · f3 білий кінь · a2 білий пішак · b2 білий пішак · c2 білий пішак · d2 білий пішак · f2 білий пішак · g2 білий пішак · h2 білий пішак · a1 біла тура · b1 білий кінь · c1 білий слон · d1 білий ферзь · e1 білий король · h1 біла тура | a8 чорна тура · c8 чорний слон · d8 чорний ферзь · e8 чорний король · g8 чорний кінь · h8 чорна тура · a7 чорний пішак · b7 чорний пішак · c7 чорний пішак · d7 чорний пішак · f7 чорний пішак · g7 чорний пішак · h7 чорний пішак · c6 чорний кінь · b5 білий слон · c5 чорний слон · e5 чорний пішак · e4 білий пішак · f3 білий кінь · a2 білий пішак · b2 білий пішак · c2 білий пішак · d2 білий пішак · f2 білий пішак · g2 білий пішак · h2 білий пішак · a1 біла тура · b1 білий кінь · c1 білий слон · d1 білий ферзь · e1 білий король · h1 біла тура | a8 чорна тура · c8 чорний слон · d8 чорний ферзь · e8 чорний король · g8 чорний кінь · h8 чорна тура · a7 чорний пішак · b7 чорний пішак · c7 чорний пішак · d7 чорний пішак · f7 чорний пішак · g7 чорний пішак · h7 чорний пішак · c6 чорний кінь · b5 білий слон · c5 чорний слон · e5 чорний пішак · e4 білий пішак · f3 білий кінь · a2 білий пішак · b2 білий пішак · c2 білий пішак · d2 білий пішак · f2 білий пішак · g2 білий пішак · h2 білий пішак · a1 біла тура · b1 білий кінь · c1 білий слон · d1 білий ферзь · e1 білий король · h1 біла тура | a8 чорна тура · c8 чорний слон · d8 чорний ферзь · e8 чорний король · g8 чорний кінь · h8 чорна тура · a7 чорний пішак · b7 чорний пішак · c7 чорний пішак · d7 чорний пішак · f7 чорний пішак · g7 чорний пішак · h7 чорний пішак · c6 чорний кінь · b5 білий слон · c5 чорний слон · e5 чорний пішак · e4 білий пішак · f3 білий кінь · a2 білий пішак · b2 білий пішак · c2 білий пішак · d2 білий пішак · f2 білий пішак · g2 білий пішак · h2 білий пішак · a1 біла тура · b1 білий кінь · c1 білий слон · d1 білий ферзь · e1 білий король · h1 біла тура | a8 чорна тура · c8 чорний слон · d8 чорний ферзь · e8 чорний король · g8 чорний кінь · h8 чорна тура · a7 чорний пішак · b7 чорний пішак · c7 чорний пішак · d7 чорний пішак · f7 чорний пішак · g7 чорний пішак · h7 чорний пішак · c6 чорний кінь · b5 білий слон · c5 чорний слон · e5 чорний пішак · e4 білий пішак · f3 білий кінь · a2 білий пішак · b2 білий пішак · c2 білий пішак · d2 білий пішак · f2 білий пішак · g2 білий пішак · h2 білий пішак · a1 біла тура · b1 білий кінь · c1 білий слон · d1 білий ферзь · e1 білий король · h1 біла тура | a8 чорна тура · c8 чорний слон · d8 чорний ферзь · e8 чорний король · g8 чорний кінь · h8 чорна тура · a7 чорний пішак · b7 чорний пішак · c7 чорний пішак · d7 чорний пішак · f7 чорний пішак · g7 чорний пішак · h7 чорний пішак · c6 чорний кінь · b5 білий слон · c5 чорний слон · e5 чорний пішак · e4 білий пішак · f3 білий кінь · a2 білий пішак · b2 білий пішак · c2 білий пішак · d2 білий пішак · f2 білий пішак · g2 білий пішак · h2 білий пішак · a1 біла тура · b1 білий кінь · c1 білий слон · d1 білий ферзь · e1 білий король · h1 біла тура | a8 чорна тура · c8 чорний слон · d8 чорний ферзь · e8 чорний король · g8 чорний кінь · h8 чорна тура · a7 чорний пішак · b7 чорний пішак · c7 чорний пішак · d7 чорний пішак · f7 чорний пішак · g7 чорний пішак · h7 чорний пішак · c6 чорний кінь · b5 білий слон · c5 чорний слон · e5 чорний пішак · e4 білий пішак · f3 білий кінь · a2 білий пішак · b2 білий пішак · c2 білий пішак · d2 білий пішак · f2 білий пішак · g2 білий пішак · h2 білий пішак · a1 біла тура · b1 білий кінь · c1 білий слон · d1 білий ферзь · e1 білий король · h1 біла тура | 1 |
|   | a | b | c | d | e | f | g | h |   |

Відомий з кінця 15-го сторіччя. Була проаналізована Д. Понціані у 18-у ст., у середині 19-го — К. Янішем. У більшості варіантів у білих активна гра з шансами на атаку.
За білих найбільш розповсюджені продовження 4. c3 та 4. 0—0.
У відповідь на 4. c2—c3 чорні можуть відповідати 4. … Кf6, 4. … Кe7 або 4. … f5:
- 4. … Кf6 5. d4(5. 0—0 0—0 6. d4 Сb6) exd 6. e5 Кe4 7. 0—0 d5 8. Кf3xd4 0—0 9. Сb5xc6 b7xc6 10. Сe3 Фe8 11. f3 Кd6 12. Сf2 з перевагою у білих;

- 4. … Кe7 — зустрічається дуже рідко та веде до пасивної позиції;

- 4. … f5 — веде до гострої маловивченої позиції; Найкращі відповіді за білих: 5. d4 або 5. exf.

За відповіді білих 4. 0—0 у чорних не має особливих труднощів:
- 4. … Кf6 5. Кf3xe5 Кf6xe4 6. Фe2 Кc6xe5 7. Фxe4 Фe7 8. d4 Кc6 після чого утворюється рівна позиція;

- 4. … Кd4 5. Кf3xd4 Сc5xd4 6. c3 Сb6 7. d4 c6 8. Сa4 d6 з міцною позицією у чорних.

## Захист Стейніца 3… d6
|   | a | b | c | d | e | f | g | h |   |
| 8 | a8 чорна тура · c8 чорний слон · d8 чорний ферзь · e8 чорний король · f8 чорний слон · g8 чорний кінь · h8 чорна тура · a7 чорний пішак · b7 чорний пішак · c7 чорний пішак · f7 чорний пішак · g7 чорний пішак · h7 чорний пішак · c6 чорний кінь · d6 чорний пішак · b5 білий слон · e5 чорний пішак · e4 білий пішак · f3 білий кінь · a2 білий пішак · b2 білий пішак · c2 білий пішак · d2 білий пішак · f2 білий пішак · g2 білий пішак · h2 білий пішак · a1 біла тура · b1 білий кінь · c1 білий слон · d1 білий ферзь · e1 білий король · h1 біла тура | a8 чорна тура · c8 чорний слон · d8 чорний ферзь · e8 чорний король · f8 чорний слон · g8 чорний кінь · h8 чорна тура · a7 чорний пішак · b7 чорний пішак · c7 чорний пішак · f7 чорний пішак · g7 чорний пішак · h7 чорний пішак · c6 чорний кінь · d6 чорний пішак · b5 білий слон · e5 чорний пішак · e4 білий пішак · f3 білий кінь · a2 білий пішак · b2 білий пішак · c2 білий пішак · d2 білий пішак · f2 білий пішак · g2 білий пішак · h2 білий пішак · a1 біла тура · b1 білий кінь · c1 білий слон · d1 білий ферзь · e1 білий король · h1 біла тура | a8 чорна тура · c8 чорний слон · d8 чорний ферзь · e8 чорний король · f8 чорний слон · g8 чорний кінь · h8 чорна тура · a7 чорний пішак · b7 чорний пішак · c7 чорний пішак · f7 чорний пішак · g7 чорний пішак · h7 чорний пішак · c6 чорний кінь · d6 чорний пішак · b5 білий слон · e5 чорний пішак · e4 білий пішак · f3 білий кінь · a2 білий пішак · b2 білий пішак · c2 білий пішак · d2 білий пішак · f2 білий пішак · g2 білий пішак · h2 білий пішак · a1 біла тура · b1 білий кінь · c1 білий слон · d1 білий ферзь · e1 білий король · h1 біла тура | a8 чорна тура · c8 чорний слон · d8 чорний ферзь · e8 чорний король · f8 чорний слон · g8 чорний кінь · h8 чорна тура · a7 чорний пішак · b7 чорний пішак · c7 чорний пішак · f7 чорний пішак · g7 чорний пішак · h7 чорний пішак · c6 чорний кінь · d6 чорний пішак · b5 білий слон · e5 чорний пішак · e4 білий пішак · f3 білий кінь · a2 білий пішак · b2 білий пішак · c2 білий пішак · d2 білий пішак · f2 білий пішак · g2 білий пішак · h2 білий пішак · a1 біла тура · b1 білий кінь · c1 білий слон · d1 білий ферзь · e1 білий король · h1 біла тура | a8 чорна тура · c8 чорний слон · d8 чорний ферзь · e8 чорний король · f8 чорний слон · g8 чорний кінь · h8 чорна тура · a7 чорний пішак · b7 чорний пішак · c7 чорний пішак · f7 чорний пішак · g7 чорний пішак · h7 чорний пішак · c6 чорний кінь · d6 чорний пішак · b5 білий слон · e5 чорний пішак · e4 білий пішак · f3 білий кінь · a2 білий пішак · b2 білий пішак · c2 білий пішак · d2 білий пішак · f2 білий пішак · g2 білий пішак · h2 білий пішак · a1 біла тура · b1 білий кінь · c1 білий слон · d1 білий ферзь · e1 білий король · h1 біла тура | a8 чорна тура · c8 чорний слон · d8 чорний ферзь · e8 чорний король · f8 чорний слон · g8 чорний кінь · h8 чорна тура · a7 чорний пішак · b7 чорний пішак · c7 чорний пішак · f7 чорний пішак · g7 чорний пішак · h7 чорний пішак · c6 чорний кінь · d6 чорний пішак · b5 білий слон · e5 чорний пішак · e4 білий пішак · f3 білий кінь · a2 білий пішак · b2 білий пішак · c2 білий пішак · d2 білий пішак · f2 білий пішак · g2 білий пішак · h2 білий пішак · a1 біла тура · b1 білий кінь · c1 білий слон · d1 білий ферзь · e1 білий король · h1 біла тура | a8 чорна тура · c8 чорний слон · d8 чорний ферзь · e8 чорний король · f8 чорний слон · g8 чорний кінь · h8 чорна тура · a7 чорний пішак · b7 чорний пішак · c7 чорний пішак · f7 чорний пішак · g7 чорний пішак · h7 чорний пішак · c6 чорний кінь · d6 чорний пішак · b5 білий слон · e5 чорний пішак · e4 білий пішак · f3 білий кінь · a2 білий пішак · b2 білий пішак · c2 білий пішак · d2 білий пішак · f2 білий пішак · g2 білий пішак · h2 білий пішак · a1 біла тура · b1 білий кінь · c1 білий слон · d1 білий ферзь · e1 білий король · h1 біла тура | a8 чорна тура · c8 чорний слон · d8 чорний ферзь · e8 чорний король · f8 чорний слон · g8 чорний кінь · h8 чорна тура · a7 чорний пішак · b7 чорний пішак · c7 чорний пішак · f7 чорний пішак · g7 чорний пішак · h7 чорний пішак · c6 чорний кінь · d6 чорний пішак · b5 білий слон · e5 чорний пішак · e4 білий пішак · f3 білий кінь · a2 білий пішак · b2 білий пішак · c2 білий пішак · d2 білий пішак · f2 білий пішак · g2 білий пішак · h2 білий пішак · a1 біла тура · b1 білий кінь · c1 білий слон · d1 білий ферзь · e1 білий король · h1 біла тура | 8 |
| 7 | a8 чорна тура · c8 чорний слон · d8 чорний ферзь · e8 чорний король · f8 чорний слон · g8 чорний кінь · h8 чорна тура · a7 чорний пішак · b7 чорний пішак · c7 чорний пішак · f7 чорний пішак · g7 чорний пішак · h7 чорний пішак · c6 чорний кінь · d6 чорний пішак · b5 білий слон · e5 чорний пішак · e4 білий пішак · f3 білий кінь · a2 білий пішак · b2 білий пішак · c2 білий пішак · d2 білий пішак · f2 білий пішак · g2 білий пішак · h2 білий пішак · a1 біла тура · b1 білий кінь · c1 білий слон · d1 білий ферзь · e1 білий король · h1 біла тура | a8 чорна тура · c8 чорний слон · d8 чорний ферзь · e8 чорний король · f8 чорний слон · g8 чорний кінь · h8 чорна тура · a7 чорний пішак · b7 чорний пішак · c7 чорний пішак · f7 чорний пішак · g7 чорний пішак · h7 чорний пішак · c6 чорний кінь · d6 чорний пішак · b5 білий слон · e5 чорний пішак · e4 білий пішак · f3 білий кінь · a2 білий пішак · b2 білий пішак · c2 білий пішак · d2 білий пішак · f2 білий пішак · g2 білий пішак · h2 білий пішак · a1 біла тура · b1 білий кінь · c1 білий слон · d1 білий ферзь · e1 білий король · h1 біла тура | a8 чорна тура · c8 чорний слон · d8 чорний ферзь · e8 чорний король · f8 чорний слон · g8 чорний кінь · h8 чорна тура · a7 чорний пішак · b7 чорний пішак · c7 чорний пішак · f7 чорний пішак · g7 чорний пішак · h7 чорний пішак · c6 чорний кінь · d6 чорний пішак · b5 білий слон · e5 чорний пішак · e4 білий пішак · f3 білий кінь · a2 білий пішак · b2 білий пішак · c2 білий пішак · d2 білий пішак · f2 білий пішак · g2 білий пішак · h2 білий пішак · a1 біла тура · b1 білий кінь · c1 білий слон · d1 білий ферзь · e1 білий король · h1 біла тура | a8 чорна тура · c8 чорний слон · d8 чорний ферзь · e8 чорний король · f8 чорний слон · g8 чорний кінь · h8 чорна тура · a7 чорний пішак · b7 чорний пішак · c7 чорний пішак · f7 чорний пішак · g7 чорний пішак · h7 чорний пішак · c6 чорний кінь · d6 чорний пішак · b5 білий слон · e5 чорний пішак · e4 білий пішак · f3 білий кінь · a2 білий пішак · b2 білий пішак · c2 білий пішак · d2 білий пішак · f2 білий пішак · g2 білий пішак · h2 білий пішак · a1 біла тура · b1 білий кінь · c1 білий слон · d1 білий ферзь · e1 білий король · h1 біла тура | a8 чорна тура · c8 чорний слон · d8 чорний ферзь · e8 чорний король · f8 чорний слон · g8 чорний кінь · h8 чорна тура · a7 чорний пішак · b7 чорний пішак · c7 чорний пішак · f7 чорний пішак · g7 чорний пішак · h7 чорний пішак · c6 чорний кінь · d6 чорний пішак · b5 білий слон · e5 чорний пішак · e4 білий пішак · f3 білий кінь · a2 білий пішак · b2 білий пішак · c2 білий пішак · d2 білий пішак · f2 білий пішак · g2 білий пішак · h2 білий пішак · a1 біла тура · b1 білий кінь · c1 білий слон · d1 білий ферзь · e1 білий король · h1 біла тура | a8 чорна тура · c8 чорний слон · d8 чорний ферзь · e8 чорний король · f8 чорний слон · g8 чорний кінь · h8 чорна тура · a7 чорний пішак · b7 чорний пішак · c7 чорний пішак · f7 чорний пішак · g7 чорний пішак · h7 чорний пішак · c6 чорний кінь · d6 чорний пішак · b5 білий слон · e5 чорний пішак · e4 білий пішак · f3 білий кінь · a2 білий пішак · b2 білий пішак · c2 білий пішак · d2 білий пішак · f2 білий пішак · g2 білий пішак · h2 білий пішак · a1 біла тура · b1 білий кінь · c1 білий слон · d1 білий ферзь · e1 білий король · h1 біла тура | a8 чорна тура · c8 чорний слон · d8 чорний ферзь · e8 чорний король · f8 чорний слон · g8 чорний кінь · h8 чорна тура · a7 чорний пішак · b7 чорний пішак · c7 чорний пішак · f7 чорний пішак · g7 чорний пішак · h7 чорний пішак · c6 чорний кінь · d6 чорний пішак · b5 білий слон · e5 чорний пішак · e4 білий пішак · f3 білий кінь · a2 білий пішак · b2 білий пішак · c2 білий пішак · d2 білий пішак · f2 білий пішак · g2 білий пішак · h2 білий пішак · a1 біла тура · b1 білий кінь · c1 білий слон · d1 білий ферзь · e1 білий король · h1 біла тура | a8 чорна тура · c8 чорний слон · d8 чорний ферзь · e8 чорний король · f8 чорний слон · g8 чорний кінь · h8 чорна тура · a7 чорний пішак · b7 чорний пішак · c7 чорний пішак · f7 чорний пішак · g7 чорний пішак · h7 чорний пішак · c6 чорний кінь · d6 чорний пішак · b5 білий слон · e5 чорний пішак · e4 білий пішак · f3 білий кінь · a2 білий пішак · b2 білий пішак · c2 білий пішак · d2 білий пішак · f2 білий пішак · g2 білий пішак · h2 білий пішак · a1 біла тура · b1 білий кінь · c1 білий слон · d1 білий ферзь · e1 білий король · h1 біла тура | 7 |
| 6 | a8 чорна тура · c8 чорний слон · d8 чорний ферзь · e8 чорний король · f8 чорний слон · g8 чорний кінь · h8 чорна тура · a7 чорний пішак · b7 чорний пішак · c7 чорний пішак · f7 чорний пішак · g7 чорний пішак · h7 чорний пішак · c6 чорний кінь · d6 чорний пішак · b5 білий слон · e5 чорний пішак · e4 білий пішак · f3 білий кінь · a2 білий пішак · b2 білий пішак · c2 білий пішак · d2 білий пішак · f2 білий пішак · g2 білий пішак · h2 білий пішак · a1 біла тура · b1 білий кінь · c1 білий слон · d1 білий ферзь · e1 білий король · h1 біла тура | a8 чорна тура · c8 чорний слон · d8 чорний ферзь · e8 чорний король · f8 чорний слон · g8 чорний кінь · h8 чорна тура · a7 чорний пішак · b7 чорний пішак · c7 чорний пішак · f7 чорний пішак · g7 чорний пішак · h7 чорний пішак · c6 чорний кінь · d6 чорний пішак · b5 білий слон · e5 чорний пішак · e4 білий пішак · f3 білий кінь · a2 білий пішак · b2 білий пішак · c2 білий пішак · d2 білий пішак · f2 білий пішак · g2 білий пішак · h2 білий пішак · a1 біла тура · b1 білий кінь · c1 білий слон · d1 білий ферзь · e1 білий король · h1 біла тура | a8 чорна тура · c8 чорний слон · d8 чорний ферзь · e8 чорний король · f8 чорний слон · g8 чорний кінь · h8 чорна тура · a7 чорний пішак · b7 чорний пішак · c7 чорний пішак · f7 чорний пішак · g7 чорний пішак · h7 чорний пішак · c6 чорний кінь · d6 чорний пішак · b5 білий слон · e5 чорний пішак · e4 білий пішак · f3 білий кінь · a2 білий пішак · b2 білий пішак · c2 білий пішак · d2 білий пішак · f2 білий пішак · g2 білий пішак · h2 білий пішак · a1 біла тура · b1 білий кінь · c1 білий слон · d1 білий ферзь · e1 білий король · h1 біла тура | a8 чорна тура · c8 чорний слон · d8 чорний ферзь · e8 чорний король · f8 чорний слон · g8 чорний кінь · h8 чорна тура · a7 чорний пішак · b7 чорний пішак · c7 чорний пішак · f7 чорний пішак · g7 чорний пішак · h7 чорний пішак · c6 чорний кінь · d6 чорний пішак · b5 білий слон · e5 чорний пішак · e4 білий пішак · f3 білий кінь · a2 білий пішак · b2 білий пішак · c2 білий пішак · d2 білий пішак · f2 білий пішак · g2 білий пішак · h2 білий пішак · a1 біла тура · b1 білий кінь · c1 білий слон · d1 білий ферзь · e1 білий король · h1 біла тура | a8 чорна тура · c8 чорний слон · d8 чорний ферзь · e8 чорний король · f8 чорний слон · g8 чорний кінь · h8 чорна тура · a7 чорний пішак · b7 чорний пішак · c7 чорний пішак · f7 чорний пішак · g7 чорний пішак · h7 чорний пішак · c6 чорний кінь · d6 чорний пішак · b5 білий слон · e5 чорний пішак · e4 білий пішак · f3 білий кінь · a2 білий пішак · b2 білий пішак · c2 білий пішак · d2 білий пішак · f2 білий пішак · g2 білий пішак · h2 білий пішак · a1 біла тура · b1 білий кінь · c1 білий слон · d1 білий ферзь · e1 білий король · h1 біла тура | a8 чорна тура · c8 чорний слон · d8 чорний ферзь · e8 чорний король · f8 чорний слон · g8 чорний кінь · h8 чорна тура · a7 чорний пішак · b7 чорний пішак · c7 чорний пішак · f7 чорний пішак · g7 чорний пішак · h7 чорний пішак · c6 чорний кінь · d6 чорний пішак · b5 білий слон · e5 чорний пішак · e4 білий пішак · f3 білий кінь · a2 білий пішак · b2 білий пішак · c2 білий пішак · d2 білий пішак · f2 білий пішак · g2 білий пішак · h2 білий пішак · a1 біла тура · b1 білий кінь · c1 білий слон · d1 білий ферзь · e1 білий король · h1 біла тура | a8 чорна тура · c8 чорний слон · d8 чорний ферзь · e8 чорний король · f8 чорний слон · g8 чорний кінь · h8 чорна тура · a7 чорний пішак · b7 чорний пішак · c7 чорний пішак · f7 чорний пішак · g7 чорний пішак · h7 чорний пішак · c6 чорний кінь · d6 чорний пішак · b5 білий слон · e5 чорний пішак · e4 білий пішак · f3 білий кінь · a2 білий пішак · b2 білий пішак · c2 білий пішак · d2 білий пішак · f2 білий пішак · g2 білий пішак · h2 білий пішак · a1 біла тура · b1 білий кінь · c1 білий слон · d1 білий ферзь · e1 білий король · h1 біла тура | a8 чорна тура · c8 чорний слон · d8 чорний ферзь · e8 чорний король · f8 чорний слон · g8 чорний кінь · h8 чорна тура · a7 чорний пішак · b7 чорний пішак · c7 чорний пішак · f7 чорний пішак · g7 чорний пішак · h7 чорний пішак · c6 чорний кінь · d6 чорний пішак · b5 білий слон · e5 чорний пішак · e4 білий пішак · f3 білий кінь · a2 білий пішак · b2 білий пішак · c2 білий пішак · d2 білий пішак · f2 білий пішак · g2 білий пішак · h2 білий пішак · a1 біла тура · b1 білий кінь · c1 білий слон · d1 білий ферзь · e1 білий король · h1 біла тура | 6 |
| 5 | a8 чорна тура · c8 чорний слон · d8 чорний ферзь · e8 чорний король · f8 чорний слон · g8 чорний кінь · h8 чорна тура · a7 чорний пішак · b7 чорний пішак · c7 чорний пішак · f7 чорний пішак · g7 чорний пішак · h7 чорний пішак · c6 чорний кінь · d6 чорний пішак · b5 білий слон · e5 чорний пішак · e4 білий пішак · f3 білий кінь · a2 білий пішак · b2 білий пішак · c2 білий пішак · d2 білий пішак · f2 білий пішак · g2 білий пішак · h2 білий пішак · a1 біла тура · b1 білий кінь · c1 білий слон · d1 білий ферзь · e1 білий король · h1 біла тура | a8 чорна тура · c8 чорний слон · d8 чорний ферзь · e8 чорний король · f8 чорний слон · g8 чорний кінь · h8 чорна тура · a7 чорний пішак · b7 чорний пішак · c7 чорний пішак · f7 чорний пішак · g7 чорний пішак · h7 чорний пішак · c6 чорний кінь · d6 чорний пішак · b5 білий слон · e5 чорний пішак · e4 білий пішак · f3 білий кінь · a2 білий пішак · b2 білий пішак · c2 білий пішак · d2 білий пішак · f2 білий пішак · g2 білий пішак · h2 білий пішак · a1 біла тура · b1 білий кінь · c1 білий слон · d1 білий ферзь · e1 білий король · h1 біла тура | a8 чорна тура · c8 чорний слон · d8 чорний ферзь · e8 чорний король · f8 чорний слон · g8 чорний кінь · h8 чорна тура · a7 чорний пішак · b7 чорний пішак · c7 чорний пішак · f7 чорний пішак · g7 чорний пішак · h7 чорний пішак · c6 чорний кінь · d6 чорний пішак · b5 білий слон · e5 чорний пішак · e4 білий пішак · f3 білий кінь · a2 білий пішак · b2 білий пішак · c2 білий пішак · d2 білий пішак · f2 білий пішак · g2 білий пішак · h2 білий пішак · a1 біла тура · b1 білий кінь · c1 білий слон · d1 білий ферзь · e1 білий король · h1 біла тура | a8 чорна тура · c8 чорний слон · d8 чорний ферзь · e8 чорний король · f8 чорний слон · g8 чорний кінь · h8 чорна тура · a7 чорний пішак · b7 чорний пішак · c7 чорний пішак · f7 чорний пішак · g7 чорний пішак · h7 чорний пішак · c6 чорний кінь · d6 чорний пішак · b5 білий слон · e5 чорний пішак · e4 білий пішак · f3 білий кінь · a2 білий пішак · b2 білий пішак · c2 білий пішак · d2 білий пішак · f2 білий пішак · g2 білий пішак · h2 білий пішак · a1 біла тура · b1 білий кінь · c1 білий слон · d1 білий ферзь · e1 білий король · h1 біла тура | a8 чорна тура · c8 чорний слон · d8 чорний ферзь · e8 чорний король · f8 чорний слон · g8 чорний кінь · h8 чорна тура · a7 чорний пішак · b7 чорний пішак · c7 чорний пішак · f7 чорний пішак · g7 чорний пішак · h7 чорний пішак · c6 чорний кінь · d6 чорний пішак · b5 білий слон · e5 чорний пішак · e4 білий пішак · f3 білий кінь · a2 білий пішак · b2 білий пішак · c2 білий пішак · d2 білий пішак · f2 білий пішак · g2 білий пішак · h2 білий пішак · a1 біла тура · b1 білий кінь · c1 білий слон · d1 білий ферзь · e1 білий король · h1 біла тура | a8 чорна тура · c8 чорний слон · d8 чорний ферзь · e8 чорний король · f8 чорний слон · g8 чорний кінь · h8 чорна тура · a7 чорний пішак · b7 чорний пішак · c7 чорний пішак · f7 чорний пішак · g7 чорний пішак · h7 чорний пішак · c6 чорний кінь · d6 чорний пішак · b5 білий слон · e5 чорний пішак · e4 білий пішак · f3 білий кінь · a2 білий пішак · b2 білий пішак · c2 білий пішак · d2 білий пішак · f2 білий пішак · g2 білий пішак · h2 білий пішак · a1 біла тура · b1 білий кінь · c1 білий слон · d1 білий ферзь · e1 білий король · h1 біла тура | a8 чорна тура · c8 чорний слон · d8 чорний ферзь · e8 чорний король · f8 чорний слон · g8 чорний кінь · h8 чорна тура · a7 чорний пішак · b7 чорний пішак · c7 чорний пішак · f7 чорний пішак · g7 чорний пішак · h7 чорний пішак · c6 чорний кінь · d6 чорний пішак · b5 білий слон · e5 чорний пішак · e4 білий пішак · f3 білий кінь · a2 білий пішак · b2 білий пішак · c2 білий пішак · d2 білий пішак · f2 білий пішак · g2 білий пішак · h2 білий пішак · a1 біла тура · b1 білий кінь · c1 білий слон · d1 білий ферзь · e1 білий король · h1 біла тура | a8 чорна тура · c8 чорний слон · d8 чорний ферзь · e8 чорний король · f8 чорний слон · g8 чорний кінь · h8 чорна тура · a7 чорний пішак · b7 чорний пішак · c7 чорний пішак · f7 чорний пішак · g7 чорний пішак · h7 чорний пішак · c6 чорний кінь · d6 чорний пішак · b5 білий слон · e5 чорний пішак · e4 білий пішак · f3 білий кінь · a2 білий пішак · b2 білий пішак · c2 білий пішак · d2 білий пішак · f2 білий пішак · g2 білий пішак · h2 білий пішак · a1 біла тура · b1 білий кінь · c1 білий слон · d1 білий ферзь · e1 білий король · h1 біла тура | 5 |
| 4 | a8 чорна тура · c8 чорний слон · d8 чорний ферзь · e8 чорний король · f8 чорний слон · g8 чорний кінь · h8 чорна тура · a7 чорний пішак · b7 чорний пішак · c7 чорний пішак · f7 чорний пішак · g7 чорний пішак · h7 чорний пішак · c6 чорний кінь · d6 чорний пішак · b5 білий слон · e5 чорний пішак · e4 білий пішак · f3 білий кінь · a2 білий пішак · b2 білий пішак · c2 білий пішак · d2 білий пішак · f2 білий пішак · g2 білий пішак · h2 білий пішак · a1 біла тура · b1 білий кінь · c1 білий слон · d1 білий ферзь · e1 білий король · h1 біла тура | a8 чорна тура · c8 чорний слон · d8 чорний ферзь · e8 чорний король · f8 чорний слон · g8 чорний кінь · h8 чорна тура · a7 чорний пішак · b7 чорний пішак · c7 чорний пішак · f7 чорний пішак · g7 чорний пішак · h7 чорний пішак · c6 чорний кінь · d6 чорний пішак · b5 білий слон · e5 чорний пішак · e4 білий пішак · f3 білий кінь · a2 білий пішак · b2 білий пішак · c2 білий пішак · d2 білий пішак · f2 білий пішак · g2 білий пішак · h2 білий пішак · a1 біла тура · b1 білий кінь · c1 білий слон · d1 білий ферзь · e1 білий король · h1 біла тура | a8 чорна тура · c8 чорний слон · d8 чорний ферзь · e8 чорний король · f8 чорний слон · g8 чорний кінь · h8 чорна тура · a7 чорний пішак · b7 чорний пішак · c7 чорний пішак · f7 чорний пішак · g7 чорний пішак · h7 чорний пішак · c6 чорний кінь · d6 чорний пішак · b5 білий слон · e5 чорний пішак · e4 білий пішак · f3 білий кінь · a2 білий пішак · b2 білий пішак · c2 білий пішак · d2 білий пішак · f2 білий пішак · g2 білий пішак · h2 білий пішак · a1 біла тура · b1 білий кінь · c1 білий слон · d1 білий ферзь · e1 білий король · h1 біла тура | a8 чорна тура · c8 чорний слон · d8 чорний ферзь · e8 чорний король · f8 чорний слон · g8 чорний кінь · h8 чорна тура · a7 чорний пішак · b7 чорний пішак · c7 чорний пішак · f7 чорний пішак · g7 чорний пішак · h7 чорний пішак · c6 чорний кінь · d6 чорний пішак · b5 білий слон · e5 чорний пішак · e4 білий пішак · f3 білий кінь · a2 білий пішак · b2 білий пішак · c2 білий пішак · d2 білий пішак · f2 білий пішак · g2 білий пішак · h2 білий пішак · a1 біла тура · b1 білий кінь · c1 білий слон · d1 білий ферзь · e1 білий король · h1 біла тура | a8 чорна тура · c8 чорний слон · d8 чорний ферзь · e8 чорний король · f8 чорний слон · g8 чорний кінь · h8 чорна тура · a7 чорний пішак · b7 чорний пішак · c7 чорний пішак · f7 чорний пішак · g7 чорний пішак · h7 чорний пішак · c6 чорний кінь · d6 чорний пішак · b5 білий слон · e5 чорний пішак · e4 білий пішак · f3 білий кінь · a2 білий пішак · b2 білий пішак · c2 білий пішак · d2 білий пішак · f2 білий пішак · g2 білий пішак · h2 білий пішак · a1 біла тура · b1 білий кінь · c1 білий слон · d1 білий ферзь · e1 білий король · h1 біла тура | a8 чорна тура · c8 чорний слон · d8 чорний ферзь · e8 чорний король · f8 чорний слон · g8 чорний кінь · h8 чорна тура · a7 чорний пішак · b7 чорний пішак · c7 чорний пішак · f7 чорний пішак · g7 чорний пішак · h7 чорний пішак · c6 чорний кінь · d6 чорний пішак · b5 білий слон · e5 чорний пішак · e4 білий пішак · f3 білий кінь · a2 білий пішак · b2 білий пішак · c2 білий пішак · d2 білий пішак · f2 білий пішак · g2 білий пішак · h2 білий пішак · a1 біла тура · b1 білий кінь · c1 білий слон · d1 білий ферзь · e1 білий король · h1 біла тура | a8 чорна тура · c8 чорний слон · d8 чорний ферзь · e8 чорний король · f8 чорний слон · g8 чорний кінь · h8 чорна тура · a7 чорний пішак · b7 чорний пішак · c7 чорний пішак · f7 чорний пішак · g7 чорний пішак · h7 чорний пішак · c6 чорний кінь · d6 чорний пішак · b5 білий слон · e5 чорний пішак · e4 білий пішак · f3 білий кінь · a2 білий пішак · b2 білий пішак · c2 білий пішак · d2 білий пішак · f2 білий пішак · g2 білий пішак · h2 білий пішак · a1 біла тура · b1 білий кінь · c1 білий слон · d1 білий ферзь · e1 білий король · h1 біла тура | a8 чорна тура · c8 чорний слон · d8 чорний ферзь · e8 чорний король · f8 чорний слон · g8 чорний кінь · h8 чорна тура · a7 чорний пішак · b7 чорний пішак · c7 чорний пішак · f7 чорний пішак · g7 чорний пішак · h7 чорний пішак · c6 чорний кінь · d6 чорний пішак · b5 білий слон · e5 чорний пішак · e4 білий пішак · f3 білий кінь · a2 білий пішак · b2 білий пішак · c2 білий пішак · d2 білий пішак · f2 білий пішак · g2 білий пішак · h2 білий пішак · a1 біла тура · b1 білий кінь · c1 білий слон · d1 білий ферзь · e1 білий король · h1 біла тура | 4 |
| 3 | a8 чорна тура · c8 чорний слон · d8 чорний ферзь · e8 чорний король · f8 чорний слон · g8 чорний кінь · h8 чорна тура · a7 чорний пішак · b7 чорний пішак · c7 чорний пішак · f7 чорний пішак · g7 чорний пішак · h7 чорний пішак · c6 чорний кінь · d6 чорний пішак · b5 білий слон · e5 чорний пішак · e4 білий пішак · f3 білий кінь · a2 білий пішак · b2 білий пішак · c2 білий пішак · d2 білий пішак · f2 білий пішак · g2 білий пішак · h2 білий пішак · a1 біла тура · b1 білий кінь · c1 білий слон · d1 білий ферзь · e1 білий король · h1 біла тура | a8 чорна тура · c8 чорний слон · d8 чорний ферзь · e8 чорний король · f8 чорний слон · g8 чорний кінь · h8 чорна тура · a7 чорний пішак · b7 чорний пішак · c7 чорний пішак · f7 чорний пішак · g7 чорний пішак · h7 чорний пішак · c6 чорний кінь · d6 чорний пішак · b5 білий слон · e5 чорний пішак · e4 білий пішак · f3 білий кінь · a2 білий пішак · b2 білий пішак · c2 білий пішак · d2 білий пішак · f2 білий пішак · g2 білий пішак · h2 білий пішак · a1 біла тура · b1 білий кінь · c1 білий слон · d1 білий ферзь · e1 білий король · h1 біла тура | a8 чорна тура · c8 чорний слон · d8 чорний ферзь · e8 чорний король · f8 чорний слон · g8 чорний кінь · h8 чорна тура · a7 чорний пішак · b7 чорний пішак · c7 чорний пішак · f7 чорний пішак · g7 чорний пішак · h7 чорний пішак · c6 чорний кінь · d6 чорний пішак · b5 білий слон · e5 чорний пішак · e4 білий пішак · f3 білий кінь · a2 білий пішак · b2 білий пішак · c2 білий пішак · d2 білий пішак · f2 білий пішак · g2 білий пішак · h2 білий пішак · a1 біла тура · b1 білий кінь · c1 білий слон · d1 білий ферзь · e1 білий король · h1 біла тура | a8 чорна тура · c8 чорний слон · d8 чорний ферзь · e8 чорний король · f8 чорний слон · g8 чорний кінь · h8 чорна тура · a7 чорний пішак · b7 чорний пішак · c7 чорний пішак · f7 чорний пішак · g7 чорний пішак · h7 чорний пішак · c6 чорний кінь · d6 чорний пішак · b5 білий слон · e5 чорний пішак · e4 білий пішак · f3 білий кінь · a2 білий пішак · b2 білий пішак · c2 білий пішак · d2 білий пішак · f2 білий пішак · g2 білий пішак · h2 білий пішак · a1 біла тура · b1 білий кінь · c1 білий слон · d1 білий ферзь · e1 білий король · h1 біла тура | a8 чорна тура · c8 чорний слон · d8 чорний ферзь · e8 чорний король · f8 чорний слон · g8 чорний кінь · h8 чорна тура · a7 чорний пішак · b7 чорний пішак · c7 чорний пішак · f7 чорний пішак · g7 чорний пішак · h7 чорний пішак · c6 чорний кінь · d6 чорний пішак · b5 білий слон · e5 чорний пішак · e4 білий пішак · f3 білий кінь · a2 білий пішак · b2 білий пішак · c2 білий пішак · d2 білий пішак · f2 білий пішак · g2 білий пішак · h2 білий пішак · a1 біла тура · b1 білий кінь · c1 білий слон · d1 білий ферзь · e1 білий король · h1 біла тура | a8 чорна тура · c8 чорний слон · d8 чорний ферзь · e8 чорний король · f8 чорний слон · g8 чорний кінь · h8 чорна тура · a7 чорний пішак · b7 чорний пішак · c7 чорний пішак · f7 чорний пішак · g7 чорний пішак · h7 чорний пішак · c6 чорний кінь · d6 чорний пішак · b5 білий слон · e5 чорний пішак · e4 білий пішак · f3 білий кінь · a2 білий пішак · b2 білий пішак · c2 білий пішак · d2 білий пішак · f2 білий пішак · g2 білий пішак · h2 білий пішак · a1 біла тура · b1 білий кінь · c1 білий слон · d1 білий ферзь · e1 білий король · h1 біла тура | a8 чорна тура · c8 чорний слон · d8 чорний ферзь · e8 чорний король · f8 чорний слон · g8 чорний кінь · h8 чорна тура · a7 чорний пішак · b7 чорний пішак · c7 чорний пішак · f7 чорний пішак · g7 чорний пішак · h7 чорний пішак · c6 чорний кінь · d6 чорний пішак · b5 білий слон · e5 чорний пішак · e4 білий пішак · f3 білий кінь · a2 білий пішак · b2 білий пішак · c2 білий пішак · d2 білий пішак · f2 білий пішак · g2 білий пішак · h2 білий пішак · a1 біла тура · b1 білий кінь · c1 білий слон · d1 білий ферзь · e1 білий король · h1 біла тура | a8 чорна тура · c8 чорний слон · d8 чорний ферзь · e8 чорний король · f8 чорний слон · g8 чорний кінь · h8 чорна тура · a7 чорний пішак · b7 чорний пішак · c7 чорний пішак · f7 чорний пішак · g7 чорний пішак · h7 чорний пішак · c6 чорний кінь · d6 чорний пішак · b5 білий слон · e5 чорний пішак · e4 білий пішак · f3 білий кінь · a2 білий пішак · b2 білий пішак · c2 білий пішак · d2 білий пішак · f2 білий пішак · g2 білий пішак · h2 білий пішак · a1 біла тура · b1 білий кінь · c1 білий слон · d1 білий ферзь · e1 білий король · h1 біла тура | 3 |
| 2 | a8 чорна тура · c8 чорний слон · d8 чорний ферзь · e8 чорний король · f8 чорний слон · g8 чорний кінь · h8 чорна тура · a7 чорний пішак · b7 чорний пішак · c7 чорний пішак · f7 чорний пішак · g7 чорний пішак · h7 чорний пішак · c6 чорний кінь · d6 чорний пішак · b5 білий слон · e5 чорний пішак · e4 білий пішак · f3 білий кінь · a2 білий пішак · b2 білий пішак · c2 білий пішак · d2 білий пішак · f2 білий пішак · g2 білий пішак · h2 білий пішак · a1 біла тура · b1 білий кінь · c1 білий слон · d1 білий ферзь · e1 білий король · h1 біла тура | a8 чорна тура · c8 чорний слон · d8 чорний ферзь · e8 чорний король · f8 чорний слон · g8 чорний кінь · h8 чорна тура · a7 чорний пішак · b7 чорний пішак · c7 чорний пішак · f7 чорний пішак · g7 чорний пішак · h7 чорний пішак · c6 чорний кінь · d6 чорний пішак · b5 білий слон · e5 чорний пішак · e4 білий пішак · f3 білий кінь · a2 білий пішак · b2 білий пішак · c2 білий пішак · d2 білий пішак · f2 білий пішак · g2 білий пішак · h2 білий пішак · a1 біла тура · b1 білий кінь · c1 білий слон · d1 білий ферзь · e1 білий король · h1 біла тура | a8 чорна тура · c8 чорний слон · d8 чорний ферзь · e8 чорний король · f8 чорний слон · g8 чорний кінь · h8 чорна тура · a7 чорний пішак · b7 чорний пішак · c7 чорний пішак · f7 чорний пішак · g7 чорний пішак · h7 чорний пішак · c6 чорний кінь · d6 чорний пішак · b5 білий слон · e5 чорний пішак · e4 білий пішак · f3 білий кінь · a2 білий пішак · b2 білий пішак · c2 білий пішак · d2 білий пішак · f2 білий пішак · g2 білий пішак · h2 білий пішак · a1 біла тура · b1 білий кінь · c1 білий слон · d1 білий ферзь · e1 білий король · h1 біла тура | a8 чорна тура · c8 чорний слон · d8 чорний ферзь · e8 чорний король · f8 чорний слон · g8 чорний кінь · h8 чорна тура · a7 чорний пішак · b7 чорний пішак · c7 чорний пішак · f7 чорний пішак · g7 чорний пішак · h7 чорний пішак · c6 чорний кінь · d6 чорний пішак · b5 білий слон · e5 чорний пішак · e4 білий пішак · f3 білий кінь · a2 білий пішак · b2 білий пішак · c2 білий пішак · d2 білий пішак · f2 білий пішак · g2 білий пішак · h2 білий пішак · a1 біла тура · b1 білий кінь · c1 білий слон · d1 білий ферзь · e1 білий король · h1 біла тура | a8 чорна тура · c8 чорний слон · d8 чорний ферзь · e8 чорний король · f8 чорний слон · g8 чорний кінь · h8 чорна тура · a7 чорний пішак · b7 чорний пішак · c7 чорний пішак · f7 чорний пішак · g7 чорний пішак · h7 чорний пішак · c6 чорний кінь · d6 чорний пішак · b5 білий слон · e5 чорний пішак · e4 білий пішак · f3 білий кінь · a2 білий пішак · b2 білий пішак · c2 білий пішак · d2 білий пішак · f2 білий пішак · g2 білий пішак · h2 білий пішак · a1 біла тура · b1 білий кінь · c1 білий слон · d1 білий ферзь · e1 білий король · h1 біла тура | a8 чорна тура · c8 чорний слон · d8 чорний ферзь · e8 чорний король · f8 чорний слон · g8 чорний кінь · h8 чорна тура · a7 чорний пішак · b7 чорний пішак · c7 чорний пішак · f7 чорний пішак · g7 чорний пішак · h7 чорний пішак · c6 чорний кінь · d6 чорний пішак · b5 білий слон · e5 чорний пішак · e4 білий пішак · f3 білий кінь · a2 білий пішак · b2 білий пішак · c2 білий пішак · d2 білий пішак · f2 білий пішак · g2 білий пішак · h2 білий пішак · a1 біла тура · b1 білий кінь · c1 білий слон · d1 білий ферзь · e1 білий король · h1 біла тура | a8 чорна тура · c8 чорний слон · d8 чорний ферзь · e8 чорний король · f8 чорний слон · g8 чорний кінь · h8 чорна тура · a7 чорний пішак · b7 чорний пішак · c7 чорний пішак · f7 чорний пішак · g7 чорний пішак · h7 чорний пішак · c6 чорний кінь · d6 чорний пішак · b5 білий слон · e5 чорний пішак · e4 білий пішак · f3 білий кінь · a2 білий пішак · b2 білий пішак · c2 білий пішак · d2 білий пішак · f2 білий пішак · g2 білий пішак · h2 білий пішак · a1 біла тура · b1 білий кінь · c1 білий слон · d1 білий ферзь · e1 білий король · h1 біла тура | a8 чорна тура · c8 чорний слон · d8 чорний ферзь · e8 чорний король · f8 чорний слон · g8 чорний кінь · h8 чорна тура · a7 чорний пішак · b7 чорний пішак · c7 чорний пішак · f7 чорний пішак · g7 чорний пішак · h7 чорний пішак · c6 чорний кінь · d6 чорний пішак · b5 білий слон · e5 чорний пішак · e4 білий пішак · f3 білий кінь · a2 білий пішак · b2 білий пішак · c2 білий пішак · d2 білий пішак · f2 білий пішак · g2 білий пішак · h2 білий пішак · a1 біла тура · b1 білий кінь · c1 білий слон · d1 білий ферзь · e1 білий король · h1 біла тура | 2 |
| 1 | a8 чорна тура · c8 чорний слон · d8 чорний ферзь · e8 чорний король · f8 чорний слон · g8 чорний кінь · h8 чорна тура · a7 чорний пішак · b7 чорний пішак · c7 чорний пішак · f7 чорний пішак · g7 чорний пішак · h7 чорний пішак · c6 чорний кінь · d6 чорний пішак · b5 білий слон · e5 чорний пішак · e4 білий пішак · f3 білий кінь · a2 білий пішак · b2 білий пішак · c2 білий пішак · d2 білий пішак · f2 білий пішак · g2 білий пішак · h2 білий пішак · a1 біла тура · b1 білий кінь · c1 білий слон · d1 білий ферзь · e1 білий король · h1 біла тура | a8 чорна тура · c8 чорний слон · d8 чорний ферзь · e8 чорний король · f8 чорний слон · g8 чорний кінь · h8 чорна тура · a7 чорний пішак · b7 чорний пішак · c7 чорний пішак · f7 чорний пішак · g7 чорний пішак · h7 чорний пішак · c6 чорний кінь · d6 чорний пішак · b5 білий слон · e5 чорний пішак · e4 білий пішак · f3 білий кінь · a2 білий пішак · b2 білий пішак · c2 білий пішак · d2 білий пішак · f2 білий пішак · g2 білий пішак · h2 білий пішак · a1 біла тура · b1 білий кінь · c1 білий слон · d1 білий ферзь · e1 білий король · h1 біла тура | a8 чорна тура · c8 чорний слон · d8 чорний ферзь · e8 чорний король · f8 чорний слон · g8 чорний кінь · h8 чорна тура · a7 чорний пішак · b7 чорний пішак · c7 чорний пішак · f7 чорний пішак · g7 чорний пішак · h7 чорний пішак · c6 чорний кінь · d6 чорний пішак · b5 білий слон · e5 чорний пішак · e4 білий пішак · f3 білий кінь · a2 білий пішак · b2 білий пішак · c2 білий пішак · d2 білий пішак · f2 білий пішак · g2 білий пішак · h2 білий пішак · a1 біла тура · b1 білий кінь · c1 білий слон · d1 білий ферзь · e1 білий король · h1 біла тура | a8 чорна тура · c8 чорний слон · d8 чорний ферзь · e8 чорний король · f8 чорний слон · g8 чорний кінь · h8 чорна тура · a7 чорний пішак · b7 чорний пішак · c7 чорний пішак · f7 чорний пішак · g7 чорний пішак · h7 чорний пішак · c6 чорний кінь · d6 чорний пішак · b5 білий слон · e5 чорний пішак · e4 білий пішак · f3 білий кінь · a2 білий пішак · b2 білий пішак · c2 білий пішак · d2 білий пішак · f2 білий пішак · g2 білий пішак · h2 білий пішак · a1 біла тура · b1 білий кінь · c1 білий слон · d1 білий ферзь · e1 білий король · h1 біла тура | a8 чорна тура · c8 чорний слон · d8 чорний ферзь · e8 чорний король · f8 чорний слон · g8 чорний кінь · h8 чорна тура · a7 чорний пішак · b7 чорний пішак · c7 чорний пішак · f7 чорний пішак · g7 чорний пішак · h7 чорний пішак · c6 чорний кінь · d6 чорний пішак · b5 білий слон · e5 чорний пішак · e4 білий пішак · f3 білий кінь · a2 білий пішак · b2 білий пішак · c2 білий пішак · d2 білий пішак · f2 білий пішак · g2 білий пішак · h2 білий пішак · a1 біла тура · b1 білий кінь · c1 білий слон · d1 білий ферзь · e1 білий король · h1 біла тура | a8 чорна тура · c8 чорний слон · d8 чорний ферзь · e8 чорний король · f8 чорний слон · g8 чорний кінь · h8 чорна тура · a7 чорний пішак · b7 чорний пішак · c7 чорний пішак · f7 чорний пішак · g7 чорний пішак · h7 чорний пішак · c6 чорний кінь · d6 чорний пішак · b5 білий слон · e5 чорний пішак · e4 білий пішак · f3 білий кінь · a2 білий пішак · b2 білий пішак · c2 білий пішак · d2 білий пішак · f2 білий пішак · g2 білий пішак · h2 білий пішак · a1 біла тура · b1 білий кінь · c1 білий слон · d1 білий ферзь · e1 білий король · h1 біла тура | a8 чорна тура · c8 чорний слон · d8 чорний ферзь · e8 чорний король · f8 чорний слон · g8 чорний кінь · h8 чорна тура · a7 чорний пішак · b7 чорний пішак · c7 чорний пішак · f7 чорний пішак · g7 чорний пішак · h7 чорний пішак · c6 чорний кінь · d6 чорний пішак · b5 білий слон · e5 чорний пішак · e4 білий пішак · f3 білий кінь · a2 білий пішак · b2 білий пішак · c2 білий пішак · d2 білий пішак · f2 білий пішак · g2 білий пішак · h2 білий пішак · a1 біла тура · b1 білий кінь · c1 білий слон · d1 білий ферзь · e1 білий король · h1 біла тура | a8 чорна тура · c8 чорний слон · d8 чорний ферзь · e8 чорний король · f8 чорний слон · g8 чорний кінь · h8 чорна тура · a7 чорний пішак · b7 чорний пішак · c7 чорний пішак · f7 чорний пішак · g7 чорний пішак · h7 чорний пішак · c6 чорний кінь · d6 чорний пішак · b5 білий слон · e5 чорний пішак · e4 білий пішак · f3 білий кінь · a2 білий пішак · b2 білий пішак · c2 білий пішак · d2 білий пішак · f2 білий пішак · g2 білий пішак · h2 білий пішак · a1 біла тура · b1 білий кінь · c1 білий слон · d1 білий ферзь · e1 білий король · h1 біла тура | 1 |
|   | a | b | c | d | e | f | g | h |   |

Широко застосовувався Ем. Ласкером та Х. Р. Капабланкою. Його головна перевага: чорні здійснюють низку розмінів та отримують хоч і пасивну, але міцну позицію; Білі мають тривалу ініціативу:
- 4. d4 Сd7 5. Кc3 Кf6 6. Сb5xc6 Сd7xc6 7. Фd3 exd 8. Кf3xd4 Сd7 9. Сg5 Сe7 10. 0—0—0 з перевагою у білих.

З 1960-х рр. у шахову практику ввійшло продовження: 5. … g6 (з метою підсилення пункту «e5»). Але після 6. Сe3 Сg7 7. Фd2 Кf6 8. Сb5xc6 bxc 9. Сh6 Сg7xh6 10. Фd2xh6 білі зберігають відчутну перевагу.

## Берлінський захист 3… Кf6
|   | a | b | c | d | e | f | g | h |   |
| 8 | a8 чорна тура · c8 чорний слон · d8 чорний ферзь · e8 чорний король · f8 чорний слон · h8 чорна тура · a7 чорний пішак · b7 чорний пішак · c7 чорний пішак · d7 чорний пішак · f7 чорний пішак · g7 чорний пішак · h7 чорний пішак · c6 чорний кінь · f6 чорний кінь · b5 білий слон · e5 чорний пішак · e4 білий пішак · f3 білий кінь · a2 білий пішак · b2 білий пішак · c2 білий пішак · d2 білий пішак · f2 білий пішак · g2 білий пішак · h2 білий пішак · a1 біла тура · b1 білий кінь · c1 білий слон · d1 білий ферзь · e1 білий король · h1 біла тура | a8 чорна тура · c8 чорний слон · d8 чорний ферзь · e8 чорний король · f8 чорний слон · h8 чорна тура · a7 чорний пішак · b7 чорний пішак · c7 чорний пішак · d7 чорний пішак · f7 чорний пішак · g7 чорний пішак · h7 чорний пішак · c6 чорний кінь · f6 чорний кінь · b5 білий слон · e5 чорний пішак · e4 білий пішак · f3 білий кінь · a2 білий пішак · b2 білий пішак · c2 білий пішак · d2 білий пішак · f2 білий пішак · g2 білий пішак · h2 білий пішак · a1 біла тура · b1 білий кінь · c1 білий слон · d1 білий ферзь · e1 білий король · h1 біла тура | a8 чорна тура · c8 чорний слон · d8 чорний ферзь · e8 чорний король · f8 чорний слон · h8 чорна тура · a7 чорний пішак · b7 чорний пішак · c7 чорний пішак · d7 чорний пішак · f7 чорний пішак · g7 чорний пішак · h7 чорний пішак · c6 чорний кінь · f6 чорний кінь · b5 білий слон · e5 чорний пішак · e4 білий пішак · f3 білий кінь · a2 білий пішак · b2 білий пішак · c2 білий пішак · d2 білий пішак · f2 білий пішак · g2 білий пішак · h2 білий пішак · a1 біла тура · b1 білий кінь · c1 білий слон · d1 білий ферзь · e1 білий король · h1 біла тура | a8 чорна тура · c8 чорний слон · d8 чорний ферзь · e8 чорний король · f8 чорний слон · h8 чорна тура · a7 чорний пішак · b7 чорний пішак · c7 чорний пішак · d7 чорний пішак · f7 чорний пішак · g7 чорний пішак · h7 чорний пішак · c6 чорний кінь · f6 чорний кінь · b5 білий слон · e5 чорний пішак · e4 білий пішак · f3 білий кінь · a2 білий пішак · b2 білий пішак · c2 білий пішак · d2 білий пішак · f2 білий пішак · g2 білий пішак · h2 білий пішак · a1 біла тура · b1 білий кінь · c1 білий слон · d1 білий ферзь · e1 білий король · h1 біла тура | a8 чорна тура · c8 чорний слон · d8 чорний ферзь · e8 чорний король · f8 чорний слон · h8 чорна тура · a7 чорний пішак · b7 чорний пішак · c7 чорний пішак · d7 чорний пішак · f7 чорний пішак · g7 чорний пішак · h7 чорний пішак · c6 чорний кінь · f6 чорний кінь · b5 білий слон · e5 чорний пішак · e4 білий пішак · f3 білий кінь · a2 білий пішак · b2 білий пішак · c2 білий пішак · d2 білий пішак · f2 білий пішак · g2 білий пішак · h2 білий пішак · a1 біла тура · b1 білий кінь · c1 білий слон · d1 білий ферзь · e1 білий король · h1 біла тура | a8 чорна тура · c8 чорний слон · d8 чорний ферзь · e8 чорний король · f8 чорний слон · h8 чорна тура · a7 чорний пішак · b7 чорний пішак · c7 чорний пішак · d7 чорний пішак · f7 чорний пішак · g7 чорний пішак · h7 чорний пішак · c6 чорний кінь · f6 чорний кінь · b5 білий слон · e5 чорний пішак · e4 білий пішак · f3 білий кінь · a2 білий пішак · b2 білий пішак · c2 білий пішак · d2 білий пішак · f2 білий пішак · g2 білий пішак · h2 білий пішак · a1 біла тура · b1 білий кінь · c1 білий слон · d1 білий ферзь · e1 білий король · h1 біла тура | a8 чорна тура · c8 чорний слон · d8 чорний ферзь · e8 чорний король · f8 чорний слон · h8 чорна тура · a7 чорний пішак · b7 чорний пішак · c7 чорний пішак · d7 чорний пішак · f7 чорний пішак · g7 чорний пішак · h7 чорний пішак · c6 чорний кінь · f6 чорний кінь · b5 білий слон · e5 чорний пішак · e4 білий пішак · f3 білий кінь · a2 білий пішак · b2 білий пішак · c2 білий пішак · d2 білий пішак · f2 білий пішак · g2 білий пішак · h2 білий пішак · a1 біла тура · b1 білий кінь · c1 білий слон · d1 білий ферзь · e1 білий король · h1 біла тура | a8 чорна тура · c8 чорний слон · d8 чорний ферзь · e8 чорний король · f8 чорний слон · h8 чорна тура · a7 чорний пішак · b7 чорний пішак · c7 чорний пішак · d7 чорний пішак · f7 чорний пішак · g7 чорний пішак · h7 чорний пішак · c6 чорний кінь · f6 чорний кінь · b5 білий слон · e5 чорний пішак · e4 білий пішак · f3 білий кінь · a2 білий пішак · b2 білий пішак · c2 білий пішак · d2 білий пішак · f2 білий пішак · g2 білий пішак · h2 білий пішак · a1 біла тура · b1 білий кінь · c1 білий слон · d1 білий ферзь · e1 білий король · h1 біла тура | 8 |
| 7 | a8 чорна тура · c8 чорний слон · d8 чорний ферзь · e8 чорний король · f8 чорний слон · h8 чорна тура · a7 чорний пішак · b7 чорний пішак · c7 чорний пішак · d7 чорний пішак · f7 чорний пішак · g7 чорний пішак · h7 чорний пішак · c6 чорний кінь · f6 чорний кінь · b5 білий слон · e5 чорний пішак · e4 білий пішак · f3 білий кінь · a2 білий пішак · b2 білий пішак · c2 білий пішак · d2 білий пішак · f2 білий пішак · g2 білий пішак · h2 білий пішак · a1 біла тура · b1 білий кінь · c1 білий слон · d1 білий ферзь · e1 білий король · h1 біла тура | a8 чорна тура · c8 чорний слон · d8 чорний ферзь · e8 чорний король · f8 чорний слон · h8 чорна тура · a7 чорний пішак · b7 чорний пішак · c7 чорний пішак · d7 чорний пішак · f7 чорний пішак · g7 чорний пішак · h7 чорний пішак · c6 чорний кінь · f6 чорний кінь · b5 білий слон · e5 чорний пішак · e4 білий пішак · f3 білий кінь · a2 білий пішак · b2 білий пішак · c2 білий пішак · d2 білий пішак · f2 білий пішак · g2 білий пішак · h2 білий пішак · a1 біла тура · b1 білий кінь · c1 білий слон · d1 білий ферзь · e1 білий король · h1 біла тура | a8 чорна тура · c8 чорний слон · d8 чорний ферзь · e8 чорний король · f8 чорний слон · h8 чорна тура · a7 чорний пішак · b7 чорний пішак · c7 чорний пішак · d7 чорний пішак · f7 чорний пішак · g7 чорний пішак · h7 чорний пішак · c6 чорний кінь · f6 чорний кінь · b5 білий слон · e5 чорний пішак · e4 білий пішак · f3 білий кінь · a2 білий пішак · b2 білий пішак · c2 білий пішак · d2 білий пішак · f2 білий пішак · g2 білий пішак · h2 білий пішак · a1 біла тура · b1 білий кінь · c1 білий слон · d1 білий ферзь · e1 білий король · h1 біла тура | a8 чорна тура · c8 чорний слон · d8 чорний ферзь · e8 чорний король · f8 чорний слон · h8 чорна тура · a7 чорний пішак · b7 чорний пішак · c7 чорний пішак · d7 чорний пішак · f7 чорний пішак · g7 чорний пішак · h7 чорний пішак · c6 чорний кінь · f6 чорний кінь · b5 білий слон · e5 чорний пішак · e4 білий пішак · f3 білий кінь · a2 білий пішак · b2 білий пішак · c2 білий пішак · d2 білий пішак · f2 білий пішак · g2 білий пішак · h2 білий пішак · a1 біла тура · b1 білий кінь · c1 білий слон · d1 білий ферзь · e1 білий король · h1 біла тура | a8 чорна тура · c8 чорний слон · d8 чорний ферзь · e8 чорний король · f8 чорний слон · h8 чорна тура · a7 чорний пішак · b7 чорний пішак · c7 чорний пішак · d7 чорний пішак · f7 чорний пішак · g7 чорний пішак · h7 чорний пішак · c6 чорний кінь · f6 чорний кінь · b5 білий слон · e5 чорний пішак · e4 білий пішак · f3 білий кінь · a2 білий пішак · b2 білий пішак · c2 білий пішак · d2 білий пішак · f2 білий пішак · g2 білий пішак · h2 білий пішак · a1 біла тура · b1 білий кінь · c1 білий слон · d1 білий ферзь · e1 білий король · h1 біла тура | a8 чорна тура · c8 чорний слон · d8 чорний ферзь · e8 чорний король · f8 чорний слон · h8 чорна тура · a7 чорний пішак · b7 чорний пішак · c7 чорний пішак · d7 чорний пішак · f7 чорний пішак · g7 чорний пішак · h7 чорний пішак · c6 чорний кінь · f6 чорний кінь · b5 білий слон · e5 чорний пішак · e4 білий пішак · f3 білий кінь · a2 білий пішак · b2 білий пішак · c2 білий пішак · d2 білий пішак · f2 білий пішак · g2 білий пішак · h2 білий пішак · a1 біла тура · b1 білий кінь · c1 білий слон · d1 білий ферзь · e1 білий король · h1 біла тура | a8 чорна тура · c8 чорний слон · d8 чорний ферзь · e8 чорний король · f8 чорний слон · h8 чорна тура · a7 чорний пішак · b7 чорний пішак · c7 чорний пішак · d7 чорний пішак · f7 чорний пішак · g7 чорний пішак · h7 чорний пішак · c6 чорний кінь · f6 чорний кінь · b5 білий слон · e5 чорний пішак · e4 білий пішак · f3 білий кінь · a2 білий пішак · b2 білий пішак · c2 білий пішак · d2 білий пішак · f2 білий пішак · g2 білий пішак · h2 білий пішак · a1 біла тура · b1 білий кінь · c1 білий слон · d1 білий ферзь · e1 білий король · h1 біла тура | a8 чорна тура · c8 чорний слон · d8 чорний ферзь · e8 чорний король · f8 чорний слон · h8 чорна тура · a7 чорний пішак · b7 чорний пішак · c7 чорний пішак · d7 чорний пішак · f7 чорний пішак · g7 чорний пішак · h7 чорний пішак · c6 чорний кінь · f6 чорний кінь · b5 білий слон · e5 чорний пішак · e4 білий пішак · f3 білий кінь · a2 білий пішак · b2 білий пішак · c2 білий пішак · d2 білий пішак · f2 білий пішак · g2 білий пішак · h2 білий пішак · a1 біла тура · b1 білий кінь · c1 білий слон · d1 білий ферзь · e1 білий король · h1 біла тура | 7 |
| 6 | a8 чорна тура · c8 чорний слон · d8 чорний ферзь · e8 чорний король · f8 чорний слон · h8 чорна тура · a7 чорний пішак · b7 чорний пішак · c7 чорний пішак · d7 чорний пішак · f7 чорний пішак · g7 чорний пішак · h7 чорний пішак · c6 чорний кінь · f6 чорний кінь · b5 білий слон · e5 чорний пішак · e4 білий пішак · f3 білий кінь · a2 білий пішак · b2 білий пішак · c2 білий пішак · d2 білий пішак · f2 білий пішак · g2 білий пішак · h2 білий пішак · a1 біла тура · b1 білий кінь · c1 білий слон · d1 білий ферзь · e1 білий король · h1 біла тура | a8 чорна тура · c8 чорний слон · d8 чорний ферзь · e8 чорний король · f8 чорний слон · h8 чорна тура · a7 чорний пішак · b7 чорний пішак · c7 чорний пішак · d7 чорний пішак · f7 чорний пішак · g7 чорний пішак · h7 чорний пішак · c6 чорний кінь · f6 чорний кінь · b5 білий слон · e5 чорний пішак · e4 білий пішак · f3 білий кінь · a2 білий пішак · b2 білий пішак · c2 білий пішак · d2 білий пішак · f2 білий пішак · g2 білий пішак · h2 білий пішак · a1 біла тура · b1 білий кінь · c1 білий слон · d1 білий ферзь · e1 білий король · h1 біла тура | a8 чорна тура · c8 чорний слон · d8 чорний ферзь · e8 чорний король · f8 чорний слон · h8 чорна тура · a7 чорний пішак · b7 чорний пішак · c7 чорний пішак · d7 чорний пішак · f7 чорний пішак · g7 чорний пішак · h7 чорний пішак · c6 чорний кінь · f6 чорний кінь · b5 білий слон · e5 чорний пішак · e4 білий пішак · f3 білий кінь · a2 білий пішак · b2 білий пішак · c2 білий пішак · d2 білий пішак · f2 білий пішак · g2 білий пішак · h2 білий пішак · a1 біла тура · b1 білий кінь · c1 білий слон · d1 білий ферзь · e1 білий король · h1 біла тура | a8 чорна тура · c8 чорний слон · d8 чорний ферзь · e8 чорний король · f8 чорний слон · h8 чорна тура · a7 чорний пішак · b7 чорний пішак · c7 чорний пішак · d7 чорний пішак · f7 чорний пішак · g7 чорний пішак · h7 чорний пішак · c6 чорний кінь · f6 чорний кінь · b5 білий слон · e5 чорний пішак · e4 білий пішак · f3 білий кінь · a2 білий пішак · b2 білий пішак · c2 білий пішак · d2 білий пішак · f2 білий пішак · g2 білий пішак · h2 білий пішак · a1 біла тура · b1 білий кінь · c1 білий слон · d1 білий ферзь · e1 білий король · h1 біла тура | a8 чорна тура · c8 чорний слон · d8 чорний ферзь · e8 чорний король · f8 чорний слон · h8 чорна тура · a7 чорний пішак · b7 чорний пішак · c7 чорний пішак · d7 чорний пішак · f7 чорний пішак · g7 чорний пішак · h7 чорний пішак · c6 чорний кінь · f6 чорний кінь · b5 білий слон · e5 чорний пішак · e4 білий пішак · f3 білий кінь · a2 білий пішак · b2 білий пішак · c2 білий пішак · d2 білий пішак · f2 білий пішак · g2 білий пішак · h2 білий пішак · a1 біла тура · b1 білий кінь · c1 білий слон · d1 білий ферзь · e1 білий король · h1 біла тура | a8 чорна тура · c8 чорний слон · d8 чорний ферзь · e8 чорний король · f8 чорний слон · h8 чорна тура · a7 чорний пішак · b7 чорний пішак · c7 чорний пішак · d7 чорний пішак · f7 чорний пішак · g7 чорний пішак · h7 чорний пішак · c6 чорний кінь · f6 чорний кінь · b5 білий слон · e5 чорний пішак · e4 білий пішак · f3 білий кінь · a2 білий пішак · b2 білий пішак · c2 білий пішак · d2 білий пішак · f2 білий пішак · g2 білий пішак · h2 білий пішак · a1 біла тура · b1 білий кінь · c1 білий слон · d1 білий ферзь · e1 білий король · h1 біла тура | a8 чорна тура · c8 чорний слон · d8 чорний ферзь · e8 чорний король · f8 чорний слон · h8 чорна тура · a7 чорний пішак · b7 чорний пішак · c7 чорний пішак · d7 чорний пішак · f7 чорний пішак · g7 чорний пішак · h7 чорний пішак · c6 чорний кінь · f6 чорний кінь · b5 білий слон · e5 чорний пішак · e4 білий пішак · f3 білий кінь · a2 білий пішак · b2 білий пішак · c2 білий пішак · d2 білий пішак · f2 білий пішак · g2 білий пішак · h2 білий пішак · a1 біла тура · b1 білий кінь · c1 білий слон · d1 білий ферзь · e1 білий король · h1 біла тура | a8 чорна тура · c8 чорний слон · d8 чорний ферзь · e8 чорний король · f8 чорний слон · h8 чорна тура · a7 чорний пішак · b7 чорний пішак · c7 чорний пішак · d7 чорний пішак · f7 чорний пішак · g7 чорний пішак · h7 чорний пішак · c6 чорний кінь · f6 чорний кінь · b5 білий слон · e5 чорний пішак · e4 білий пішак · f3 білий кінь · a2 білий пішак · b2 білий пішак · c2 білий пішак · d2 білий пішак · f2 білий пішак · g2 білий пішак · h2 білий пішак · a1 біла тура · b1 білий кінь · c1 білий слон · d1 білий ферзь · e1 білий король · h1 біла тура | 6 |
| 5 | a8 чорна тура · c8 чорний слон · d8 чорний ферзь · e8 чорний король · f8 чорний слон · h8 чорна тура · a7 чорний пішак · b7 чорний пішак · c7 чорний пішак · d7 чорний пішак · f7 чорний пішак · g7 чорний пішак · h7 чорний пішак · c6 чорний кінь · f6 чорний кінь · b5 білий слон · e5 чорний пішак · e4 білий пішак · f3 білий кінь · a2 білий пішак · b2 білий пішак · c2 білий пішак · d2 білий пішак · f2 білий пішак · g2 білий пішак · h2 білий пішак · a1 біла тура · b1 білий кінь · c1 білий слон · d1 білий ферзь · e1 білий король · h1 біла тура | a8 чорна тура · c8 чорний слон · d8 чорний ферзь · e8 чорний король · f8 чорний слон · h8 чорна тура · a7 чорний пішак · b7 чорний пішак · c7 чорний пішак · d7 чорний пішак · f7 чорний пішак · g7 чорний пішак · h7 чорний пішак · c6 чорний кінь · f6 чорний кінь · b5 білий слон · e5 чорний пішак · e4 білий пішак · f3 білий кінь · a2 білий пішак · b2 білий пішак · c2 білий пішак · d2 білий пішак · f2 білий пішак · g2 білий пішак · h2 білий пішак · a1 біла тура · b1 білий кінь · c1 білий слон · d1 білий ферзь · e1 білий король · h1 біла тура | a8 чорна тура · c8 чорний слон · d8 чорний ферзь · e8 чорний король · f8 чорний слон · h8 чорна тура · a7 чорний пішак · b7 чорний пішак · c7 чорний пішак · d7 чорний пішак · f7 чорний пішак · g7 чорний пішак · h7 чорний пішак · c6 чорний кінь · f6 чорний кінь · b5 білий слон · e5 чорний пішак · e4 білий пішак · f3 білий кінь · a2 білий пішак · b2 білий пішак · c2 білий пішак · d2 білий пішак · f2 білий пішак · g2 білий пішак · h2 білий пішак · a1 біла тура · b1 білий кінь · c1 білий слон · d1 білий ферзь · e1 білий король · h1 біла тура | a8 чорна тура · c8 чорний слон · d8 чорний ферзь · e8 чорний король · f8 чорний слон · h8 чорна тура · a7 чорний пішак · b7 чорний пішак · c7 чорний пішак · d7 чорний пішак · f7 чорний пішак · g7 чорний пішак · h7 чорний пішак · c6 чорний кінь · f6 чорний кінь · b5 білий слон · e5 чорний пішак · e4 білий пішак · f3 білий кінь · a2 білий пішак · b2 білий пішак · c2 білий пішак · d2 білий пішак · f2 білий пішак · g2 білий пішак · h2 білий пішак · a1 біла тура · b1 білий кінь · c1 білий слон · d1 білий ферзь · e1 білий король · h1 біла тура | a8 чорна тура · c8 чорний слон · d8 чорний ферзь · e8 чорний король · f8 чорний слон · h8 чорна тура · a7 чорний пішак · b7 чорний пішак · c7 чорний пішак · d7 чорний пішак · f7 чорний пішак · g7 чорний пішак · h7 чорний пішак · c6 чорний кінь · f6 чорний кінь · b5 білий слон · e5 чорний пішак · e4 білий пішак · f3 білий кінь · a2 білий пішак · b2 білий пішак · c2 білий пішак · d2 білий пішак · f2 білий пішак · g2 білий пішак · h2 білий пішак · a1 біла тура · b1 білий кінь · c1 білий слон · d1 білий ферзь · e1 білий король · h1 біла тура | a8 чорна тура · c8 чорний слон · d8 чорний ферзь · e8 чорний король · f8 чорний слон · h8 чорна тура · a7 чорний пішак · b7 чорний пішак · c7 чорний пішак · d7 чорний пішак · f7 чорний пішак · g7 чорний пішак · h7 чорний пішак · c6 чорний кінь · f6 чорний кінь · b5 білий слон · e5 чорний пішак · e4 білий пішак · f3 білий кінь · a2 білий пішак · b2 білий пішак · c2 білий пішак · d2 білий пішак · f2 білий пішак · g2 білий пішак · h2 білий пішак · a1 біла тура · b1 білий кінь · c1 білий слон · d1 білий ферзь · e1 білий король · h1 біла тура | a8 чорна тура · c8 чорний слон · d8 чорний ферзь · e8 чорний король · f8 чорний слон · h8 чорна тура · a7 чорний пішак · b7 чорний пішак · c7 чорний пішак · d7 чорний пішак · f7 чорний пішак · g7 чорний пішак · h7 чорний пішак · c6 чорний кінь · f6 чорний кінь · b5 білий слон · e5 чорний пішак · e4 білий пішак · f3 білий кінь · a2 білий пішак · b2 білий пішак · c2 білий пішак · d2 білий пішак · f2 білий пішак · g2 білий пішак · h2 білий пішак · a1 біла тура · b1 білий кінь · c1 білий слон · d1 білий ферзь · e1 білий король · h1 біла тура | a8 чорна тура · c8 чорний слон · d8 чорний ферзь · e8 чорний король · f8 чорний слон · h8 чорна тура · a7 чорний пішак · b7 чорний пішак · c7 чорний пішак · d7 чорний пішак · f7 чорний пішак · g7 чорний пішак · h7 чорний пішак · c6 чорний кінь · f6 чорний кінь · b5 білий слон · e5 чорний пішак · e4 білий пішак · f3 білий кінь · a2 білий пішак · b2 білий пішак · c2 білий пішак · d2 білий пішак · f2 білий пішак · g2 білий пішак · h2 білий пішак · a1 біла тура · b1 білий кінь · c1 білий слон · d1 білий ферзь · e1 білий король · h1 біла тура | 5 |
| 4 | a8 чорна тура · c8 чорний слон · d8 чорний ферзь · e8 чорний король · f8 чорний слон · h8 чорна тура · a7 чорний пішак · b7 чорний пішак · c7 чорний пішак · d7 чорний пішак · f7 чорний пішак · g7 чорний пішак · h7 чорний пішак · c6 чорний кінь · f6 чорний кінь · b5 білий слон · e5 чорний пішак · e4 білий пішак · f3 білий кінь · a2 білий пішак · b2 білий пішак · c2 білий пішак · d2 білий пішак · f2 білий пішак · g2 білий пішак · h2 білий пішак · a1 біла тура · b1 білий кінь · c1 білий слон · d1 білий ферзь · e1 білий король · h1 біла тура | a8 чорна тура · c8 чорний слон · d8 чорний ферзь · e8 чорний король · f8 чорний слон · h8 чорна тура · a7 чорний пішак · b7 чорний пішак · c7 чорний пішак · d7 чорний пішак · f7 чорний пішак · g7 чорний пішак · h7 чорний пішак · c6 чорний кінь · f6 чорний кінь · b5 білий слон · e5 чорний пішак · e4 білий пішак · f3 білий кінь · a2 білий пішак · b2 білий пішак · c2 білий пішак · d2 білий пішак · f2 білий пішак · g2 білий пішак · h2 білий пішак · a1 біла тура · b1 білий кінь · c1 білий слон · d1 білий ферзь · e1 білий король · h1 біла тура | a8 чорна тура · c8 чорний слон · d8 чорний ферзь · e8 чорний король · f8 чорний слон · h8 чорна тура · a7 чорний пішак · b7 чорний пішак · c7 чорний пішак · d7 чорний пішак · f7 чорний пішак · g7 чорний пішак · h7 чорний пішак · c6 чорний кінь · f6 чорний кінь · b5 білий слон · e5 чорний пішак · e4 білий пішак · f3 білий кінь · a2 білий пішак · b2 білий пішак · c2 білий пішак · d2 білий пішак · f2 білий пішак · g2 білий пішак · h2 білий пішак · a1 біла тура · b1 білий кінь · c1 білий слон · d1 білий ферзь · e1 білий король · h1 біла тура | a8 чорна тура · c8 чорний слон · d8 чорний ферзь · e8 чорний король · f8 чорний слон · h8 чорна тура · a7 чорний пішак · b7 чорний пішак · c7 чорний пішак · d7 чорний пішак · f7 чорний пішак · g7 чорний пішак · h7 чорний пішак · c6 чорний кінь · f6 чорний кінь · b5 білий слон · e5 чорний пішак · e4 білий пішак · f3 білий кінь · a2 білий пішак · b2 білий пішак · c2 білий пішак · d2 білий пішак · f2 білий пішак · g2 білий пішак · h2 білий пішак · a1 біла тура · b1 білий кінь · c1 білий слон · d1 білий ферзь · e1 білий король · h1 біла тура | a8 чорна тура · c8 чорний слон · d8 чорний ферзь · e8 чорний король · f8 чорний слон · h8 чорна тура · a7 чорний пішак · b7 чорний пішак · c7 чорний пішак · d7 чорний пішак · f7 чорний пішак · g7 чорний пішак · h7 чорний пішак · c6 чорний кінь · f6 чорний кінь · b5 білий слон · e5 чорний пішак · e4 білий пішак · f3 білий кінь · a2 білий пішак · b2 білий пішак · c2 білий пішак · d2 білий пішак · f2 білий пішак · g2 білий пішак · h2 білий пішак · a1 біла тура · b1 білий кінь · c1 білий слон · d1 білий ферзь · e1 білий король · h1 біла тура | a8 чорна тура · c8 чорний слон · d8 чорний ферзь · e8 чорний король · f8 чорний слон · h8 чорна тура · a7 чорний пішак · b7 чорний пішак · c7 чорний пішак · d7 чорний пішак · f7 чорний пішак · g7 чорний пішак · h7 чорний пішак · c6 чорний кінь · f6 чорний кінь · b5 білий слон · e5 чорний пішак · e4 білий пішак · f3 білий кінь · a2 білий пішак · b2 білий пішак · c2 білий пішак · d2 білий пішак · f2 білий пішак · g2 білий пішак · h2 білий пішак · a1 біла тура · b1 білий кінь · c1 білий слон · d1 білий ферзь · e1 білий король · h1 біла тура | a8 чорна тура · c8 чорний слон · d8 чорний ферзь · e8 чорний король · f8 чорний слон · h8 чорна тура · a7 чорний пішак · b7 чорний пішак · c7 чорний пішак · d7 чорний пішак · f7 чорний пішак · g7 чорний пішак · h7 чорний пішак · c6 чорний кінь · f6 чорний кінь · b5 білий слон · e5 чорний пішак · e4 білий пішак · f3 білий кінь · a2 білий пішак · b2 білий пішак · c2 білий пішак · d2 білий пішак · f2 білий пішак · g2 білий пішак · h2 білий пішак · a1 біла тура · b1 білий кінь · c1 білий слон · d1 білий ферзь · e1 білий король · h1 біла тура | a8 чорна тура · c8 чорний слон · d8 чорний ферзь · e8 чорний король · f8 чорний слон · h8 чорна тура · a7 чорний пішак · b7 чорний пішак · c7 чорний пішак · d7 чорний пішак · f7 чорний пішак · g7 чорний пішак · h7 чорний пішак · c6 чорний кінь · f6 чорний кінь · b5 білий слон · e5 чорний пішак · e4 білий пішак · f3 білий кінь · a2 білий пішак · b2 білий пішак · c2 білий пішак · d2 білий пішак · f2 білий пішак · g2 білий пішак · h2 білий пішак · a1 біла тура · b1 білий кінь · c1 білий слон · d1 білий ферзь · e1 білий король · h1 біла тура | 4 |
| 3 | a8 чорна тура · c8 чорний слон · d8 чорний ферзь · e8 чорний король · f8 чорний слон · h8 чорна тура · a7 чорний пішак · b7 чорний пішак · c7 чорний пішак · d7 чорний пішак · f7 чорний пішак · g7 чорний пішак · h7 чорний пішак · c6 чорний кінь · f6 чорний кінь · b5 білий слон · e5 чорний пішак · e4 білий пішак · f3 білий кінь · a2 білий пішак · b2 білий пішак · c2 білий пішак · d2 білий пішак · f2 білий пішак · g2 білий пішак · h2 білий пішак · a1 біла тура · b1 білий кінь · c1 білий слон · d1 білий ферзь · e1 білий король · h1 біла тура | a8 чорна тура · c8 чорний слон · d8 чорний ферзь · e8 чорний король · f8 чорний слон · h8 чорна тура · a7 чорний пішак · b7 чорний пішак · c7 чорний пішак · d7 чорний пішак · f7 чорний пішак · g7 чорний пішак · h7 чорний пішак · c6 чорний кінь · f6 чорний кінь · b5 білий слон · e5 чорний пішак · e4 білий пішак · f3 білий кінь · a2 білий пішак · b2 білий пішак · c2 білий пішак · d2 білий пішак · f2 білий пішак · g2 білий пішак · h2 білий пішак · a1 біла тура · b1 білий кінь · c1 білий слон · d1 білий ферзь · e1 білий король · h1 біла тура | a8 чорна тура · c8 чорний слон · d8 чорний ферзь · e8 чорний король · f8 чорний слон · h8 чорна тура · a7 чорний пішак · b7 чорний пішак · c7 чорний пішак · d7 чорний пішак · f7 чорний пішак · g7 чорний пішак · h7 чорний пішак · c6 чорний кінь · f6 чорний кінь · b5 білий слон · e5 чорний пішак · e4 білий пішак · f3 білий кінь · a2 білий пішак · b2 білий пішак · c2 білий пішак · d2 білий пішак · f2 білий пішак · g2 білий пішак · h2 білий пішак · a1 біла тура · b1 білий кінь · c1 білий слон · d1 білий ферзь · e1 білий король · h1 біла тура | a8 чорна тура · c8 чорний слон · d8 чорний ферзь · e8 чорний король · f8 чорний слон · h8 чорна тура · a7 чорний пішак · b7 чорний пішак · c7 чорний пішак · d7 чорний пішак · f7 чорний пішак · g7 чорний пішак · h7 чорний пішак · c6 чорний кінь · f6 чорний кінь · b5 білий слон · e5 чорний пішак · e4 білий пішак · f3 білий кінь · a2 білий пішак · b2 білий пішак · c2 білий пішак · d2 білий пішак · f2 білий пішак · g2 білий пішак · h2 білий пішак · a1 біла тура · b1 білий кінь · c1 білий слон · d1 білий ферзь · e1 білий король · h1 біла тура | a8 чорна тура · c8 чорний слон · d8 чорний ферзь · e8 чорний король · f8 чорний слон · h8 чорна тура · a7 чорний пішак · b7 чорний пішак · c7 чорний пішак · d7 чорний пішак · f7 чорний пішак · g7 чорний пішак · h7 чорний пішак · c6 чорний кінь · f6 чорний кінь · b5 білий слон · e5 чорний пішак · e4 білий пішак · f3 білий кінь · a2 білий пішак · b2 білий пішак · c2 білий пішак · d2 білий пішак · f2 білий пішак · g2 білий пішак · h2 білий пішак · a1 біла тура · b1 білий кінь · c1 білий слон · d1 білий ферзь · e1 білий король · h1 біла тура | a8 чорна тура · c8 чорний слон · d8 чорний ферзь · e8 чорний король · f8 чорний слон · h8 чорна тура · a7 чорний пішак · b7 чорний пішак · c7 чорний пішак · d7 чорний пішак · f7 чорний пішак · g7 чорний пішак · h7 чорний пішак · c6 чорний кінь · f6 чорний кінь · b5 білий слон · e5 чорний пішак · e4 білий пішак · f3 білий кінь · a2 білий пішак · b2 білий пішак · c2 білий пішак · d2 білий пішак · f2 білий пішак · g2 білий пішак · h2 білий пішак · a1 біла тура · b1 білий кінь · c1 білий слон · d1 білий ферзь · e1 білий король · h1 біла тура | a8 чорна тура · c8 чорний слон · d8 чорний ферзь · e8 чорний король · f8 чорний слон · h8 чорна тура · a7 чорний пішак · b7 чорний пішак · c7 чорний пішак · d7 чорний пішак · f7 чорний пішак · g7 чорний пішак · h7 чорний пішак · c6 чорний кінь · f6 чорний кінь · b5 білий слон · e5 чорний пішак · e4 білий пішак · f3 білий кінь · a2 білий пішак · b2 білий пішак · c2 білий пішак · d2 білий пішак · f2 білий пішак · g2 білий пішак · h2 білий пішак · a1 біла тура · b1 білий кінь · c1 білий слон · d1 білий ферзь · e1 білий король · h1 біла тура | a8 чорна тура · c8 чорний слон · d8 чорний ферзь · e8 чорний король · f8 чорний слон · h8 чорна тура · a7 чорний пішак · b7 чорний пішак · c7 чорний пішак · d7 чорний пішак · f7 чорний пішак · g7 чорний пішак · h7 чорний пішак · c6 чорний кінь · f6 чорний кінь · b5 білий слон · e5 чорний пішак · e4 білий пішак · f3 білий кінь · a2 білий пішак · b2 білий пішак · c2 білий пішак · d2 білий пішак · f2 білий пішак · g2 білий пішак · h2 білий пішак · a1 біла тура · b1 білий кінь · c1 білий слон · d1 білий ферзь · e1 білий король · h1 біла тура | 3 |
| 2 | a8 чорна тура · c8 чорний слон · d8 чорний ферзь · e8 чорний король · f8 чорний слон · h8 чорна тура · a7 чорний пішак · b7 чорний пішак · c7 чорний пішак · d7 чорний пішак · f7 чорний пішак · g7 чорний пішак · h7 чорний пішак · c6 чорний кінь · f6 чорний кінь · b5 білий слон · e5 чорний пішак · e4 білий пішак · f3 білий кінь · a2 білий пішак · b2 білий пішак · c2 білий пішак · d2 білий пішак · f2 білий пішак · g2 білий пішак · h2 білий пішак · a1 біла тура · b1 білий кінь · c1 білий слон · d1 білий ферзь · e1 білий король · h1 біла тура | a8 чорна тура · c8 чорний слон · d8 чорний ферзь · e8 чорний король · f8 чорний слон · h8 чорна тура · a7 чорний пішак · b7 чорний пішак · c7 чорний пішак · d7 чорний пішак · f7 чорний пішак · g7 чорний пішак · h7 чорний пішак · c6 чорний кінь · f6 чорний кінь · b5 білий слон · e5 чорний пішак · e4 білий пішак · f3 білий кінь · a2 білий пішак · b2 білий пішак · c2 білий пішак · d2 білий пішак · f2 білий пішак · g2 білий пішак · h2 білий пішак · a1 біла тура · b1 білий кінь · c1 білий слон · d1 білий ферзь · e1 білий король · h1 біла тура | a8 чорна тура · c8 чорний слон · d8 чорний ферзь · e8 чорний король · f8 чорний слон · h8 чорна тура · a7 чорний пішак · b7 чорний пішак · c7 чорний пішак · d7 чорний пішак · f7 чорний пішак · g7 чорний пішак · h7 чорний пішак · c6 чорний кінь · f6 чорний кінь · b5 білий слон · e5 чорний пішак · e4 білий пішак · f3 білий кінь · a2 білий пішак · b2 білий пішак · c2 білий пішак · d2 білий пішак · f2 білий пішак · g2 білий пішак · h2 білий пішак · a1 біла тура · b1 білий кінь · c1 білий слон · d1 білий ферзь · e1 білий король · h1 біла тура | a8 чорна тура · c8 чорний слон · d8 чорний ферзь · e8 чорний король · f8 чорний слон · h8 чорна тура · a7 чорний пішак · b7 чорний пішак · c7 чорний пішак · d7 чорний пішак · f7 чорний пішак · g7 чорний пішак · h7 чорний пішак · c6 чорний кінь · f6 чорний кінь · b5 білий слон · e5 чорний пішак · e4 білий пішак · f3 білий кінь · a2 білий пішак · b2 білий пішак · c2 білий пішак · d2 білий пішак · f2 білий пішак · g2 білий пішак · h2 білий пішак · a1 біла тура · b1 білий кінь · c1 білий слон · d1 білий ферзь · e1 білий король · h1 біла тура | a8 чорна тура · c8 чорний слон · d8 чорний ферзь · e8 чорний король · f8 чорний слон · h8 чорна тура · a7 чорний пішак · b7 чорний пішак · c7 чорний пішак · d7 чорний пішак · f7 чорний пішак · g7 чорний пішак · h7 чорний пішак · c6 чорний кінь · f6 чорний кінь · b5 білий слон · e5 чорний пішак · e4 білий пішак · f3 білий кінь · a2 білий пішак · b2 білий пішак · c2 білий пішак · d2 білий пішак · f2 білий пішак · g2 білий пішак · h2 білий пішак · a1 біла тура · b1 білий кінь · c1 білий слон · d1 білий ферзь · e1 білий король · h1 біла тура | a8 чорна тура · c8 чорний слон · d8 чорний ферзь · e8 чорний король · f8 чорний слон · h8 чорна тура · a7 чорний пішак · b7 чорний пішак · c7 чорний пішак · d7 чорний пішак · f7 чорний пішак · g7 чорний пішак · h7 чорний пішак · c6 чорний кінь · f6 чорний кінь · b5 білий слон · e5 чорний пішак · e4 білий пішак · f3 білий кінь · a2 білий пішак · b2 білий пішак · c2 білий пішак · d2 білий пішак · f2 білий пішак · g2 білий пішак · h2 білий пішак · a1 біла тура · b1 білий кінь · c1 білий слон · d1 білий ферзь · e1 білий король · h1 біла тура | a8 чорна тура · c8 чорний слон · d8 чорний ферзь · e8 чорний король · f8 чорний слон · h8 чорна тура · a7 чорний пішак · b7 чорний пішак · c7 чорний пішак · d7 чорний пішак · f7 чорний пішак · g7 чорний пішак · h7 чорний пішак · c6 чорний кінь · f6 чорний кінь · b5 білий слон · e5 чорний пішак · e4 білий пішак · f3 білий кінь · a2 білий пішак · b2 білий пішак · c2 білий пішак · d2 білий пішак · f2 білий пішак · g2 білий пішак · h2 білий пішак · a1 біла тура · b1 білий кінь · c1 білий слон · d1 білий ферзь · e1 білий король · h1 біла тура | a8 чорна тура · c8 чорний слон · d8 чорний ферзь · e8 чорний король · f8 чорний слон · h8 чорна тура · a7 чорний пішак · b7 чорний пішак · c7 чорний пішак · d7 чорний пішак · f7 чорний пішак · g7 чорний пішак · h7 чорний пішак · c6 чорний кінь · f6 чорний кінь · b5 білий слон · e5 чорний пішак · e4 білий пішак · f3 білий кінь · a2 білий пішак · b2 білий пішак · c2 білий пішак · d2 білий пішак · f2 білий пішак · g2 білий пішак · h2 білий пішак · a1 біла тура · b1 білий кінь · c1 білий слон · d1 білий ферзь · e1 білий король · h1 біла тура | 2 |
| 1 | a8 чорна тура · c8 чорний слон · d8 чорний ферзь · e8 чорний король · f8 чорний слон · h8 чорна тура · a7 чорний пішак · b7 чорний пішак · c7 чорний пішак · d7 чорний пішак · f7 чорний пішак · g7 чорний пішак · h7 чорний пішак · c6 чорний кінь · f6 чорний кінь · b5 білий слон · e5 чорний пішак · e4 білий пішак · f3 білий кінь · a2 білий пішак · b2 білий пішак · c2 білий пішак · d2 білий пішак · f2 білий пішак · g2 білий пішак · h2 білий пішак · a1 біла тура · b1 білий кінь · c1 білий слон · d1 білий ферзь · e1 білий король · h1 біла тура | a8 чорна тура · c8 чорний слон · d8 чорний ферзь · e8 чорний король · f8 чорний слон · h8 чорна тура · a7 чорний пішак · b7 чорний пішак · c7 чорний пішак · d7 чорний пішак · f7 чорний пішак · g7 чорний пішак · h7 чорний пішак · c6 чорний кінь · f6 чорний кінь · b5 білий слон · e5 чорний пішак · e4 білий пішак · f3 білий кінь · a2 білий пішак · b2 білий пішак · c2 білий пішак · d2 білий пішак · f2 білий пішак · g2 білий пішак · h2 білий пішак · a1 біла тура · b1 білий кінь · c1 білий слон · d1 білий ферзь · e1 білий король · h1 біла тура | a8 чорна тура · c8 чорний слон · d8 чорний ферзь · e8 чорний король · f8 чорний слон · h8 чорна тура · a7 чорний пішак · b7 чорний пішак · c7 чорний пішак · d7 чорний пішак · f7 чорний пішак · g7 чорний пішак · h7 чорний пішак · c6 чорний кінь · f6 чорний кінь · b5 білий слон · e5 чорний пішак · e4 білий пішак · f3 білий кінь · a2 білий пішак · b2 білий пішак · c2 білий пішак · d2 білий пішак · f2 білий пішак · g2 білий пішак · h2 білий пішак · a1 біла тура · b1 білий кінь · c1 білий слон · d1 білий ферзь · e1 білий король · h1 біла тура | a8 чорна тура · c8 чорний слон · d8 чорний ферзь · e8 чорний король · f8 чорний слон · h8 чорна тура · a7 чорний пішак · b7 чорний пішак · c7 чорний пішак · d7 чорний пішак · f7 чорний пішак · g7 чорний пішак · h7 чорний пішак · c6 чорний кінь · f6 чорний кінь · b5 білий слон · e5 чорний пішак · e4 білий пішак · f3 білий кінь · a2 білий пішак · b2 білий пішак · c2 білий пішак · d2 білий пішак · f2 білий пішак · g2 білий пішак · h2 білий пішак · a1 біла тура · b1 білий кінь · c1 білий слон · d1 білий ферзь · e1 білий король · h1 біла тура | a8 чорна тура · c8 чорний слон · d8 чорний ферзь · e8 чорний король · f8 чорний слон · h8 чорна тура · a7 чорний пішак · b7 чорний пішак · c7 чорний пішак · d7 чорний пішак · f7 чорний пішак · g7 чорний пішак · h7 чорний пішак · c6 чорний кінь · f6 чорний кінь · b5 білий слон · e5 чорний пішак · e4 білий пішак · f3 білий кінь · a2 білий пішак · b2 білий пішак · c2 білий пішак · d2 білий пішак · f2 білий пішак · g2 білий пішак · h2 білий пішак · a1 біла тура · b1 білий кінь · c1 білий слон · d1 білий ферзь · e1 білий король · h1 біла тура | a8 чорна тура · c8 чорний слон · d8 чорний ферзь · e8 чорний король · f8 чорний слон · h8 чорна тура · a7 чорний пішак · b7 чорний пішак · c7 чорний пішак · d7 чорний пішак · f7 чорний пішак · g7 чорний пішак · h7 чорний пішак · c6 чорний кінь · f6 чорний кінь · b5 білий слон · e5 чорний пішак · e4 білий пішак · f3 білий кінь · a2 білий пішак · b2 білий пішак · c2 білий пішак · d2 білий пішак · f2 білий пішак · g2 білий пішак · h2 білий пішак · a1 біла тура · b1 білий кінь · c1 білий слон · d1 білий ферзь · e1 білий король · h1 біла тура | a8 чорна тура · c8 чорний слон · d8 чорний ферзь · e8 чорний король · f8 чорний слон · h8 чорна тура · a7 чорний пішак · b7 чорний пішак · c7 чорний пішак · d7 чорний пішак · f7 чорний пішак · g7 чорний пішак · h7 чорний пішак · c6 чорний кінь · f6 чорний кінь · b5 білий слон · e5 чорний пішак · e4 білий пішак · f3 білий кінь · a2 білий пішак · b2 білий пішак · c2 білий пішак · d2 білий пішак · f2 білий пішак · g2 білий пішак · h2 білий пішак · a1 біла тура · b1 білий кінь · c1 білий слон · d1 білий ферзь · e1 білий король · h1 біла тура | a8 чорна тура · c8 чорний слон · d8 чорний ферзь · e8 чорний король · f8 чорний слон · h8 чорна тура · a7 чорний пішак · b7 чорний пішак · c7 чорний пішак · d7 чорний пішак · f7 чорний пішак · g7 чорний пішак · h7 чорний пішак · c6 чорний кінь · f6 чорний кінь · b5 білий слон · e5 чорний пішак · e4 білий пішак · f3 білий кінь · a2 білий пішак · b2 білий пішак · c2 білий пішак · d2 білий пішак · f2 білий пішак · g2 білий пішак · h2 білий пішак · a1 біла тура · b1 білий кінь · c1 білий слон · d1 білий ферзь · e1 білий король · h1 біла тура | 1 |
|   | a | b | c | d | e | f | g | h |   |

Головним розробником та дослідником цього продовження був російський майстер ХІХ ст. К. Яніш. Одна з найгнучкіших систем у іспанській партії. Може перейти як у захист Стейніца, так і в класичну систему.
Зазвичай боротьба розгортається так: 4. 0—0. Кf6xe4 5. d4 на що чорні можуть відповісти 5. … Сe7 або 5. … Кd6:
- 5. … Сe7 6. Фe2 Кd6 7. Сb5xc6 bxc 8. dxe Кb7 9. Кc3 0—0 з перевагою у білих;
- 5. … Кd6 6. Сb5xc6 dxc 7. dxe Кf5 8. Фxd8 Ke8xd8 з рівною позицією.

### Відомі партії
| Білі             | Рез | Чорні           | Рік  | Примітки            |
| ---------------- | --- | --------------- | ---- | ------------------- |
| GM Ян Непомнящий | 1:0 | GM Сантош Відіт | 2024 | Турнір претендентів |

## Захист Шлімана 3… f5
|   | a | b | c | d | e | f | g | h |   |
| 8 | a8 чорна тура · c8 чорний слон · d8 чорний ферзь · e8 чорний король · f8 чорний слон · g8 чорний кінь · h8 чорна тура · a7 чорний пішак · b7 чорний пішак · c7 чорний пішак · d7 чорний пішак · g7 чорний пішак · h7 чорний пішак · c6 чорний кінь · b5 білий слон · e5 чорний пішак · f5 чорний пішак · e4 білий пішак · f3 білий кінь · a2 білий пішак · b2 білий пішак · c2 білий пішак · d2 білий пішак · f2 білий пішак · g2 білий пішак · h2 білий пішак · a1 біла тура · b1 білий кінь · c1 білий слон · d1 білий ферзь · e1 білий король · h1 біла тура | a8 чорна тура · c8 чорний слон · d8 чорний ферзь · e8 чорний король · f8 чорний слон · g8 чорний кінь · h8 чорна тура · a7 чорний пішак · b7 чорний пішак · c7 чорний пішак · d7 чорний пішак · g7 чорний пішак · h7 чорний пішак · c6 чорний кінь · b5 білий слон · e5 чорний пішак · f5 чорний пішак · e4 білий пішак · f3 білий кінь · a2 білий пішак · b2 білий пішак · c2 білий пішак · d2 білий пішак · f2 білий пішак · g2 білий пішак · h2 білий пішак · a1 біла тура · b1 білий кінь · c1 білий слон · d1 білий ферзь · e1 білий король · h1 біла тура | a8 чорна тура · c8 чорний слон · d8 чорний ферзь · e8 чорний король · f8 чорний слон · g8 чорний кінь · h8 чорна тура · a7 чорний пішак · b7 чорний пішак · c7 чорний пішак · d7 чорний пішак · g7 чорний пішак · h7 чорний пішак · c6 чорний кінь · b5 білий слон · e5 чорний пішак · f5 чорний пішак · e4 білий пішак · f3 білий кінь · a2 білий пішак · b2 білий пішак · c2 білий пішак · d2 білий пішак · f2 білий пішак · g2 білий пішак · h2 білий пішак · a1 біла тура · b1 білий кінь · c1 білий слон · d1 білий ферзь · e1 білий король · h1 біла тура | a8 чорна тура · c8 чорний слон · d8 чорний ферзь · e8 чорний король · f8 чорний слон · g8 чорний кінь · h8 чорна тура · a7 чорний пішак · b7 чорний пішак · c7 чорний пішак · d7 чорний пішак · g7 чорний пішак · h7 чорний пішак · c6 чорний кінь · b5 білий слон · e5 чорний пішак · f5 чорний пішак · e4 білий пішак · f3 білий кінь · a2 білий пішак · b2 білий пішак · c2 білий пішак · d2 білий пішак · f2 білий пішак · g2 білий пішак · h2 білий пішак · a1 біла тура · b1 білий кінь · c1 білий слон · d1 білий ферзь · e1 білий король · h1 біла тура | a8 чорна тура · c8 чорний слон · d8 чорний ферзь · e8 чорний король · f8 чорний слон · g8 чорний кінь · h8 чорна тура · a7 чорний пішак · b7 чорний пішак · c7 чорний пішак · d7 чорний пішак · g7 чорний пішак · h7 чорний пішак · c6 чорний кінь · b5 білий слон · e5 чорний пішак · f5 чорний пішак · e4 білий пішак · f3 білий кінь · a2 білий пішак · b2 білий пішак · c2 білий пішак · d2 білий пішак · f2 білий пішак · g2 білий пішак · h2 білий пішак · a1 біла тура · b1 білий кінь · c1 білий слон · d1 білий ферзь · e1 білий король · h1 біла тура | a8 чорна тура · c8 чорний слон · d8 чорний ферзь · e8 чорний король · f8 чорний слон · g8 чорний кінь · h8 чорна тура · a7 чорний пішак · b7 чорний пішак · c7 чорний пішак · d7 чорний пішак · g7 чорний пішак · h7 чорний пішак · c6 чорний кінь · b5 білий слон · e5 чорний пішак · f5 чорний пішак · e4 білий пішак · f3 білий кінь · a2 білий пішак · b2 білий пішак · c2 білий пішак · d2 білий пішак · f2 білий пішак · g2 білий пішак · h2 білий пішак · a1 біла тура · b1 білий кінь · c1 білий слон · d1 білий ферзь · e1 білий король · h1 біла тура | a8 чорна тура · c8 чорний слон · d8 чорний ферзь · e8 чорний король · f8 чорний слон · g8 чорний кінь · h8 чорна тура · a7 чорний пішак · b7 чорний пішак · c7 чорний пішак · d7 чорний пішак · g7 чорний пішак · h7 чорний пішак · c6 чорний кінь · b5 білий слон · e5 чорний пішак · f5 чорний пішак · e4 білий пішак · f3 білий кінь · a2 білий пішак · b2 білий пішак · c2 білий пішак · d2 білий пішак · f2 білий пішак · g2 білий пішак · h2 білий пішак · a1 біла тура · b1 білий кінь · c1 білий слон · d1 білий ферзь · e1 білий король · h1 біла тура | a8 чорна тура · c8 чорний слон · d8 чорний ферзь · e8 чорний король · f8 чорний слон · g8 чорний кінь · h8 чорна тура · a7 чорний пішак · b7 чорний пішак · c7 чорний пішак · d7 чорний пішак · g7 чорний пішак · h7 чорний пішак · c6 чорний кінь · b5 білий слон · e5 чорний пішак · f5 чорний пішак · e4 білий пішак · f3 білий кінь · a2 білий пішак · b2 білий пішак · c2 білий пішак · d2 білий пішак · f2 білий пішак · g2 білий пішак · h2 білий пішак · a1 біла тура · b1 білий кінь · c1 білий слон · d1 білий ферзь · e1 білий король · h1 біла тура | 8 |
| 7 | a8 чорна тура · c8 чорний слон · d8 чорний ферзь · e8 чорний король · f8 чорний слон · g8 чорний кінь · h8 чорна тура · a7 чорний пішак · b7 чорний пішак · c7 чорний пішак · d7 чорний пішак · g7 чорний пішак · h7 чорний пішак · c6 чорний кінь · b5 білий слон · e5 чорний пішак · f5 чорний пішак · e4 білий пішак · f3 білий кінь · a2 білий пішак · b2 білий пішак · c2 білий пішак · d2 білий пішак · f2 білий пішак · g2 білий пішак · h2 білий пішак · a1 біла тура · b1 білий кінь · c1 білий слон · d1 білий ферзь · e1 білий король · h1 біла тура | a8 чорна тура · c8 чорний слон · d8 чорний ферзь · e8 чорний король · f8 чорний слон · g8 чорний кінь · h8 чорна тура · a7 чорний пішак · b7 чорний пішак · c7 чорний пішак · d7 чорний пішак · g7 чорний пішак · h7 чорний пішак · c6 чорний кінь · b5 білий слон · e5 чорний пішак · f5 чорний пішак · e4 білий пішак · f3 білий кінь · a2 білий пішак · b2 білий пішак · c2 білий пішак · d2 білий пішак · f2 білий пішак · g2 білий пішак · h2 білий пішак · a1 біла тура · b1 білий кінь · c1 білий слон · d1 білий ферзь · e1 білий король · h1 біла тура | a8 чорна тура · c8 чорний слон · d8 чорний ферзь · e8 чорний король · f8 чорний слон · g8 чорний кінь · h8 чорна тура · a7 чорний пішак · b7 чорний пішак · c7 чорний пішак · d7 чорний пішак · g7 чорний пішак · h7 чорний пішак · c6 чорний кінь · b5 білий слон · e5 чорний пішак · f5 чорний пішак · e4 білий пішак · f3 білий кінь · a2 білий пішак · b2 білий пішак · c2 білий пішак · d2 білий пішак · f2 білий пішак · g2 білий пішак · h2 білий пішак · a1 біла тура · b1 білий кінь · c1 білий слон · d1 білий ферзь · e1 білий король · h1 біла тура | a8 чорна тура · c8 чорний слон · d8 чорний ферзь · e8 чорний король · f8 чорний слон · g8 чорний кінь · h8 чорна тура · a7 чорний пішак · b7 чорний пішак · c7 чорний пішак · d7 чорний пішак · g7 чорний пішак · h7 чорний пішак · c6 чорний кінь · b5 білий слон · e5 чорний пішак · f5 чорний пішак · e4 білий пішак · f3 білий кінь · a2 білий пішак · b2 білий пішак · c2 білий пішак · d2 білий пішак · f2 білий пішак · g2 білий пішак · h2 білий пішак · a1 біла тура · b1 білий кінь · c1 білий слон · d1 білий ферзь · e1 білий король · h1 біла тура | a8 чорна тура · c8 чорний слон · d8 чорний ферзь · e8 чорний король · f8 чорний слон · g8 чорний кінь · h8 чорна тура · a7 чорний пішак · b7 чорний пішак · c7 чорний пішак · d7 чорний пішак · g7 чорний пішак · h7 чорний пішак · c6 чорний кінь · b5 білий слон · e5 чорний пішак · f5 чорний пішак · e4 білий пішак · f3 білий кінь · a2 білий пішак · b2 білий пішак · c2 білий пішак · d2 білий пішак · f2 білий пішак · g2 білий пішак · h2 білий пішак · a1 біла тура · b1 білий кінь · c1 білий слон · d1 білий ферзь · e1 білий король · h1 біла тура | a8 чорна тура · c8 чорний слон · d8 чорний ферзь · e8 чорний король · f8 чорний слон · g8 чорний кінь · h8 чорна тура · a7 чорний пішак · b7 чорний пішак · c7 чорний пішак · d7 чорний пішак · g7 чорний пішак · h7 чорний пішак · c6 чорний кінь · b5 білий слон · e5 чорний пішак · f5 чорний пішак · e4 білий пішак · f3 білий кінь · a2 білий пішак · b2 білий пішак · c2 білий пішак · d2 білий пішак · f2 білий пішак · g2 білий пішак · h2 білий пішак · a1 біла тура · b1 білий кінь · c1 білий слон · d1 білий ферзь · e1 білий король · h1 біла тура | a8 чорна тура · c8 чорний слон · d8 чорний ферзь · e8 чорний король · f8 чорний слон · g8 чорний кінь · h8 чорна тура · a7 чорний пішак · b7 чорний пішак · c7 чорний пішак · d7 чорний пішак · g7 чорний пішак · h7 чорний пішак · c6 чорний кінь · b5 білий слон · e5 чорний пішак · f5 чорний пішак · e4 білий пішак · f3 білий кінь · a2 білий пішак · b2 білий пішак · c2 білий пішак · d2 білий пішак · f2 білий пішак · g2 білий пішак · h2 білий пішак · a1 біла тура · b1 білий кінь · c1 білий слон · d1 білий ферзь · e1 білий король · h1 біла тура | a8 чорна тура · c8 чорний слон · d8 чорний ферзь · e8 чорний король · f8 чорний слон · g8 чорний кінь · h8 чорна тура · a7 чорний пішак · b7 чорний пішак · c7 чорний пішак · d7 чорний пішак · g7 чорний пішак · h7 чорний пішак · c6 чорний кінь · b5 білий слон · e5 чорний пішак · f5 чорний пішак · e4 білий пішак · f3 білий кінь · a2 білий пішак · b2 білий пішак · c2 білий пішак · d2 білий пішак · f2 білий пішак · g2 білий пішак · h2 білий пішак · a1 біла тура · b1 білий кінь · c1 білий слон · d1 білий ферзь · e1 білий король · h1 біла тура | 7 |
| 6 | a8 чорна тура · c8 чорний слон · d8 чорний ферзь · e8 чорний король · f8 чорний слон · g8 чорний кінь · h8 чорна тура · a7 чорний пішак · b7 чорний пішак · c7 чорний пішак · d7 чорний пішак · g7 чорний пішак · h7 чорний пішак · c6 чорний кінь · b5 білий слон · e5 чорний пішак · f5 чорний пішак · e4 білий пішак · f3 білий кінь · a2 білий пішак · b2 білий пішак · c2 білий пішак · d2 білий пішак · f2 білий пішак · g2 білий пішак · h2 білий пішак · a1 біла тура · b1 білий кінь · c1 білий слон · d1 білий ферзь · e1 білий король · h1 біла тура | a8 чорна тура · c8 чорний слон · d8 чорний ферзь · e8 чорний король · f8 чорний слон · g8 чорний кінь · h8 чорна тура · a7 чорний пішак · b7 чорний пішак · c7 чорний пішак · d7 чорний пішак · g7 чорний пішак · h7 чорний пішак · c6 чорний кінь · b5 білий слон · e5 чорний пішак · f5 чорний пішак · e4 білий пішак · f3 білий кінь · a2 білий пішак · b2 білий пішак · c2 білий пішак · d2 білий пішак · f2 білий пішак · g2 білий пішак · h2 білий пішак · a1 біла тура · b1 білий кінь · c1 білий слон · d1 білий ферзь · e1 білий король · h1 біла тура | a8 чорна тура · c8 чорний слон · d8 чорний ферзь · e8 чорний король · f8 чорний слон · g8 чорний кінь · h8 чорна тура · a7 чорний пішак · b7 чорний пішак · c7 чорний пішак · d7 чорний пішак · g7 чорний пішак · h7 чорний пішак · c6 чорний кінь · b5 білий слон · e5 чорний пішак · f5 чорний пішак · e4 білий пішак · f3 білий кінь · a2 білий пішак · b2 білий пішак · c2 білий пішак · d2 білий пішак · f2 білий пішак · g2 білий пішак · h2 білий пішак · a1 біла тура · b1 білий кінь · c1 білий слон · d1 білий ферзь · e1 білий король · h1 біла тура | a8 чорна тура · c8 чорний слон · d8 чорний ферзь · e8 чорний король · f8 чорний слон · g8 чорний кінь · h8 чорна тура · a7 чорний пішак · b7 чорний пішак · c7 чорний пішак · d7 чорний пішак · g7 чорний пішак · h7 чорний пішак · c6 чорний кінь · b5 білий слон · e5 чорний пішак · f5 чорний пішак · e4 білий пішак · f3 білий кінь · a2 білий пішак · b2 білий пішак · c2 білий пішак · d2 білий пішак · f2 білий пішак · g2 білий пішак · h2 білий пішак · a1 біла тура · b1 білий кінь · c1 білий слон · d1 білий ферзь · e1 білий король · h1 біла тура | a8 чорна тура · c8 чорний слон · d8 чорний ферзь · e8 чорний король · f8 чорний слон · g8 чорний кінь · h8 чорна тура · a7 чорний пішак · b7 чорний пішак · c7 чорний пішак · d7 чорний пішак · g7 чорний пішак · h7 чорний пішак · c6 чорний кінь · b5 білий слон · e5 чорний пішак · f5 чорний пішак · e4 білий пішак · f3 білий кінь · a2 білий пішак · b2 білий пішак · c2 білий пішак · d2 білий пішак · f2 білий пішак · g2 білий пішак · h2 білий пішак · a1 біла тура · b1 білий кінь · c1 білий слон · d1 білий ферзь · e1 білий король · h1 біла тура | a8 чорна тура · c8 чорний слон · d8 чорний ферзь · e8 чорний король · f8 чорний слон · g8 чорний кінь · h8 чорна тура · a7 чорний пішак · b7 чорний пішак · c7 чорний пішак · d7 чорний пішак · g7 чорний пішак · h7 чорний пішак · c6 чорний кінь · b5 білий слон · e5 чорний пішак · f5 чорний пішак · e4 білий пішак · f3 білий кінь · a2 білий пішак · b2 білий пішак · c2 білий пішак · d2 білий пішак · f2 білий пішак · g2 білий пішак · h2 білий пішак · a1 біла тура · b1 білий кінь · c1 білий слон · d1 білий ферзь · e1 білий король · h1 біла тура | a8 чорна тура · c8 чорний слон · d8 чорний ферзь · e8 чорний король · f8 чорний слон · g8 чорний кінь · h8 чорна тура · a7 чорний пішак · b7 чорний пішак · c7 чорний пішак · d7 чорний пішак · g7 чорний пішак · h7 чорний пішак · c6 чорний кінь · b5 білий слон · e5 чорний пішак · f5 чорний пішак · e4 білий пішак · f3 білий кінь · a2 білий пішак · b2 білий пішак · c2 білий пішак · d2 білий пішак · f2 білий пішак · g2 білий пішак · h2 білий пішак · a1 біла тура · b1 білий кінь · c1 білий слон · d1 білий ферзь · e1 білий король · h1 біла тура | a8 чорна тура · c8 чорний слон · d8 чорний ферзь · e8 чорний король · f8 чорний слон · g8 чорний кінь · h8 чорна тура · a7 чорний пішак · b7 чорний пішак · c7 чорний пішак · d7 чорний пішак · g7 чорний пішак · h7 чорний пішак · c6 чорний кінь · b5 білий слон · e5 чорний пішак · f5 чорний пішак · e4 білий пішак · f3 білий кінь · a2 білий пішак · b2 білий пішак · c2 білий пішак · d2 білий пішак · f2 білий пішак · g2 білий пішак · h2 білий пішак · a1 біла тура · b1 білий кінь · c1 білий слон · d1 білий ферзь · e1 білий король · h1 біла тура | 6 |
| 5 | a8 чорна тура · c8 чорний слон · d8 чорний ферзь · e8 чорний король · f8 чорний слон · g8 чорний кінь · h8 чорна тура · a7 чорний пішак · b7 чорний пішак · c7 чорний пішак · d7 чорний пішак · g7 чорний пішак · h7 чорний пішак · c6 чорний кінь · b5 білий слон · e5 чорний пішак · f5 чорний пішак · e4 білий пішак · f3 білий кінь · a2 білий пішак · b2 білий пішак · c2 білий пішак · d2 білий пішак · f2 білий пішак · g2 білий пішак · h2 білий пішак · a1 біла тура · b1 білий кінь · c1 білий слон · d1 білий ферзь · e1 білий король · h1 біла тура | a8 чорна тура · c8 чорний слон · d8 чорний ферзь · e8 чорний король · f8 чорний слон · g8 чорний кінь · h8 чорна тура · a7 чорний пішак · b7 чорний пішак · c7 чорний пішак · d7 чорний пішак · g7 чорний пішак · h7 чорний пішак · c6 чорний кінь · b5 білий слон · e5 чорний пішак · f5 чорний пішак · e4 білий пішак · f3 білий кінь · a2 білий пішак · b2 білий пішак · c2 білий пішак · d2 білий пішак · f2 білий пішак · g2 білий пішак · h2 білий пішак · a1 біла тура · b1 білий кінь · c1 білий слон · d1 білий ферзь · e1 білий король · h1 біла тура | a8 чорна тура · c8 чорний слон · d8 чорний ферзь · e8 чорний король · f8 чорний слон · g8 чорний кінь · h8 чорна тура · a7 чорний пішак · b7 чорний пішак · c7 чорний пішак · d7 чорний пішак · g7 чорний пішак · h7 чорний пішак · c6 чорний кінь · b5 білий слон · e5 чорний пішак · f5 чорний пішак · e4 білий пішак · f3 білий кінь · a2 білий пішак · b2 білий пішак · c2 білий пішак · d2 білий пішак · f2 білий пішак · g2 білий пішак · h2 білий пішак · a1 біла тура · b1 білий кінь · c1 білий слон · d1 білий ферзь · e1 білий король · h1 біла тура | a8 чорна тура · c8 чорний слон · d8 чорний ферзь · e8 чорний король · f8 чорний слон · g8 чорний кінь · h8 чорна тура · a7 чорний пішак · b7 чорний пішак · c7 чорний пішак · d7 чорний пішак · g7 чорний пішак · h7 чорний пішак · c6 чорний кінь · b5 білий слон · e5 чорний пішак · f5 чорний пішак · e4 білий пішак · f3 білий кінь · a2 білий пішак · b2 білий пішак · c2 білий пішак · d2 білий пішак · f2 білий пішак · g2 білий пішак · h2 білий пішак · a1 біла тура · b1 білий кінь · c1 білий слон · d1 білий ферзь · e1 білий король · h1 біла тура | a8 чорна тура · c8 чорний слон · d8 чорний ферзь · e8 чорний король · f8 чорний слон · g8 чорний кінь · h8 чорна тура · a7 чорний пішак · b7 чорний пішак · c7 чорний пішак · d7 чорний пішак · g7 чорний пішак · h7 чорний пішак · c6 чорний кінь · b5 білий слон · e5 чорний пішак · f5 чорний пішак · e4 білий пішак · f3 білий кінь · a2 білий пішак · b2 білий пішак · c2 білий пішак · d2 білий пішак · f2 білий пішак · g2 білий пішак · h2 білий пішак · a1 біла тура · b1 білий кінь · c1 білий слон · d1 білий ферзь · e1 білий король · h1 біла тура | a8 чорна тура · c8 чорний слон · d8 чорний ферзь · e8 чорний король · f8 чорний слон · g8 чорний кінь · h8 чорна тура · a7 чорний пішак · b7 чорний пішак · c7 чорний пішак · d7 чорний пішак · g7 чорний пішак · h7 чорний пішак · c6 чорний кінь · b5 білий слон · e5 чорний пішак · f5 чорний пішак · e4 білий пішак · f3 білий кінь · a2 білий пішак · b2 білий пішак · c2 білий пішак · d2 білий пішак · f2 білий пішак · g2 білий пішак · h2 білий пішак · a1 біла тура · b1 білий кінь · c1 білий слон · d1 білий ферзь · e1 білий король · h1 біла тура | a8 чорна тура · c8 чорний слон · d8 чорний ферзь · e8 чорний король · f8 чорний слон · g8 чорний кінь · h8 чорна тура · a7 чорний пішак · b7 чорний пішак · c7 чорний пішак · d7 чорний пішак · g7 чорний пішак · h7 чорний пішак · c6 чорний кінь · b5 білий слон · e5 чорний пішак · f5 чорний пішак · e4 білий пішак · f3 білий кінь · a2 білий пішак · b2 білий пішак · c2 білий пішак · d2 білий пішак · f2 білий пішак · g2 білий пішак · h2 білий пішак · a1 біла тура · b1 білий кінь · c1 білий слон · d1 білий ферзь · e1 білий король · h1 біла тура | a8 чорна тура · c8 чорний слон · d8 чорний ферзь · e8 чорний король · f8 чорний слон · g8 чорний кінь · h8 чорна тура · a7 чорний пішак · b7 чорний пішак · c7 чорний пішак · d7 чорний пішак · g7 чорний пішак · h7 чорний пішак · c6 чорний кінь · b5 білий слон · e5 чорний пішак · f5 чорний пішак · e4 білий пішак · f3 білий кінь · a2 білий пішак · b2 білий пішак · c2 білий пішак · d2 білий пішак · f2 білий пішак · g2 білий пішак · h2 білий пішак · a1 біла тура · b1 білий кінь · c1 білий слон · d1 білий ферзь · e1 білий король · h1 біла тура | 5 |
| 4 | a8 чорна тура · c8 чорний слон · d8 чорний ферзь · e8 чорний король · f8 чорний слон · g8 чорний кінь · h8 чорна тура · a7 чорний пішак · b7 чорний пішак · c7 чорний пішак · d7 чорний пішак · g7 чорний пішак · h7 чорний пішак · c6 чорний кінь · b5 білий слон · e5 чорний пішак · f5 чорний пішак · e4 білий пішак · f3 білий кінь · a2 білий пішак · b2 білий пішак · c2 білий пішак · d2 білий пішак · f2 білий пішак · g2 білий пішак · h2 білий пішак · a1 біла тура · b1 білий кінь · c1 білий слон · d1 білий ферзь · e1 білий король · h1 біла тура | a8 чорна тура · c8 чорний слон · d8 чорний ферзь · e8 чорний король · f8 чорний слон · g8 чорний кінь · h8 чорна тура · a7 чорний пішак · b7 чорний пішак · c7 чорний пішак · d7 чорний пішак · g7 чорний пішак · h7 чорний пішак · c6 чорний кінь · b5 білий слон · e5 чорний пішак · f5 чорний пішак · e4 білий пішак · f3 білий кінь · a2 білий пішак · b2 білий пішак · c2 білий пішак · d2 білий пішак · f2 білий пішак · g2 білий пішак · h2 білий пішак · a1 біла тура · b1 білий кінь · c1 білий слон · d1 білий ферзь · e1 білий король · h1 біла тура | a8 чорна тура · c8 чорний слон · d8 чорний ферзь · e8 чорний король · f8 чорний слон · g8 чорний кінь · h8 чорна тура · a7 чорний пішак · b7 чорний пішак · c7 чорний пішак · d7 чорний пішак · g7 чорний пішак · h7 чорний пішак · c6 чорний кінь · b5 білий слон · e5 чорний пішак · f5 чорний пішак · e4 білий пішак · f3 білий кінь · a2 білий пішак · b2 білий пішак · c2 білий пішак · d2 білий пішак · f2 білий пішак · g2 білий пішак · h2 білий пішак · a1 біла тура · b1 білий кінь · c1 білий слон · d1 білий ферзь · e1 білий король · h1 біла тура | a8 чорна тура · c8 чорний слон · d8 чорний ферзь · e8 чорний король · f8 чорний слон · g8 чорний кінь · h8 чорна тура · a7 чорний пішак · b7 чорний пішак · c7 чорний пішак · d7 чорний пішак · g7 чорний пішак · h7 чорний пішак · c6 чорний кінь · b5 білий слон · e5 чорний пішак · f5 чорний пішак · e4 білий пішак · f3 білий кінь · a2 білий пішак · b2 білий пішак · c2 білий пішак · d2 білий пішак · f2 білий пішак · g2 білий пішак · h2 білий пішак · a1 біла тура · b1 білий кінь · c1 білий слон · d1 білий ферзь · e1 білий король · h1 біла тура | a8 чорна тура · c8 чорний слон · d8 чорний ферзь · e8 чорний король · f8 чорний слон · g8 чорний кінь · h8 чорна тура · a7 чорний пішак · b7 чорний пішак · c7 чорний пішак · d7 чорний пішак · g7 чорний пішак · h7 чорний пішак · c6 чорний кінь · b5 білий слон · e5 чорний пішак · f5 чорний пішак · e4 білий пішак · f3 білий кінь · a2 білий пішак · b2 білий пішак · c2 білий пішак · d2 білий пішак · f2 білий пішак · g2 білий пішак · h2 білий пішак · a1 біла тура · b1 білий кінь · c1 білий слон · d1 білий ферзь · e1 білий король · h1 біла тура | a8 чорна тура · c8 чорний слон · d8 чорний ферзь · e8 чорний король · f8 чорний слон · g8 чорний кінь · h8 чорна тура · a7 чорний пішак · b7 чорний пішак · c7 чорний пішак · d7 чорний пішак · g7 чорний пішак · h7 чорний пішак · c6 чорний кінь · b5 білий слон · e5 чорний пішак · f5 чорний пішак · e4 білий пішак · f3 білий кінь · a2 білий пішак · b2 білий пішак · c2 білий пішак · d2 білий пішак · f2 білий пішак · g2 білий пішак · h2 білий пішак · a1 біла тура · b1 білий кінь · c1 білий слон · d1 білий ферзь · e1 білий король · h1 біла тура | a8 чорна тура · c8 чорний слон · d8 чорний ферзь · e8 чорний король · f8 чорний слон · g8 чорний кінь · h8 чорна тура · a7 чорний пішак · b7 чорний пішак · c7 чорний пішак · d7 чорний пішак · g7 чорний пішак · h7 чорний пішак · c6 чорний кінь · b5 білий слон · e5 чорний пішак · f5 чорний пішак · e4 білий пішак · f3 білий кінь · a2 білий пішак · b2 білий пішак · c2 білий пішак · d2 білий пішак · f2 білий пішак · g2 білий пішак · h2 білий пішак · a1 біла тура · b1 білий кінь · c1 білий слон · d1 білий ферзь · e1 білий король · h1 біла тура | a8 чорна тура · c8 чорний слон · d8 чорний ферзь · e8 чорний король · f8 чорний слон · g8 чорний кінь · h8 чорна тура · a7 чорний пішак · b7 чорний пішак · c7 чорний пішак · d7 чорний пішак · g7 чорний пішак · h7 чорний пішак · c6 чорний кінь · b5 білий слон · e5 чорний пішак · f5 чорний пішак · e4 білий пішак · f3 білий кінь · a2 білий пішак · b2 білий пішак · c2 білий пішак · d2 білий пішак · f2 білий пішак · g2 білий пішак · h2 білий пішак · a1 біла тура · b1 білий кінь · c1 білий слон · d1 білий ферзь · e1 білий король · h1 біла тура | 4 |
| 3 | a8 чорна тура · c8 чорний слон · d8 чорний ферзь · e8 чорний король · f8 чорний слон · g8 чорний кінь · h8 чорна тура · a7 чорний пішак · b7 чорний пішак · c7 чорний пішак · d7 чорний пішак · g7 чорний пішак · h7 чорний пішак · c6 чорний кінь · b5 білий слон · e5 чорний пішак · f5 чорний пішак · e4 білий пішак · f3 білий кінь · a2 білий пішак · b2 білий пішак · c2 білий пішак · d2 білий пішак · f2 білий пішак · g2 білий пішак · h2 білий пішак · a1 біла тура · b1 білий кінь · c1 білий слон · d1 білий ферзь · e1 білий король · h1 біла тура | a8 чорна тура · c8 чорний слон · d8 чорний ферзь · e8 чорний король · f8 чорний слон · g8 чорний кінь · h8 чорна тура · a7 чорний пішак · b7 чорний пішак · c7 чорний пішак · d7 чорний пішак · g7 чорний пішак · h7 чорний пішак · c6 чорний кінь · b5 білий слон · e5 чорний пішак · f5 чорний пішак · e4 білий пішак · f3 білий кінь · a2 білий пішак · b2 білий пішак · c2 білий пішак · d2 білий пішак · f2 білий пішак · g2 білий пішак · h2 білий пішак · a1 біла тура · b1 білий кінь · c1 білий слон · d1 білий ферзь · e1 білий король · h1 біла тура | a8 чорна тура · c8 чорний слон · d8 чорний ферзь · e8 чорний король · f8 чорний слон · g8 чорний кінь · h8 чорна тура · a7 чорний пішак · b7 чорний пішак · c7 чорний пішак · d7 чорний пішак · g7 чорний пішак · h7 чорний пішак · c6 чорний кінь · b5 білий слон · e5 чорний пішак · f5 чорний пішак · e4 білий пішак · f3 білий кінь · a2 білий пішак · b2 білий пішак · c2 білий пішак · d2 білий пішак · f2 білий пішак · g2 білий пішак · h2 білий пішак · a1 біла тура · b1 білий кінь · c1 білий слон · d1 білий ферзь · e1 білий король · h1 біла тура | a8 чорна тура · c8 чорний слон · d8 чорний ферзь · e8 чорний король · f8 чорний слон · g8 чорний кінь · h8 чорна тура · a7 чорний пішак · b7 чорний пішак · c7 чорний пішак · d7 чорний пішак · g7 чорний пішак · h7 чорний пішак · c6 чорний кінь · b5 білий слон · e5 чорний пішак · f5 чорний пішак · e4 білий пішак · f3 білий кінь · a2 білий пішак · b2 білий пішак · c2 білий пішак · d2 білий пішак · f2 білий пішак · g2 білий пішак · h2 білий пішак · a1 біла тура · b1 білий кінь · c1 білий слон · d1 білий ферзь · e1 білий король · h1 біла тура | a8 чорна тура · c8 чорний слон · d8 чорний ферзь · e8 чорний король · f8 чорний слон · g8 чорний кінь · h8 чорна тура · a7 чорний пішак · b7 чорний пішак · c7 чорний пішак · d7 чорний пішак · g7 чорний пішак · h7 чорний пішак · c6 чорний кінь · b5 білий слон · e5 чорний пішак · f5 чорний пішак · e4 білий пішак · f3 білий кінь · a2 білий пішак · b2 білий пішак · c2 білий пішак · d2 білий пішак · f2 білий пішак · g2 білий пішак · h2 білий пішак · a1 біла тура · b1 білий кінь · c1 білий слон · d1 білий ферзь · e1 білий король · h1 біла тура | a8 чорна тура · c8 чорний слон · d8 чорний ферзь · e8 чорний король · f8 чорний слон · g8 чорний кінь · h8 чорна тура · a7 чорний пішак · b7 чорний пішак · c7 чорний пішак · d7 чорний пішак · g7 чорний пішак · h7 чорний пішак · c6 чорний кінь · b5 білий слон · e5 чорний пішак · f5 чорний пішак · e4 білий пішак · f3 білий кінь · a2 білий пішак · b2 білий пішак · c2 білий пішак · d2 білий пішак · f2 білий пішак · g2 білий пішак · h2 білий пішак · a1 біла тура · b1 білий кінь · c1 білий слон · d1 білий ферзь · e1 білий король · h1 біла тура | a8 чорна тура · c8 чорний слон · d8 чорний ферзь · e8 чорний король · f8 чорний слон · g8 чорний кінь · h8 чорна тура · a7 чорний пішак · b7 чорний пішак · c7 чорний пішак · d7 чорний пішак · g7 чорний пішак · h7 чорний пішак · c6 чорний кінь · b5 білий слон · e5 чорний пішак · f5 чорний пішак · e4 білий пішак · f3 білий кінь · a2 білий пішак · b2 білий пішак · c2 білий пішак · d2 білий пішак · f2 білий пішак · g2 білий пішак · h2 білий пішак · a1 біла тура · b1 білий кінь · c1 білий слон · d1 білий ферзь · e1 білий король · h1 біла тура | a8 чорна тура · c8 чорний слон · d8 чорний ферзь · e8 чорний король · f8 чорний слон · g8 чорний кінь · h8 чорна тура · a7 чорний пішак · b7 чорний пішак · c7 чорний пішак · d7 чорний пішак · g7 чорний пішак · h7 чорний пішак · c6 чорний кінь · b5 білий слон · e5 чорний пішак · f5 чорний пішак · e4 білий пішак · f3 білий кінь · a2 білий пішак · b2 білий пішак · c2 білий пішак · d2 білий пішак · f2 білий пішак · g2 білий пішак · h2 білий пішак · a1 біла тура · b1 білий кінь · c1 білий слон · d1 білий ферзь · e1 білий король · h1 біла тура | 3 |
| 2 | a8 чорна тура · c8 чорний слон · d8 чорний ферзь · e8 чорний король · f8 чорний слон · g8 чорний кінь · h8 чорна тура · a7 чорний пішак · b7 чорний пішак · c7 чорний пішак · d7 чорний пішак · g7 чорний пішак · h7 чорний пішак · c6 чорний кінь · b5 білий слон · e5 чорний пішак · f5 чорний пішак · e4 білий пішак · f3 білий кінь · a2 білий пішак · b2 білий пішак · c2 білий пішак · d2 білий пішак · f2 білий пішак · g2 білий пішак · h2 білий пішак · a1 біла тура · b1 білий кінь · c1 білий слон · d1 білий ферзь · e1 білий король · h1 біла тура | a8 чорна тура · c8 чорний слон · d8 чорний ферзь · e8 чорний король · f8 чорний слон · g8 чорний кінь · h8 чорна тура · a7 чорний пішак · b7 чорний пішак · c7 чорний пішак · d7 чорний пішак · g7 чорний пішак · h7 чорний пішак · c6 чорний кінь · b5 білий слон · e5 чорний пішак · f5 чорний пішак · e4 білий пішак · f3 білий кінь · a2 білий пішак · b2 білий пішак · c2 білий пішак · d2 білий пішак · f2 білий пішак · g2 білий пішак · h2 білий пішак · a1 біла тура · b1 білий кінь · c1 білий слон · d1 білий ферзь · e1 білий король · h1 біла тура | a8 чорна тура · c8 чорний слон · d8 чорний ферзь · e8 чорний король · f8 чорний слон · g8 чорний кінь · h8 чорна тура · a7 чорний пішак · b7 чорний пішак · c7 чорний пішак · d7 чорний пішак · g7 чорний пішак · h7 чорний пішак · c6 чорний кінь · b5 білий слон · e5 чорний пішак · f5 чорний пішак · e4 білий пішак · f3 білий кінь · a2 білий пішак · b2 білий пішак · c2 білий пішак · d2 білий пішак · f2 білий пішак · g2 білий пішак · h2 білий пішак · a1 біла тура · b1 білий кінь · c1 білий слон · d1 білий ферзь · e1 білий король · h1 біла тура | a8 чорна тура · c8 чорний слон · d8 чорний ферзь · e8 чорний король · f8 чорний слон · g8 чорний кінь · h8 чорна тура · a7 чорний пішак · b7 чорний пішак · c7 чорний пішак · d7 чорний пішак · g7 чорний пішак · h7 чорний пішак · c6 чорний кінь · b5 білий слон · e5 чорний пішак · f5 чорний пішак · e4 білий пішак · f3 білий кінь · a2 білий пішак · b2 білий пішак · c2 білий пішак · d2 білий пішак · f2 білий пішак · g2 білий пішак · h2 білий пішак · a1 біла тура · b1 білий кінь · c1 білий слон · d1 білий ферзь · e1 білий король · h1 біла тура | a8 чорна тура · c8 чорний слон · d8 чорний ферзь · e8 чорний король · f8 чорний слон · g8 чорний кінь · h8 чорна тура · a7 чорний пішак · b7 чорний пішак · c7 чорний пішак · d7 чорний пішак · g7 чорний пішак · h7 чорний пішак · c6 чорний кінь · b5 білий слон · e5 чорний пішак · f5 чорний пішак · e4 білий пішак · f3 білий кінь · a2 білий пішак · b2 білий пішак · c2 білий пішак · d2 білий пішак · f2 білий пішак · g2 білий пішак · h2 білий пішак · a1 біла тура · b1 білий кінь · c1 білий слон · d1 білий ферзь · e1 білий король · h1 біла тура | a8 чорна тура · c8 чорний слон · d8 чорний ферзь · e8 чорний король · f8 чорний слон · g8 чорний кінь · h8 чорна тура · a7 чорний пішак · b7 чорний пішак · c7 чорний пішак · d7 чорний пішак · g7 чорний пішак · h7 чорний пішак · c6 чорний кінь · b5 білий слон · e5 чорний пішак · f5 чорний пішак · e4 білий пішак · f3 білий кінь · a2 білий пішак · b2 білий пішак · c2 білий пішак · d2 білий пішак · f2 білий пішак · g2 білий пішак · h2 білий пішак · a1 біла тура · b1 білий кінь · c1 білий слон · d1 білий ферзь · e1 білий король · h1 біла тура | a8 чорна тура · c8 чорний слон · d8 чорний ферзь · e8 чорний король · f8 чорний слон · g8 чорний кінь · h8 чорна тура · a7 чорний пішак · b7 чорний пішак · c7 чорний пішак · d7 чорний пішак · g7 чорний пішак · h7 чорний пішак · c6 чорний кінь · b5 білий слон · e5 чорний пішак · f5 чорний пішак · e4 білий пішак · f3 білий кінь · a2 білий пішак · b2 білий пішак · c2 білий пішак · d2 білий пішак · f2 білий пішак · g2 білий пішак · h2 білий пішак · a1 біла тура · b1 білий кінь · c1 білий слон · d1 білий ферзь · e1 білий король · h1 біла тура | a8 чорна тура · c8 чорний слон · d8 чорний ферзь · e8 чорний король · f8 чорний слон · g8 чорний кінь · h8 чорна тура · a7 чорний пішак · b7 чорний пішак · c7 чорний пішак · d7 чорний пішак · g7 чорний пішак · h7 чорний пішак · c6 чорний кінь · b5 білий слон · e5 чорний пішак · f5 чорний пішак · e4 білий пішак · f3 білий кінь · a2 білий пішак · b2 білий пішак · c2 білий пішак · d2 білий пішак · f2 білий пішак · g2 білий пішак · h2 білий пішак · a1 біла тура · b1 білий кінь · c1 білий слон · d1 білий ферзь · e1 білий король · h1 біла тура | 2 |
| 1 | a8 чорна тура · c8 чорний слон · d8 чорний ферзь · e8 чорний король · f8 чорний слон · g8 чорний кінь · h8 чорна тура · a7 чорний пішак · b7 чорний пішак · c7 чорний пішак · d7 чорний пішак · g7 чорний пішак · h7 чорний пішак · c6 чорний кінь · b5 білий слон · e5 чорний пішак · f5 чорний пішак · e4 білий пішак · f3 білий кінь · a2 білий пішак · b2 білий пішак · c2 білий пішак · d2 білий пішак · f2 білий пішак · g2 білий пішак · h2 білий пішак · a1 біла тура · b1 білий кінь · c1 білий слон · d1 білий ферзь · e1 білий король · h1 біла тура | a8 чорна тура · c8 чорний слон · d8 чорний ферзь · e8 чорний король · f8 чорний слон · g8 чорний кінь · h8 чорна тура · a7 чорний пішак · b7 чорний пішак · c7 чорний пішак · d7 чорний пішак · g7 чорний пішак · h7 чорний пішак · c6 чорний кінь · b5 білий слон · e5 чорний пішак · f5 чорний пішак · e4 білий пішак · f3 білий кінь · a2 білий пішак · b2 білий пішак · c2 білий пішак · d2 білий пішак · f2 білий пішак · g2 білий пішак · h2 білий пішак · a1 біла тура · b1 білий кінь · c1 білий слон · d1 білий ферзь · e1 білий король · h1 біла тура | a8 чорна тура · c8 чорний слон · d8 чорний ферзь · e8 чорний король · f8 чорний слон · g8 чорний кінь · h8 чорна тура · a7 чорний пішак · b7 чорний пішак · c7 чорний пішак · d7 чорний пішак · g7 чорний пішак · h7 чорний пішак · c6 чорний кінь · b5 білий слон · e5 чорний пішак · f5 чорний пішак · e4 білий пішак · f3 білий кінь · a2 білий пішак · b2 білий пішак · c2 білий пішак · d2 білий пішак · f2 білий пішак · g2 білий пішак · h2 білий пішак · a1 біла тура · b1 білий кінь · c1 білий слон · d1 білий ферзь · e1 білий король · h1 біла тура | a8 чорна тура · c8 чорний слон · d8 чорний ферзь · e8 чорний король · f8 чорний слон · g8 чорний кінь · h8 чорна тура · a7 чорний пішак · b7 чорний пішак · c7 чорний пішак · d7 чорний пішак · g7 чорний пішак · h7 чорний пішак · c6 чорний кінь · b5 білий слон · e5 чорний пішак · f5 чорний пішак · e4 білий пішак · f3 білий кінь · a2 білий пішак · b2 білий пішак · c2 білий пішак · d2 білий пішак · f2 білий пішак · g2 білий пішак · h2 білий пішак · a1 біла тура · b1 білий кінь · c1 білий слон · d1 білий ферзь · e1 білий король · h1 біла тура | a8 чорна тура · c8 чорний слон · d8 чорний ферзь · e8 чорний король · f8 чорний слон · g8 чорний кінь · h8 чорна тура · a7 чорний пішак · b7 чорний пішак · c7 чорний пішак · d7 чорний пішак · g7 чорний пішак · h7 чорний пішак · c6 чорний кінь · b5 білий слон · e5 чорний пішак · f5 чорний пішак · e4 білий пішак · f3 білий кінь · a2 білий пішак · b2 білий пішак · c2 білий пішак · d2 білий пішак · f2 білий пішак · g2 білий пішак · h2 білий пішак · a1 біла тура · b1 білий кінь · c1 білий слон · d1 білий ферзь · e1 білий король · h1 біла тура | a8 чорна тура · c8 чорний слон · d8 чорний ферзь · e8 чорний король · f8 чорний слон · g8 чорний кінь · h8 чорна тура · a7 чорний пішак · b7 чорний пішак · c7 чорний пішак · d7 чорний пішак · g7 чорний пішак · h7 чорний пішак · c6 чорний кінь · b5 білий слон · e5 чорний пішак · f5 чорний пішак · e4 білий пішак · f3 білий кінь · a2 білий пішак · b2 білий пішак · c2 білий пішак · d2 білий пішак · f2 білий пішак · g2 білий пішак · h2 білий пішак · a1 біла тура · b1 білий кінь · c1 білий слон · d1 білий ферзь · e1 білий король · h1 біла тура | a8 чорна тура · c8 чорний слон · d8 чорний ферзь · e8 чорний король · f8 чорний слон · g8 чорний кінь · h8 чорна тура · a7 чорний пішак · b7 чорний пішак · c7 чорний пішак · d7 чорний пішак · g7 чорний пішак · h7 чорний пішак · c6 чорний кінь · b5 білий слон · e5 чорний пішак · f5 чорний пішак · e4 білий пішак · f3 білий кінь · a2 білий пішак · b2 білий пішак · c2 білий пішак · d2 білий пішак · f2 білий пішак · g2 білий пішак · h2 білий пішак · a1 біла тура · b1 білий кінь · c1 білий слон · d1 білий ферзь · e1 білий король · h1 біла тура | a8 чорна тура · c8 чорний слон · d8 чорний ферзь · e8 чорний король · f8 чорний слон · g8 чорний кінь · h8 чорна тура · a7 чорний пішак · b7 чорний пішак · c7 чорний пішак · d7 чорний пішак · g7 чорний пішак · h7 чорний пішак · c6 чорний кінь · b5 білий слон · e5 чорний пішак · f5 чорний пішак · e4 білий пішак · f3 білий кінь · a2 білий пішак · b2 білий пішак · c2 білий пішак · d2 білий пішак · f2 білий пішак · g2 білий пішак · h2 білий пішак · a1 біла тура · b1 білий кінь · c1 білий слон · d1 білий ферзь · e1 білий король · h1 біла тура | 1 |
|   | a | b | c | d | e | f | g | h |   |

Також «Гамбіт Шлімана-Яніша». У сучасній практиці майже не зустрічається.